# 2010年のラジオ (日本)
2010年のラジオ (日本)では、2010年の日本のラジオ番組、その他ラジオ界の動向について記す。

## 概説
2010年は、地上波テレビジョン放送の完全デジタル化を翌年に控えたこともあり、特にAMラジオと兼営している民放にその皺寄せが及ぶ形となった。
KBCラジオを皮切りに始まったAMステレオ放送中止の流れが遂に大都市圏に及び、大阪のMBSラジオとABCラジオ、北海道のHBCラジオとSTVラジオ、福岡のRKBラジオがモノラル放送に戻した。また、経費削減の一環として人気パーソナリティを降板させる局がある一方、インターネットとの融合を図り、Twitterサービスを利用した番組宣伝や、ストリーミング放送の本格開始といった動きもみられた。こうした中で、在京・在阪の民放AM・FM局12社とラジオNIKKEIの計13社がパソコンからのインターネットでラジオ放送のサイマル放送が聴取できる「radiko」のサービスを開始した。さらに12月1日にサービスの運営がこの日に発足した株式会社radikoへ承継され、配信エリアが関東の1都6県、関西の2府4県へ拡大された。
1995年の阪神・淡路大震災を契機に開局した外国語FM局も曲がり角を迎えた。九州国際エフエム（Love FM）では日本語で喋る時間が増えたりラジオショッピングの時間が設けられるなど、日本語オンリーの一般FM局との明確な違いがみられなくなっているばかりでなく、西日本鉄道への経営譲渡交渉が行われているほどの経営不振に陥っているほか、外国語FM局第1号の関西インターメディア（FM COCOLO）に至っては、ライバル局FM802の番組制作会社ごと“ヘッドハンティング”する大胆な行動に打って出た。また6月には、愛知国際放送（RADIO-i）が経営不振を理由に9月末で放送を停止することが発表された。同局は9月30日24:00で放送休止。翌10月1日0:02に出力が停止され閉局した。

## 主な番組関連の出来事
- 1月1日 - CBCラジオ「ハイパーナイト・ハマグリ王」（金曜23:30）パーソナリティ交代
- 1月5日 - CBCラジオ「ハイパーナイト・ポッシきゃな?」（火曜23:30）みっきー→いくっちにパーソナリティ交代
- 1月14日 - FM COCOLOが4月から「Whole Earth Station」をキャッチコピーとした大幅な番組改編を行うことを発表した。同じ関西のFM局であるFM802の番組製作会社が編成を担当し、FM802で番組を持っているDJも登場する。これにより既存の番組は一部を除き3月をもって全て終了するほか、FM802でも一部の番組の終了及びDJの交替が行われる。
- 2月16日 - 文化放送がこの日開かれた定例社長会見で、「走れ!歌謡曲」の4月からの新パーソナリティをオーディションで決定したことを発表。火曜は松井陽子（元長崎文化放送アナウンサー）、金曜は柚月美穂（タレント、グラビアアイドル）、土曜は小林奈々絵（元レコード会社勤務）[3]。また「ライオンズナイター」に、埼玉西武・雄星投手の最新情報を伝える「今日の雄星くん」コーナーを新設することも発表された[4]。
- 3月19日 - ABCラジオ「おはようパーソナリティ道上洋三です」番組開始33周年を記念して、阪神甲子園球場より公開生放送（ゲスト：吉田義男、田淵幸一）[5]。
- 3月22日 - CBCラジオにてこの日、SKE48が『つボイノリオの聞けば聞くほど』から『SKE48 観覧車へようこそ!!』まで4番組をジャック[6]。
- 4月6日 - 文化放送「リッスン? 〜Live 4 Life〜」パーソナリティ変更（火曜日：押谷沙樹→AKB48〔（月替わり〕）[7]
- 4月26日 - 文化放送「大竹まこと ゴールデンラジオ!」の名物コーナー「大竹発見伝〜ザ・ゴールデンヒストリー」を書籍化した「手のひらにおさまる77のちょっとした幸せ」（ポプラ社）が発売[8]。
- 7月4日 - ニッポン放送「三宅裕司のサンデーハッピーパラダイス」のアシスタントが五戸美樹に交代。
- 7月6日 - NHKが大相撲野球賭博問題を受け、11日より始まる大相撲名古屋場所（7月11日 - 25日、愛知県体育館）の中継をラジオ・テレビ（総合テレビ・BS2）とも中止することを決定。1928年1月の開始以来初。なお、ラジオ第1にて18時台に5分間、取り組み結果のみを放送する。
- 7月11日 - 第20回参議院議員通常選挙投開票。ラジオ各局でも開票速報。基本開始時刻は21:00。
  1. 参院選開票速報2010により、「ラジオ深夜便」休止。
  2. 参議院選挙開票特別番組 荒川強啓 デイ・キャッチ!選挙SP（TBSラジオ、19:55）
  3. 参議院選挙開票特別番組 選挙Dig（TBSラジオ / JRN、23:00。司会:外山恵理、神保哲生）
  4. ロンドンブーツ1号2号 田村淳の選挙クラブ〜あなたの本音をぶつけてください!（文化放送、19:40）…HBCラジオ（19:40 - 21:15）、STVラジオ(22:00)など一部局にもネット[9]
  5. 黒岩祐治と池上彰のまるわかりニッポン!参院選開票スペシャル（ニッポン放送 / NRN、20:00。出演：上柳昌彦）[10]
  6. ABC選挙スペシャル 菅総理の船出はどうなる?(21:05。出演者：上田剛彦、八塚彩美、梶本章 他）
  7. MBSラジオ参議院選挙スペシャル 結局どやねん!（MBSラジオ、21:00 - 25:00。司会:水野晶子、近藤勝重）[11]
  8. 参議院選挙開票特番 発足から10カ月!民主党政権へ審判下る（ラジオ大阪、20:30。司会：梅田淳）[12]
  9. JFN参院選スペシャル第1部 「列島タイムライン7.11」（JFN38局フルネット、23:30-23:55。JFN23局ネット、24:00-25:00。出演：今井広海、村田睦、上杉隆）
  10. JFN参院選スペシャル第2部 「タイムライン 政治について語るときに」（JFN23局ネット、25:00。出演：今井広海、村田睦、上杉隆ほか）
- 8月26日 - 9月2日、毎日放送（MBSラジオ）が開局60周年を記念し「MBS開局60周年記念ウィーク」として、1週間にわたり、記念特番・イベントなどを展開[13][14]。MBSラジオでは8月31日10:30-9月1日17:54にわたり大型特番「31.5（サイコー）時間ラジオ〜MBS史上最大のラジオ祭り 歌でつなげる60年 目指せ1179曲てアンタ!?〜（DJ:上泉雄一）を放送[15]。
- 9月16日 - 日本民間放送連盟が、本年度の連盟賞の受賞作品を発表。ラジオ部門のうち、報道部門では『飲むか、生きるか 断酒会につながって』（山形放送）、教養部門では『SBSラジオギャラリー It's a wonderful world〜心は伝わる』（静岡放送）、エンターテイメント部門では『中四国ライブネット 高知発!土佐のカツオは美味いぜよ』（高知放送）がそれぞれ選ばれた[16]。
- 9月20日 - 文化放送、ニッポン放送がこの日『セイ!ヤング・オールナイトニッポンコンサートスペシャル〜Are you ready? Oh!〜』を2局同時リレーで2時間生放送。同時に、2局が同時に行うプロジェクト『セイ!ヤング・オールナイトニッポン Are you ready? Oh!』の立ち上げを発表した[17]
- 9月30日 - この日をもって、愛知国際放送（RADIO-i）が閉局。午前7時から24時（10月1日午前0時）まで、閉局特番『RADIO-i The Final Day『SAYONARA MIDLAND』〜LOVE RADIO! FOREVER MUSIC!』を放送。
- 10月7日 - 文化放送『リッスン? 〜Live 4 Life〜』パーソナリティ変更、水曜担当をモデル・タレントの虎南有香に交代。
- 10月19日 - 2010年度のABU賞に、NHK FMのFMシアター「リバイバル」（3月6日放送）がドラマ番組部門最優秀賞に選ばれた[18]。
- 10月31日 - 年末恒例の『ラジオ・チャリティー・ミュージックソン』（ニッポン放送）の本年度メインパーソナリティを、オードリーが務めることが発表された[19]。
- 11月5日 - 日本民間放送連盟が第6回日本放送文化大賞を発表。ラジオ部門グランプリ（賞金300万円）に横浜エフエム放送開局25周年記念特別番組「海の男たちに愛された本屋さん」（2010年5月29日放送）、準グランプリ（同150万円）にはJ-WAVEの朝のワイド番組「〜JK RADIO〜TOKYO UNITED」（2009年6月26日放送回）が選ばれた[20][21]。

## 主なその他ラジオ関連の出来事

### 1月
- 12日 - TOKYO FMの八王子中継局（80.5 MHz）が開局[22]。

### 2月
- 4日 - 男性3人組バンドのレミオロメンが、2010年の全国FM連合（民放FM53局）MEET THE MUSICキャンペーンキャラクターに就任。3月21日にスペシャルライブを全国53局で放送[23]。
- 10日 - Kiss-FM KOBEで、2007年度と2008年度の売上高に6億円の水増しがあったことがわかった。城田渉社長が10日に記者会見で明らかにした。「不正な架空取引などがあった可能性があり、近く旧経営陣を相手に損害賠償請求訴訟を起こす」とコメントした[24][25]。（→兵庫エフエム放送#2010年4月以降と経営問題も参照）
- 14日 - 文化放送、浜松町本社「文化放送メディアプラス」地下1階にアンテナショップ「ちかQ」がオープン[26]。
- 19日 - CROSS FM（本社・北九州市小倉北区）、本社移転に伴い天神スタジオを閉鎖[27]。
- 28日 - HBCラジオ、MBSラジオがAMステレオ放送を終了[28]。またMBSラジオでは同日、RealPlayer利用のストリーム配信も終了する[29]。

### 3月
- 6日 - CROSS FM、本社・スタジオを古船場から京町I'm/COLETビルへ移転、新スタジオから放送開始。なお、引っ越し作業の都合により一部番組は26日まで旧本社から放送していた。また8日には、ベイサイドプレイス博多埠頭に新スタジオ開設[27]。
- 14日 - ABCラジオがAMステレオ放送を終了。
- 15日 - IPサイマルラジオ、radikoの実用化試験配信開始[30]。
- 18日 - TOKYO FMとFM FUKUOKAが、リスナー投稿のリアルタイム表示「つぶやきラジオ」を福岡ユビキタス地区で先行試験開始[31]。
- 28日 - STVラジオがAMステレオ放送を終了。
- 29日 - TOKYO FMが、午前（28日深夜）0時1分から41分間にわたり、一時放送中断[32]。
- 31日 - コミュニティ放送局のエフエム多摩放送（エフエム多摩 G-WIND、多摩市）が経営不振を理由に、この日をもって閉局[33][34][35]。

### 4月
- 1日 - 文化放送が、NPO法人学校マルチメディアネットワーク支援センターと共同で、日本と世界の高校生の環境活動を支援する「全国高校生エコ・アクション・プロジェクト」を開始[36]。
- 5日 - TBSラジオが、音源サーチエンジン『らじこん』を開始[37]
- 28日 -Kiss-FM KOBEが神戸地方裁判所に民事再生法の適用を申請し経営破綻、また全国FM放送協議会は4月30日でKiss-FM KOBEを除名処分とする事を発表。（→兵庫エフエム放送#2010年4月以降と経営問題も参照）

### 5月
- 1日、2日 - ニッポン放送 ラジオパーク2010In日比谷（日比谷公園）
- 3日、4日
  - RKBどんたくRADIO SHOW ラジ・ドン[38]
  - RKBどんたくチャリティフェスin警固公園[39]
- 31日 - RKBラジオがAMステレオ放送を終了[40]。

### 6月
- 15日 - 愛知国際放送 (RADIO-i)が、経営不振を理由に9月末で閉局することを決めた。開局以来10年にわたり赤字が続くことと、経済不況による広告収入の減少により、今後も黒字化が見込めないことが理由[41]。
- 30日 - デジタルラジオ推進協会（DRP）が、大阪地区におけるデジタルラジオ実用化試験放送を終了。

### 7月
- 24日、25日 - CBC創立60周年記念「CBCラジオまつり わっしょい栄2010」[42]

### 8月
- 13日、14日、15日 - サンスターオーラツー presents J-WAVE LIVE 2000+10（国立代々木競技場第一体育館）[43]
- 18日 - AKB48がbayfmにおいて、5時から22時まで17時間の生放送に出演。なお当日は17枚目のシングル「ヘビーローテーション」の発売日でもあるほか、同局がアーティスト1組の長時間特別番組を編成するのは開局以来初。また、この日は午前0時と同時に全国の民放ラジオ101社が同一のCMを流す。ただし、編成の関係からJ-WAVEやFM802はズレがあるという。FM802などは、アイドルソングに関して厳しい規制を敷いているが、それらでも流れるため史上初。なお、TOKYO FMでも午前1時から1時間ごとの時報スポットで告知をいれる[44]。

### 9月
- 11日・12日 - HBCラジオまつり2010（札幌駅南口広場特設会場）
- 20日〜10月11日 - KBS京都とエフエム京都（α-station）が2局合同で、「京都のエコな街づくり」を提言していくキャンペーンイベント「Kyoto Radio Day 2010〜ecoes」を展開[45]。
- 30日 
  - 愛知国際放送（RADIO-i）が閉局、10年半の歴史に幕。
  - エフエム栃木（RADIO BERRY）アナウンサーの鹿島田千帆が宇都宮大学大学院の博士（工学）学位を取得[46]。

### 10月
- 1日 - 経営破綻したKiss-FM KOBEの事業が、新法人「兵庫エフエム放送」へ正式譲渡。これに伴い愛称も「Kiss FM KOBE」に変更。（→兵庫エフエム放送#2010年4月以降と経営問題も参照）
- 23日、24日 - RKBラジオまつり2010 〜みんなでつくるラジオのチカラ〜（福岡市・RKB放送会館及び周辺）[47]

### 11月
- 1日
  - 全日本CM放送連盟（ACC）が「第50回ACC CMフェスティバル」の受賞作品を発表。総務大臣賞・CMグランプリには、ラジオ部門ではパナソニック、日本ユニセフ協会のCMが選ばれた[48]。
  - TBSアナウンサーの新井麻希が前日付で退社していたことが、この日わかった。異動への不満が理由[49]。
- 3日
  - 文化放送の日『浜松町グリーン・サウンドFESTA〜浜祭〜』[50]
  - MBS1179秋まつり JIMAN FESTIVAL 2010（長居公園自由広場）
- 4日 - Kiss-FM KOBEから放送事業を継承した兵庫エフエム放送（Kiss FM KOBE）がJFNに新規加盟することが決定[51]。
- 21日 - ABCラジオまつり2010（万博記念公園自然文化園「お祭り広場」）

### 12月
- 6日 - 10月11日に肺がんのため75歳で死去した元毎日放送『MBSヤングタウン』プロデューサー、渡邊一雄を偲ぶ会が大阪市中央区のシアターBRAVA!で開かれ、桂三枝、谷村新司といった歴代パーソナリティなどが出席した[52]。

## 商号変更
- 10月1日 - Kiss−FM KOBE→兵庫エフエム放送

## 節目

### 番組周年・記念回
- 4000回 - 荒川強啓 デイ・キャッチ!（TBSラジオ、8月13日）
- 3000回 - 夏木ゆたかのホッと歌謡曲（11月某日、ラジオ日本）
- 1000回
  - 4月30日 - FRIDAY SUPER COUNTDOWN 50（文化放送）[53]
  - 6月12日 - 土曜ワイドラジオTOKYO 永六輔その新世界（TBSラジオ）[54]
- 800回 - 細川珠生のモーニングトーク（12月11日、ラジオ日本）[55]
- 600回 - BEAT SHUFFLE（6月4日、NACK5）
- 400回 - A&Gメディアステーション こむちゃっとカウントダウン（6月12日、文化放送）
- 100回
  - 3月13日 - ドコモ団塊倶楽部（文化放送）[56]
  - 3月30日 - ハイパーナイト・ポッシきゃな?（CBCラジオ）

### 開局周年
3月25日
NHK宮崎放送局ラジオ第2放送開始60周年。
4月1日
- 開局60周年 - NHK鳥取ラジオ第2放送
- 開局50周年 - 東海ラジオ放送、和歌山放送
- 開局40周年 - FM OSAKA
- 開局25周年 - FM秋田、FMとやま
- 開局20周年 - HELLO FIVE
- 開局10周年 - RADIO-i

4月15日
NHK金沢放送局ラジオ放送開始80周年。
4月25日
NHK旭川放送局ラジオ第2放送開始60周年。
4月26日
TOKYO FM開局40周年。
5月3日
全国ラジオネットワーク（NRN）発足45周年。
5月25日
京都放送滋賀ラジオ放送局（KBS滋賀）放送開始50周年。
6月1日
FM三重開局25周年。
7月15日
FM FUKUOKA開局40周年。
9月1日
NHK仙台放送局、NHK熊本放送局ラジオ第2放送開始65周年。
9月3日
NHK札幌放送局ラジオ第2放送開始65周年。
9月10日
NHK広島放送局ラジオ第2放送開始65周年。
10月1日
- 開局25周年 - エフエム岩手、エフエム群馬
- 開局20周年 - Kiss-FM KOBE、エフエム大分
- 開局15周年 - ふくしまFM
- STVラジオ分社独立5周年。

10月16日
FM COCOLO開局15周年。
11月1日
エフエムクマモト開局25周年。
12月1日
エフエム山口開局25周年。
12月20日
- 開局25周年 - FMヨコハマ
- 開局10周年 - FM PORT

## 特別番組

### 1月
1日
- Happy New Year Request（FM OSAKA、1:00。DJ:KOJI、庄司悟、遠藤淳）
- ニッポン放送新春スペシャル飯田浩司の聴くとハッピーニューイヤー2010 世界の国からめでタイガー（4:30）
- 伊藤史隆のLet's寅い!ようこそ!2010年（ABCラジオ、5:00）
- 当てましておめでとう!「柴田博、牧野エミの笑ってQ〜!」（ABCラジオ、10:00）
- ニッポン放送新春スペシャル 松井秀喜ワールドチャンピオン そして新たなる挑戦へ（12:00）
- きよし・八方の親子でおめでとう!（ABCラジオ、13:30。出演：西川きよし、月亭八方、西川かの子、月亭八光）
- アマルフィで2010年ははじまる（ニッポン放送、17:30）
- 二宮清純の2010年スポーツ大予測! （ニッポン放送、18:00）
- ニッポン放送新春特別番組 原辰徳・ジャイアンツ維新スペシャル（18:30）
- オリックス新春スペシャル岡田彰布の「勝負はもう始まっとるよ」（ABCラジオ、17:20）
- CHAGEの音道（JFN / FM栃木、17:00）
- しゃべりたおすラジオ スマイル×銀シャリ「スマシャリ」（MBSラジオ、25:00）

3日
- 監督はつらいよ（TBSラジオ、19:00、DJ:宅間孝行）
- たむらけんじのちゃ〜れんじラジオ（MBSラジオ、22:00）

4日
アッシー・ぴろ子の今年はトラ年だゾ!ガッオー!!（ABCラジオ、20:00）
5日
文化放送『“ALICE SPECIAL”明日への賛歌』（19:00、DJ:谷村新司、堀内孝雄、矢沢透）特別番組放送
11日
- AIR-G' WINTER SPECIAL「ふゆとく」（7:00。DJ:高山秀毅）
- やなわらばー音楽とふるさと（STVラジオ、日曜21:30）

17日
- 矢吹丈VS力石徹 今!蘇る!宿命の対決 TBSラジオ完全実況中継（19:00、仮想実況:土井敏之、仮想解説：薬師寺保栄）
- 阪神・淡路大震災15年特別番組（MBSラジオ、5:40）
- 震災ネットワーク1・17スペシャル（MBSラジオ、20:00）
- AIR-G' SPORTS SPECIAL 北の指導者に聞く2010（19:00。DJ:鎌田理奈）

24日
ブラッディ・マンデイスタートスペシャル（19:00）
25日
橋詰優子のチャイナ!チャイナ!（ABCラジオ、20:00）
30日
- ミッキー安川追悼特番『ミッキーさんを偲ぶ〜ハイ、つぎ行きましょう』（ラジオ日本、20:00）
- 2℃の境界線〜どうなる地球?どうするボクら?（18:00。出演：森田正光、久保田智子、山本良一）
- BEGINのまんま20周年（ABCラジオ、21:00）

### 2月
1日 - 11日
全農 presents Cheer Up Station〜Countdown to Vancouver（JFN、平日〔月-木曜〕12:10、金曜12:40。DJ:八木沼純子）
1日 - 10日
JAPAN FM LEAGUE「Message For The Future」（JFL）
5日
FMヨコハマ 25th Anniversary 北海道ツアーズ presents We Love SAPPORO supported by ANA（16:00。DJ:栗原治久、笹田道子）
7日
生き残れ!就職氷河期（CBCラジオ、20:30）
11日
- 温泉レポーター選手権〜昼神温泉ってどこ?（文化放送、8:30。出演：福田萌、響、ローラ・チャン、小島よしお、狩野英孝）
- 落語らいぶ2010（NHK第1、17:05）
- ムーンライトシャワー・如月特集 〜月明かりに照らされて〜（NHK第1、19:20。DJ:岩崎博）
- 建国記念の日特番（文化放送）
- DOCOMO GROWING LOVE,GROWING LIFE（J-WAVE、18:00。ナビゲーター宮本絢子）
- JAPAN FM LEAGUE SPECIAL「Message For The Future」（JFL）
- FM長野スポーツスペシャル『小平奈緒 今、翔ける時』（13:00）

14日、3月21日
ROCK UP!MUSIC（NACK5、25:30。DJ:高山都）
15日
香西かおりONE WOMAN RADIO（MBSラジオ、20:00）
20日
田村真里の関西電力 はぴeガーデン(姫路シティFM21、15:00)
21日
宮川賢のイイ音出してるアカデミー（TBSラジオ、19:00）
24日
FM-FUJI Qwai ONE DAY SPECIAL（FM-FUJI）
28日
- Sound Horizon 〜ラジオから繋がる物語〜（TBSラジオ、19:00。DJ:Revo）
- JFN CHEER UP!! STATIONスペシャル ありがとう!バンクーバー!（TOKYO FM系、19:00、出演:中西哲生、柴田幸子）※一部地域除く。AIR-G'はらぢおHTBの為ネットせず
- フォークが僕らにくれたもの（CBCラジオ、20:00。DJ：小堀勝啓）

### 3月
1日
食べものづくりから近畿は元気になる（ABCラジオ、20:00、出演：上田剛彦）
6日
『映画ドラえもん のび太の人魚大海戦』公開記念・30周年だよ!ドラえもん（ABCラジオ、21:00、出演：北村真平）
13日
私の選択〜意思を表示するということ〜（FMヨコハマ、20:00、出演：角谷浩一）
14日
中孝介LIVE in SENDAI〜うがみうた、地上で最も優しい歌声〜(東北放送、18:30)
15日
矢野燿大のど〜んと来い!スペシャル（ABCラジオ、19:30）
17日
百歌SAY!RUN!ラジオ(インターネットラジオ 音泉。DJ:小山剛志、鹿野優以)
18日
AKB48柏木由紀と高城亜樹のオールナイトニッポンモバイル通信（ニッポン放送、21:00）※ノンストップミュージック枠
19日 - 4月6日期間限定配信
亡念のザムドザンバニ号放送局ラジオCD発売記念スペシャル!（インターネットラジオ 音泉。DJ:阿部敦、三瓶由布子）
20日
ライフ・サポーター「あなたを守る防災ラジオ」〜福岡県西方沖地震あれから5年・あの日の教訓〜（KBCラジオ、RKBラジオ、FM福岡、CROSS FM、Love FM、12:00。NHK福岡第1は12:15）
21日
- 記憶と心の脳科学(TBSラジオ、19:00)
- ケンドーコバヤシの弁護士ってどんなん!?（MBSラジオ、20:00）

22日
- TOKYO FM HOLIDAY SPECIAL とっておきの春にカンパイ!（TOKYO FM、12:00 パーソナリティ：齊藤美絵 出演：石井竜也、古内東子、羊毛とおはな、林家正蔵）
- J-WAVE HOLIDAY SPECIAL ETIHAD AIRWAYS INSPIRED JOURNEY（9:00 ナビゲーター：別所哲也）
- TEPCO BEYOND THE HORIZON（J-WAVE、18:00 ナビゲーター:クリス智子）
- Lumine Yokohama presents E-ne!〜good for you〜 SPECIAL（FMヨコハマ、13:00 DJ：MITSUMI ゲスト：SHEILA、IMALU）
- ホリデースペシャル 小島奈津子「地球への贈り物」（ニッポン放送、11:30）
- ホリデースペシャル 飯田浩司の京急沿線・幕末の旅「龍馬をたずねて」（ニッポン放送、13:00）

24日 - 31日
閉局特番ウイーク（エフエム多摩 G-WIND）
26日
- 文化放送開局スペシャル〜春の文化放送祭り（21:00 出演:Wコロン・河合薫）
- いくよ・くるよのはりきりフライデー〜春の“どやさ”スペシャル〜（KBS京都、10:00）

27日
- 文化放送開局記念スペシャル「坂本龍一 ラジオのチカラ オンガクのチカラ」(19:00)

28日
- LOVE MY HOME (RCCラジオ、12:00。出演：田中律子)

29日
- 赤城と有希子の地デジ何でも相談室!（HBCラジオ、18:00。解説：田向忠雄〔当時;北海道総合通信局〕、原田剛美〔当時デジサポ; テレビ受信者支援センター〕）

31日 - 4月1日
- FM OSAKA 開局40周年記念特別番組 POWER OF MUSIC（31日6:00-1日22:00）

### 4月
4日
- 文化放送アーカイブス〜蔵出し落語特選スペシャル（20:00。出演:林家正蔵））
- 耕せニッポン・ひきこもりの子供たちを世話する人(STVラジオ、22:00)
- 春の新生活応援!スタートダッシュラジオ（ニッポン放送、18:00。出演:山本剛士、五戸美樹、金子哲雄、角田龍平、星ひとみ）
- これさえ聴けばつぶやける はじめてのTwitter(ニッポン放送、20:00。出演：吉田尚記、松尾貴史)
- 日高塾卒業記念番組ラジオドラマ「夜明けに向かって」 (原作:日高晤郎。STVラジオ、21:00)

18日
- 文化放送スペシャル『にいちゃんのランドセル〜悲しい記憶・やさしい気持ち〜』（19:00。出演:平松愛理他）

19日
- 小林克也・徳光和夫 歌ってサイコー!!僕らの洋楽・邦楽ベスト20 (ニッポン放送、18:50)

22日
- 三井アウトレットパーク 札幌北広島 presents EXCITING NEW LIFE（AIR-G'、11:30。DJ:水本香里、森基誉則）

26日
- TOKYO FM 40th Anniversary Special POINT LOVE UNITED!
  1. POINT LOVE UNITED!〜LOVEのメッセージ(19:00。DJ:やまだひさし、LOVE)
  2. TOKYO FM 40th Anniversary SpecialSCHOOL OF LOCK!EDITION（21:00。DJ:とーやま、やしろ）

29日
- 出光エナジーステーション KOIZUMI IN MOTION2010（TOKYO FM、16:00。DJ:小泉今日子）

### 5月
1日
- さっぽろ村ラジオ 開局七周年記念「二十四時間ラジオ けっぱれ!」（18:00。DJ:吉泉まさあき、林梨華）

2日
- JOY RADIO（文化放送、27:00）

3日
- ヒデ太田のオススメシネマ談議 ゴールデンウィーク編（文化放送、8:30。出演:太田英明、椿姫彩菜、福田萌）
- ゼンリンいつもNAVI presents ROUTE THE MUSIC（TOKYO FM、15:00。DJ:松任谷正隆、望月理恵）
- 松尾スズキのうっとりラジオショー（NHK-FM、22:00）

4日
- ショパン生誕200年記念企画 Panasonic presents 横山幸雄 Chopin Project〜世界中に音楽を贈ろう!〜（TOKYO FM、8:30。JFN、22:00）

5日
- TOKYO SMART DRIVERpresents THINK THE FUTURE(J-WAVE、9:00。DJ:小山薫堂、中井美穂)
- TOKYO FM 40th Anniversary Special Sound for Children（TOKYO FM、11:30。DJ:中西哲生、杉崎美香）
- 夜汽車は遠くなりにけり〜寝台特急「北陸」急行「能登」がつないだ 上野-金沢517キロ〜 (TBSラジオ、21：00)
- プラトンからの宿題〜ことばの世界でぐるぐる考える〜（NHK第1、22:15）

9日
- メダリストの子どもたち〜父の情熱 母の青春〜（文化放送、19:00）
- 武田鉄矢スペシャル 言葉の力×ラジオのチカラ『あいうえお』から始めよう!（文化放送、20:00）

11日
- 2010年日本のサッカー・世界のフットボール（TBSラジオ、21:00。解説者:倉敷保雄、えのきどいちろう）

14日
- メリマン特集(ラジオNIKKEI、11:05)
- Royal Host presents BACK TO THE 80'S（FM Yokohama、17:00 DJ:鈴木しょう治）

16日
- FM NACK5 SPECIAL 民放ラジオ60周年記念〜パーソナリティーはじめて物語〜（12:55 DJ:バカボン鬼塚）

29日
- ラジオ特集「あなたの旅を聞かせて〜愛知大学38年ぶりの卒業式」（CBCラジオ、20:00）
- 海の男たちに愛された本屋さん(FM yokohama84.7、22:00。出演:佐藤智子〔イセザキ書房〕)

30日
- 35年目の『いちご白書』ばんばひろふみの、ぼくたちのメモリー（ABCラジオ、19:00）
- 報道特別番組「ナゴヤの乱!第一章〜市議会VS河村改革」（CBCラジオ、19:00）
- ニッポン放送報道スペシャル 襲い来る痛みの中で〜線維筋痛症とともに生きる(26:30)

### 6月
2日
- YOKOHAMA ORIENTAL BEAT 〜つながり〜（FM Yokohama84.7、13:00。

DJ:角谷浩一、MITSUMI。出演:平原綾香、中孝介、amin）
5日
- NACK5 SPECIAL 矢沢永吉ROCK'N 'ROLL＆TWIST（12:55。DJ:ケイザブロー、naoko）
- NACK5 SPECIAL Dear BEATLES 2010（15:00 DJ:坂崎幸之助。2月20日、市川市文化会館で収録）

20日
- サカダン（文化放送、26:00）

21日
- 徳光和夫 とことん歌謡曲（ニッポン放送、18:50）

### 7月
4日
- 大切な人を失わないために…八王子スーパー射殺事件から15年〜STOP GUN ラジオシンポジウム〜（文化放送、20:00。出演:太田英明、江川紹子、SHELLY）
- 財部誠一の財部経済研究所（ニッポン放送、20:00）

17日
- 環境ニュースNOW〜ニュースで考える環境問題（TBSラジオ、15:00。出演：北野大、長岡杏子）

19日
- 東京ディズニーリゾートホリデースペシャル（文化放送、8:30。DJ:野村邦丸）
- TOKYO FMホリデースペシャル 東京サマーランド presentsウォーターアドベンチャー（8:30。DJ:望月理恵）
- 海の日特番「私たちの海 Seaside Story 2010」(ラジオNIKKEI、9:45。DJ:影山のぞみ)
- ありがとう!オグリキャップ(ラジオNIKKEI、11:00)
- au by KDDI presents SUMMER SELECTION 2010（AIR-G'、11:30。DJ:松尾亜希子）
- TOKYO FMホリデースペシャル「au EZ助手席ナビ presents 我ら、au ドライ部」(11:30。DJ:つるの剛士、Chigusa)
- ラジオNIKKEI 夏のリスナー感謝DAY夏のオールスタースペシャル（13:00。出演：植木靖男、小沼正則、金森薫、北浜流一郎、櫻井英明、杉村富生、鈴木一之）
- 知られざるシューマン（NHK FM、19:20）

24日
- オトナ*ラボ・ラジオ〜女子高生100人イマドキランキング〜（TBS、16:00。出演：駒田健吾、しまおまほ他）

25日
- 高橋優の素晴らしきラジオ（ABCラジオ、25:30〔26日未明1:30〕）

### 8月
2日
- 来栖川重工プレゼンツ メイドロボ3姉妹 ラジオはじめました リターンズ(インターネットラジオ音泉。出演：萩原えみこ、山川琴美、櫻井浩美)

9日
- 爆心地の家族〜生き残った少女と兄が訪れた 被爆65年のナガサキ〜（NHKラジオ第1、20:05）

10日
- 石丸幹二のシアターへようこそ（NHK FM、24:00）

12日
- AIR-G'進学スペシャル（9:00。DJ:千葉ひろみ）

14日
- 命のあるあいだは正気で!〜井上ひさしのメッセージに挑む広島・市民劇団(NHKラジオ第1、22:15)
- みんなの洋楽 歌詞からの贈り物（NHK FM、23:00）

18日
- ライブハウス・R-1（NHKラジオ第1、20:05）
- 『天使と悪魔と…♪』こぼれ話〜〈音泉〉出張〜（出演：ひと美、やなせなつみ、氷青、友永朱音、民安ともえ、壱智村小真）

19日
- 韓流ブーム再び!〜宇田川清江のおすすめ情報〜（NHKラジオ第1、20:05）

21日
- ウラ読み!「坊っちゃん」（NHKラジオ第1、22:15）
- コブクロ Take The Cover Off （J-WAVE、24:00） ※J-WAVE SPECIAL

22日
- 夏の一夜のキズナうた（NHKラジオ第1、19:20。出演:大沼ひろみ、小松宏司 / 中孝介、普天間かおり）
- フォンチーのフォントーに○○が怖い（文化放送、26:00）

23日
- マツコ・デラックスVS中村うさぎスペシャルプログラム素晴らしき人生論（ニッポン放送、18:50）
- 映画『ハナミズキ』公開スペシャル!（TBSラジオ、21:00）

29日
- 小林克也とWコロンのレッツゴー!桑田佳祐&サザンオールスターズ（ニッポン放送、13:00）

30日
- 人がつながるチカラ〜こころフォーラム2010より（TBSラジオ、21:00。出演：豊田綾乃、生島ヒロシ、山下マキ）

31日
- 毎日放送開局60周年記念番組 31.5（サイコー）時間ラジオ〜MBS史上最大のラジオ祭り 歌でつなげる60年 目指せ1179曲てアンタ!?〜（MBSラジオ、10:30-9月1日17:54。出演:上泉雄一 他）後日レギュラー化

### 9月
1日
- 機巧少女は傷つかない Facing“Radio Party”（インターネットラジオ音泉。出演：下野紘、原田ひとみ、高本めぐみ、とくP）

6日
- 未来が変わる。日本が変える。チャレンジ25(TBSラジオ、21:30。司会：岡村仁美、森田正光) 

11日
- ジャパネットたかたpresentsラジオのちから!〜ラジオショッピング20周年（TBSラジオ / JRN、11:00。司会：小島慶子）

12日
- 東芝トルネオPresents家電芸人TKOのお掃除しまSHOW（ニッポン放送、20:00。出演：宮田聡子 / 髭男爵、デンジャラス、アメリカザリガニ、溝口夕子、蜂谷晏海、Kazumi）
- 白鶴 純なお酒 純なひととき（MBSラジオ、26:00。出演：有山じゅんじ、NANIWA EXP）

19日
- NEWS LIVE ON RADIO（DJ:小山慶一郎、増田貴久、手越祐也。AIR-G'、19:00）

20日
- 〜セイ・ヤング オールナイトニッポンコンサートスペシャル〜Are you ready? Oh!（第1部11:00【文化放送】、第2部12:00【ニッポン放送】）※11月からレギュラー化
- TOKYO FM HOLIDAY SPECIAL J-POP Golden Melody(第1部11:30、第2部17:00。DJ:赤坂泰彦)
  - TOKYO FM HOLIDAY SPECIAL39th Anniversary 日清カップヌードル Presents この歌は、世界にひとつ。(13:00。DJ:赤坂泰彦。「J-POP Golden Melody」に内包して放送)

- 東京芝増上寺 法然セミナー2010いのちの軌跡 今を生きるあなたへのメッセージ（ニッポン放送、15:30）
- American Express RELAXING MOMENTS(J-WAVE、18:00。DJ:DJ TARO)
- ラジオでブラタモリ（NHKラジオ第1、22:15。出演：タモリ、久保田祐佳 / 加賀美幸子）

23日
- 映画十三人の刺客・公開直前スペシャル・高田文夫、役所広司にとことんインタビュー（ニッポン放送、14:00）
- F1 Special〜overtake history〜（ニッポン放送、15:00。出演：中島秀之〔ティーポ編集部員・契約ライター〕、吉田尚記、鈴木亜久里）
- 山崎まさよしデビュー15周年記念特番「山崎15年、蒸留中」(TOKYO FM、17:00)
- イオン presents LOVE Candle&Moon (TOKYO FM、19:00)
- 赤い風船 東京ディズニーリゾート(R)への旅 Dream Halloween SPECIAL @東京ディズニーリゾート(R)（FM OSAKA、13:00。DJ:RIO、リポーター:松井実那子）※9局ネット（DATE FM、FM福島、FM山形、FM新潟、FM長野、広島FM、愛媛JOEU-FM、FM岡山）
- モテキ的音楽のススメ(InterFM、23:00。DJ:久保ミツロウ、大根仁 / 泉澤祐希)

25日
- フィギュア大国ニッポン〜先人たちの描いたトレース〜（TBSラジオ、15:00。出演：杉田秀男、藤森美恵子、佐野稔、渡部絵美、村上佳菜子）

26日
- パソコンで聴く新時代!ラジオにクリック（TBSラジオ、10:00。出演：ふかわりょう、久保田智子）
- 食べて買って家族で笑顔 炊き込み御膳大感謝祭（TBSラジオ、12:30。出演：サンドウィッチマン）

27日
- 範奈のリアル・ユー リアル・ミー (MBSラジオ マンデースペシャル、20:00)

30日
- RADIO-i The Final Day『SAYONARA MIDLAND』〜LOVE RADIO! FOREVER MUSIC!（RADIO-i、7:00-24:00）

### 10月
2日
- ごきげんなゴゴは白鳥蔵で(新潟放送、16:35)
- 朝から夜まで外山惠理〜TBSラジオ感謝祭（TBSラジオ、22:00）

6日
- 増田みのりの旅に行こう!（ニッポン放送、20:40）

9日
- 多剤耐性菌とどう向き合うか〜課題と対策〜（NHKラジオ第1、16:05。出演：千野秀和、松本哲哉）
- サタデーエンタメスペシャル What's KOOZA?（文化放送、18:30。出演：石田絵里奈）
- レジェンド・オブ・ミッドナイト（文化放送、19:00。DJ:太田英明、ばんばひろふみ）
- RADIO FUTENMA（文化放送、20:00。出演：鈴木純子）

11日
- 島で発見!ニッポンを元気にするヒント（NHKラジオ第1、10:05。出演:藤井彩子、加藤庸二、高木美保）
- 聞けば得する!ウマニティ・秋の競馬スペシャル（ニッポン放送、11:30。出演：清水久嗣、五戸美樹、スガダイ〔ウマニティ予想家〕、垣花正、洗川雄司）
- DUNLOP ENASAVE DRIVER'S EARTH CONSCIOUS 2010(TOKYO FM、11:30 / FM OSAKA＆FM AICHI、15:00。DJ:杉崎美香)
- りっか☆りぃな 歌に感謝をこめて!(ラジオNIKKEI、16:00)
- BMW SADAO WATANABE“BRAZILAN NIGHT”（J-WAVE、18:00。DJ:深澤里奈）
- John Lennon Anniversary Year Special「Lennon's Message,Again」（AIR-G'、19:00。DJ:油谷昭雄）

16日
- ガヤガヤ我が家（文化放送、18:30）※パイロット版

17日
- ホリプロ50周年『ヒストリー&ミュージック〜ザ・青春〜』（ニッポン放送、20:30。DJ:垣花正、SHEILA）
- 夜明けのフォークジャンボリー（文化放送、27:30。DJ:太田英明）

23日
- 〜和田アキ子からAKB48まで〜歌で振り返るホリプロ50周年（文化放送、18:30。司会:イジリー岡田）

24日
- BEGINと島の歌仲間（NHK FM、14:00）
- 秋の夜長は…クリック!らじこん（TBS、21:00。DJ:外山惠里、高野貴裕）
- 宮崎に奏でる太陽のメロディー（TOKYO FM、JOY FM）

28日
- 石井工務店 presents ようこそマイホームへ(RADIO BERRY、13:30。DJ:和気朋子)

### 11月
1日
- fmk 25th ANNIVERSARY nouvelle radio 2010(FMK、8:20。DJ:〔第1部8:20〕松崎ひろゆき / 〔第2部11:30〕英太郎、MEG / 〔第3部16:00〕永松ケンシ)

3日
- collect point presents GET YOUR STYLE ON(J-WAVE、9:00。DJ:藤田琢己、宮本絢子)
- マクドナルド アイコンチキン presents Meets the One（JFN、15:00。DJ:ジョージ・ウイリアムズ）
- TOKYO FMホリデースペシャル 読売新聞 presents Good Job、Good Works（18:00）

11日
- 創立60周年記念 みんなで60周年 ABCラジオ（5:00。通し中継レポーター:上田剛彦）

13日
- 創立60周年記念 みんなでGO!GO!60周年（ABCラジオ、12:30。メインパーソナリティ：芦沢誠 / 道上洋三、和沙哲郎、阪口佳澄、片山淳子 他）

14日
- プロフェッショナル スピリッツ 工藤公康47歳の挑戦（ニッポン放送、21:00）

23日
- 銀座三越 presents GINZA STYLE（TOKYO FM、11:30。DJ:望月理恵）
- 祝日よしもと（FM群馬、13:00。出演：5GAP、お茶ノ水男子、オコチャ / 後藤裕美）
- 日ごろの感謝を届けよう!(レディオキューブ、13:30)
- 特集 電話相談-脳卒中のリハビリ-(NHKラジオ第1、14:05。司会:石山智恵)
- Winter Music Calendar（TOKYO FM、15:00。DJ:小山ジャネット愛子）
- なりきり!サムライ列伝（NHKラジオ第1、22:15。出演：京本政樹、酒井若菜、マイコ、島田雅彦、青木裕子）

27日
- 野沢那智さん、ラジオでお別れ会（TBSラジオ、20:00。司会:白石冬美、山本コウタロー）

28日
- 映画公開直前スペシャル SF超大作「SPACE BATTLESHIPヤマト」を語り合う『ヤマト魂』(MBSラジオ、20:30。出演：亀井希生、平野秀朗)
- 日清のどん兵衛プレゼンツ 秋のグルメコレクション（ニッポン放送、20:30。出演：新保友映、高田延彦）

30日
- おめでとうradiko!2府4県エリア拡大スペシャル!(MBSラジオ、22:00。出演：谷口キヨコ、河田直也　中継：河田直也、馬場章夫)

### 12月
4日
- SPACE BATTLESHIP ヤマト 公開スペシャル!（TBSラジオ、20:00。司会:安東弘樹、江藤愛、スタジオゲスト：木村拓哉、黒木メイサ）

18日
- 今・おも・ラジオ〜石川のラジオは今も面白い〜（NHK金沢放送局・北陸放送・エフエム石川、11:00）
- 水谷豊・宇崎竜童 おとなのラジオ（ニッポン放送、19:00。出演：垣花正）
- 23歳〜プロ野球選手(TBSラジオ、20:00。出演：坂本勇人（読売ジャイアンツ） 他)

20日
- Fm yokohama 25th ANNIVERSARY SPECIAL (FM Yokohama84.7、4:00)
  1. 25th Anniversary KICK OFF SPECIAL(FM Yokohama84.7、4:00。DJ:藤田優一、穂積ユタカ)
  2. THANKS 25th Anniversary Special(FM Yokohama84.7、13:00。DJ:光邦、MITSUMI)
  3. YOKOHAMA NEXT 25(FM Yokohama84.7、23:00。DJ:角谷浩一、北島美穂)
  4. POP / FOREVER 〜 電リクReturns(FM Yokohama84.7、24:00。DJ:矢口清治)

23日
- COACH presents Wishe From New York(J-WAVE、9:00。DJ:アンドレア・ポンピリオ、冨永愛)
- Winter Music Tree 2010 (TOKYO FM、11:30。DJ:GEORGE WILLIAMS)
- マルホン胡麻油 presents DJ龍太の開け!ごま(AIR-G'、11:30。出演:萬谷利久子、屋木志都子、牧野龍夫)
- クリスマススペシャル『MSAイブばな』（FM NAGANO、13:00）
- 川中美幸〜泣いて笑って35年〜（NHKラジオ第1、17:05）
- 歳末蔵出し わがままジョッキー（NHKラジオ第1、21:05。DJ:弘兼憲史、北原照久）

25日
- ホワイトクリスマスin九重高原スキー（大分放送、11:30）
- 年忘れ!夢の紅白歌合戦（NHKラジオ第1、19:30。司会：水前寺清子、ゲスト：榊原郁恵 他）
- TBSラジオ開局60周年へ!〜語り継ぐ者・語り継ぐ音〜（TBSラジオ、19:00。出演：駒田健吾、久保田智子 / 大沢悠里、小島慶子）

26日
- ザ・名古屋JAZZ（NHK FM〔NHK名古屋放送局〕、12:15）
- 贅沢な休日マカオ私だけの旅(TOKYO FM、19:00。DJ:Chigusa)
- 時代劇専門チャンネルpresents 年末年始も時代劇天国!（ニッポン放送、20:30。出演：栗村智）

27日
- 岡田武史・白石豊ビッグトーク〜検証ニッポンの魂〜（ラジオ福島、14:00。進行：小川栄一）
- 三喬の年忘れ甲子園探訪（ABCラジオ、20:00。出演：笑福亭三喬、三代澤康司）
- 金本知憲のウララジオ〜アニキ金本が本音語っちゃう!（MBSラジオ、20:00。出演:金本知憲、ストリーク、吉竹史、斎藤裕美）

28日前後
- 灰谷健次郎からの手紙(JFN〔FM長野制作〕、〔FM秋田〕12:00。出演：小宮山量平、高寺直美)
- LOOK BACK 2010(JFN、〔レディオキューブ〕政界篇12月27日19:00 / 財界篇12月28日19:00。出演:ザ・ニュース・ペーパー)

28日
- 人生の応援歌をありがとう〜作詞家 星野哲郎スペシャル〜（TBSラジオ、21:00。DJ:向井政生）

29日
- 神曲 電リク2010（JFN、15:00。DJ:真木ひろか）
- さらば、アリよ!(AIR-G'、15:00。DJ:アリ)
- AKB48の伝説は年末に生まれる!（TBSラジオ、20:00)

30日
- 大人の音楽〜Age Free Music 年末年始こそCDショップへ行こう!〜（ニッポン放送、11:00。DJ:富澤一誠、小口絵理子）
- ミュージックマインド（NHK FM、10:00。出演：TAKURO、小田和正、SUGIZO）
- ワールドミュージックフェスタin渋谷（NHKラジオ第1、17:05）
- ラジオがなくなる日〜ラジオが生き残るためにすべきこと〜（文化放送、23:30。DJ:藤田志穂、カンニング竹山）

31日以降
- スーパーポップ・リクエストバトル〜J-POPvsK-POP(〔信越放送〕10:00)

31日
- 黒岩祐治のニュース総決算　記者が見た2010(ニッポン放送、13:00)
- ほっかいどうジンギスカン物語(HBCラジオ、16:10)
- 松崎菊也ちょいと経済談議(HBCラジオ、16:35)
- 民放連メディアリテラシー実践プロジェクト（文化放送、20:00。案内人:武田鉄矢）
- どうなる日本（RFラジオ日本、20:00。出演:山本治〔ラジオ日本〕、大竹茂行〔ラジオ日本〕、有馬晴海）
- STVラジオのススメ大晦日スペシャル〜2010熱唱 名唱 歌合戦!〜(STVラジオ、20:00)
- 中村智子のワクワク探検隊(ABCラジオ、20:00。出演:中村智子、小寺右子、いちのせかつみ、他 朝日新聞大阪支社記者)

31日 - 2011年1月1日
- FM-FUJI COUNT DOWN & NEW YEAR SPECIAL HAPPY ALL REQUEST（FM-FUJI、21:00。DJ:佐藤ドミンゴ、針谷衣緒里 / ゲスト:植村花菜）
- 年越し!ときめき大行進（大分放送、22:00。出演：後藤なぎさ、安元佳奈）
- JFN大晦日特別番組「アナザーストーリー〜いま伝えたいこの言葉」 (JFN、23:00。DJ:中西哲生、小山ジャネット愛子、古賀涼子)
- トムとMAYUの年越し大作戦!〜跳べ!われらウサギだぴょン!〜（HBCラジオ、23:30。出演：奥田ゆか）

### 2回放送以上のシリーズ番組
- 1月1日[170]
  - 小山田圭吾の中目黒ラジオ（NHK FM、22:00）
  - 坂本龍一 ニューイヤースペシャル(NHK FM、23:00)
- 1月3日
  - SURF&SNOW2010（10:00、DJ:小林豊）
  - 文珍・南光・鶴瓶 夢看板'10（MBSラジオ、20:00）
- 1月11日、4月29日、8月20日 - フォークは素敵な贈り物（ラジオ第1、20:05）
- 2月11日
  - TOKIO MARINE NICHIDO presents LIFE IS A GIFT〜THE DREAM ASSIST〜（J-WAVE、FM802、ZIP-FM、9:00）[171]
  - 第29回毎日カルチャースペシャル「絲綢之道終着の都ラジオウォーク」（MBSラジオ、10:30[172]）
  - TOKYO FMホリデースペシャル「C1000げんきいろプロジェクト『あの人へありがとう』メッセージ グランプリ授賞式」（19:00）[173]
- 2月13日
  - 旭川発・今日は一日“玉置浩二の歌”三昧（NHKFM）
  - NACK5 SPORTS SPECIAL サッカースタジアムライブ「さいたまシティカップ 大宮アルディージャ対水原三星ブルーウィングス」
- 2月21日 - WELCOME TO MALAYSIA(FM NORTH WAVE、17:00。DJ:ヨウコ)[174]
- 3月3日、10日、17日 - メッセンジャーあいはらの呑んでいいとも!（MBSラジオ、24:30）[175]
- 3月4日 - 3月10日、明日へフライト!茨城空港（茨城放送、7:20）[176]
- 3月18日 - AKB48柏木由紀と高城亜樹のオールナイトニッポンモバイル通信（ニッポン放送、21:00）
- 3月21日
  - MEET THE MUSIC全国民放FM53局&KDDI present MEET THE MUSIC LIVE with レミオロメン（19:00）[23][177]
  - 渋谷アニメランドin福井〜マクロスソングを聴け!〜（NHK第1、20:05）
  - ブラザー工業presents CBC落語会メモリアル（CBCラジオ、20:00）
- 3月22日、7月19日[122] - 思い出の昭和歌謡 （NHK第1）
  - 12月31日 - 思い出の昭和歌謡〜小沢昭一・長田暁二 昭和を語る〜（NHKラジオ第1、17:05）[157]
- 3月27日、3月28日 - ジャパニーズ ゴールデン ポップス Vol.10（NHK FM、14:00）[178]
  - 4月29日 - 5月2日、8月9日 - 8月13日 - ジャパニーズ ゴールデン ポップス （NHK FM）[97][178]
- 3月31日 - ラジオはミミとも〜新年度の番組から〜（NHKラジオ第1、21:30）
- 4月3日 - 第45回上方漫才大賞（ラジオ大阪、13:00）[179]
- 4月5日 - 4月9日、4月12日 - 4月16日、Say!You Young(超!A&G+、平日25:00、4月9日は26:00。日替わりDJ)[180]
- 4月18日、8月22日 - 文化放送ミッドナイトステージ（28:00、DJ:水谷加奈）
- 4月19日、5月11日、6月24日、7月25日[181] - 赤星と次郎のオーライオーライ（ABCラジオ、17:25）
- 4月25日 - 12月26日、TOKYO FMプレミアム・クラシック・ナイト SUZUKI presents 西本智実 夢の第九コンサートへの道[182]（TOKYO FM、19:00。全9回）
- 4月26日、5月26日、6月26日 - しなこいっ!ラジオ三本勝負!（インターネットラジオ 音泉。出演:速水奨）
- 4月29日
  - From Webmasterスペシャル〜再びラジオについて考えるのココロだ〜（ラジオNIKKEI、11:00。出演：横山剛、田中正晴〔日経ニューメディア〕、石井彰、佐藤尚之）[183]
  - アジアフレンドシップシリーズ「アジアを繋ぐ子守唄」(ラジオNIKKEI、14:30。DJ:長澤かおる、山本直也)[184]
- 4月29日 - 祝10年!21世紀の台湾と日本〜台湾の元気を訪ねて（ラジオNIKKEI、13:00。DJ:市村潔子、山本直也）[185]
  - 11月23日 - 21世紀の台湾と日本スペシャル〜台湾の“希望”を訪ねて〜（ラジオNIKKEI、13:00。DJ:市村潔子、山本直也）[185]
- 4月29日 - ホリデーふるさと便IN富山〜標高3千メートルの立山から!!〜（北日本放送、8:30。DJ:鈴木光裕、陸田陽子）[95][186]
  - 11月23日 - ホリデーふるさと便in青森〜新幹線だよ!青森は!（文化放送〔青森放送制作〕、11:00、DJ:鈴木光裕、上野由加里）[187]
- 4月29日、11月3日 - 20世紀ミュージックショー（ラジオNIKKEI、9:30）
- 4月29日、8月16日 - キャンパス寄席(NHKラジオ第1、20:05。司会:サンドウィッチマン)[122]
  - 12月29日、30日 - キャンパス寄席@芝浦工業大学（NHKラジオ第1、22:15。司会：サンドウィッチマン）[157]
- 5月2日 - 髭男爵 山田ルイ53世のルネッサンスラジオ GW真っ只中やないか〜い!!（文化放送、26:00）
  - 8月22日 - 髭男爵山田ルイ53世のルネッサンスラジオ夏休みスペシャルやないかーい（文化放送、27:00）
  - 10月17日 - 髭男爵 山田ルイ53世のルネッサンスラジオ久しぶりの生放送やないか〜い!（文化放送、26:00）
- 5月3日、8月9日 - 松尾スズキのうっとりラジオショー（NHK-FM / 第1回22:00、第2回24:00。出演:松尾スズキ）[120]
- 5月4日
  - キユーピー・メロディホリデー（文化放送、11:00。DJ:吉田涙子）[95]
  - 第13回熱血!オヤジバトル 決勝ライブ（NHK-FM、19:20）[97]
- 5月4日、9月23日 - NIPPONKOUA SONPOpresents BLUE PLANET（J-WAVE、18:00。DJ:アンドレア・ポンピリオ）[188]
- 5月5日 - 文化放送こどもの日スペシャル みんなで育てよう、子どもたちの笑顔（8:30。出演:はなわ、石黒彩、杉浦太陽、山口もえ他）[95][189]
- 5月5日、8月18日、11月23日 - プラトンからの宿題〜ことばの世界でぐるぐる考える〜（NHKラジオ第1、〔第1回〕22:15、〔第2回〕20:05、〔第3回「わかりあうってどういうこと?」〕21:05。出演:野矢茂樹、柴田祐規子）[190]
- 5月14日、12月21日 -  メリマン特集（ラジオNIKKEI、〔5月14日〕11:05 / 〔12月21日〕15:05) [105]
- 5月16日前後 - ケンドーコバヤシ・世界のナベアツの愛しのドリームジャンボ(JRN。HBCラジオ、5月15日16:30。MBSラジオ、5月15日17:08。CBCラジオ、5月16日13:30。RCCラジオ、5月16日21:00。TBSラジオ、5月17日21:00他。出演:菜々緒)
  - 11月28日前後 - TKOの年末ジャンボで美しくなりたいんや!（HBCラジオ、11月27日19:30。TBSラジオ、11月28日21:00。CBCラジオ、11月28日19:00。MBSラジオ、11月28日20:00[152]、東北放送/山陽放送、12月5日18:30。RCCラジオ、12月5日20:00。RKBラジオ、11月27日21:00。出演：北川弘美[191]）
- 5月28日 - ニッポン放送 ショウアップナイターSP 植田朝日の行こうぜ!オレたちのニッポン!（17:40、ニッポン放送以外のネット局18:00）
- 5月31日配信開始、ワンダフルワールド上映記念、宣伝番組「裸王の時間で良いんじゃない?」by小山剛志（インターネットラジオ 音泉、出演:浪川大輔）
7月2日 - 7月19日期間限定配信、ワンダフルワールド上映記念、宣伝番組 おち○こ丸出しラジオ(インターネットラジオ 音泉。出演：浪川大輔、関智一)
- 6月3日 - 文化放送ライオンズナイタースペシャル 第5回芸人レポーター選手権（19:00。司会:太田英明。出演:福田萌、椿姫彩菜、ゆってぃ、インスタントジョンソン、くじら / Wコロン）[192]
- 6月6日 - トミーステーションII（ABCラジオ、19:30。出演:林智美）
- 7月18日 - 宮根誠司のお久しぶり朝日です。II（ABCラジオ、23:30。出演:宮根誠司、前田亘輝）[193]
- 7月19日
  - ここが凄いゾ!黒澤映画part2（ラジオNIKKEI、10:00）
  - ラジオNIKKEI 夏のリスナー感謝DAY 満員御礼!杉村商店スペシャル(15:30)
  - オトナの補習授業〜俳句虎の巻〜（NHKラジオ第1、19:20）[122][194]
- 8月1日、8月22日 - MUSIC JAPAN Presents RADIO(NHK FM、21:30。出演:Perfume〔1日〕 / 水樹奈々〔22日〕)
- 8月6日 - ヒバクシャからの手紙 〜そして、ヒバクシャへの手紙〜（NHKラジオ第1、22:30）[122]
- 8月9日 - 8月13日、おかあさん、読んで!歌って!（NHKラジオ第1、8:05）[122]
- 8月11日 - 聞き取り、歌い継ぐ 祖父・祖母たちの戦争(NHKラジオ第1、21:05)[122]
- 8月12日 - 新・話の泉スペシャル 〜夏の巻(NHKラジオ第1、21:05)[122]
  - 11月23日 - 新・話の泉スペシャル〜秋の宴(NHKラジオ第1、19:20)
- 8月13日 - 日本全国盆踊り唄紀行（NHKラジオ第1、20:05）[122]
- 8月15日
  - 全国戦没者追悼式(NHKラジオ第1、10:15)[122]
  - 10代いのちの対話（NHKラジオ第1、11:50）[122]
- 8月9日 - 8月13日、まろのSP日記（NHK FM、18:00。DJ:篠崎史紀）[120][195]
- 8月9日、9月24日 - 子守康範の日食バンザイ!（MBSラジオ、第1回20:00[196] / 第2回4:17。出演:高井美紀)[197]
- 8月11日 - 8月13日 - エレクトロニカの世界〜渋谷慶一郎の電子音楽マトリックス〜（NHK FM、24:00）[120]
- 8月14日 - アラフォーIV〜あの日聞こえてきた音楽は…今も輝いている〜（NHK FM、12:15。DJ:船守小智子）[120]
- 8月14日、10月17日 - 知事です!未来大陸ほっかいどう （HBCラジオ、第1回8:15 / 第2回7:45。出演：高橋はるみ、森基誉則）[198]
- 8月16日 - 8月20日
  - 真夏の夜の偉人たち（NHK FM、21:10。日替わりDJ）[120]
  - クロスオーバーイレブン2010夏（NHK FM、23:00）[120]
- 8月18日 - 8月20日、SLのある風景（NHK FM、17:35）[120]
- 8月21日 - 第42回 思い出のメロディー(NHKラジオ第1)[122]
- 8月22日 - ふるさと民謡夏列島2010（NHK FM、12:15）[120]
- 8月23日 - 8月27日、ヨーロッパ夏の音楽祭2010（NHK FM、19:30）[120]
- 8月28日 - 最恐!怪談夜話2010（NHKラジオ第1、8:35。出演：稲川淳二 他）[122]
- 8月29日、9月26日、10月31日、11月28日、12月26日、以降全12回 - みくりや裕二と牧裕二の信州ちょっとステキな12小節（FM長野、毎月最終日曜19:00。DJ:みくりや裕二、牧裕二）[199]
- 8月30日 - 9月3日、民放ラジオ統一キャンペーン 第8回「地震への備え」 〜ラジオがあれば憂いなし!（民間放送連盟101社）[200]
- 9月1日
  - 防災の日スペシャル「防災意識をどう行動に結びつけるか」（NHKラジオ第1、8:35）[201]
  - 2010防災の日スペシャル「地震だけじゃない!自然災害の恐ろしさ」（文化放送、11:00。出演:寺島尚正、高橋民夫〔文化放送報道制作部〕 /  西山茉希）[202]
  - 防災の日スペシャル「FMラジオの役割〜ラジオはあなたのそばにいます」（FM青森、FMアジュール、BeFM、FMジャイゴウェーブ、FMアップルウェーブ /  12:00）
- 9月19日 - 北海道・北東北知事サミット特別番組「BEYOND THE BORDER 2010」（AIR-G'、22:00 / FM青森、FM秋田、DATE FM、FM山形、FM福島 / 19:00）
- 9月20日、9月23日、10月11日、11月3日、12月23日 - ホリデーライブ in スタパステージ（NHKラジオ第1、13:05。出演：五木ひろし〔20日〕 / 渡辺真知子〔23日〕）
- 9月20日
  - 秋を食べるAIR-G'〜北海道米LOVE♪丼ダービー（AIR-G'、7:30。DJ:龍太、松尾亜希子）[203]
  - 思い出の昭和歌謡〜全国盛り場めぐり〜（NHKラジオ第1、18:05。出演：島田政男 / 長田暁二、カレン）
- 9月23日 - agriculture island 農業王国北海道 Vol3. つながろ!（AIR-G'、9:00。DJ:千葉ひろみ）[204]
- 9月25日 - 10月5日、ゆめ半島千葉国体UPDATES（bayfm、平日〔月 - 木曜〕19:52 / 金曜19:49 / 土曜19:47 / 日曜20:54）[205]
- 10月16日 - 人生を豊かに!ニッポンをもっと楽しもう計画 はるの旅にいこう!（ニッポン放送、21:00）
- 10月24日 - 滝良子のミュージックスカイホリデーSP　秋のフォーク・ニューミュージックリクエストベスト（ニッポン放送、19:00）
- 10月9日、10月30日 - 人生を豊かに!ニッポンをもっと楽しもう計画 茂木健一郎の旅にいこう!（ニッポン放送、〔第1弾〕21:30、〔第2弾〕26:30）[206]
- 11月3日
  - nicOt special みんなではっぴぃ♪（エフエム秋田、13:30。DJ:宮野さおり）[207]
  - SOUND TRAIN 〜NORTHBOUND to AOMORI〜（J-WAVE、18:00。DJ:奥貫薫）[208]
- 11月7日 - 人生を豊かに!ニッポンをもっと楽しもう計画　テリー伊藤の映画を観よう!（ニッポン放送、27:00。出演：増田みのり）
- 11月9日 - 13日、11月16日 - 20日、とことんアニソン大辞典（NHK FM、24:00。DJ:緒方恵美、水瀬いのり）[209]
- 11月14日、12月26日 - 辺境ラジオ(MBSラジオ、〔第1弾〕20:00[152]、〔第2弾〕26:00。出演：西靖、名越康文、内田樹)[210]
- 11月14日、11月21日 - 菊地成孔 ラジオ 闘争のエチカ(TBSラジオ、21:00)[211]
- 11月20日 - 第43回 日本有線大賞（TBSラジオ、20:00。司会：草野仁、久保田智子、小林悠）※11月18日収録
- 11月23日 - Panasonic LOVE&GREEN(JFL企画ネット番組、9:00。DJ:〔FM NORTH WAVE〕須磨智子、奥かおる[212] / 〔J-WAVE〕秀島史香 / 〔ZIP-FM〕ケン・マスイ、空木マイカ / 〔FM802〕加藤美樹 / 〔CROSS FM〕TOGGY)[213]
- 11月23日、2011年1月10日 - 電気事業連合会presents勝間和代と考える希望の経済学（文化放送、8:30）[214]
- 11月28日 - ROCK 55 min．-One Hit Wonders-(μFM、19:00。DJ:遠山明男)[215]
- 12月5日前後 - KinKi Kids Single　History 〜family〜（FM OSAKA、12月3日20:00。TOKYO FM&AIR-G'、12月5日19:00。エフエム福岡、12月5日21:00。DJ:Chigusa ）[216]
- 12月12日 - CBC創立60周年記念番組 CBCこども未来キャンペーン『おうちへ帰ろう X 〜ありがとう〜』(CBCラジオ、9:00。DJ:つボイノリオ、小高直子) [217]
- 12月13日、12月20日 - 福岡市市民国際貢献賞(LoveFM、20:30。AJ：Miyuki)
- 12月20日 - 月亭方正“ひとりぼっちでも大丈夫2”(MBSラジオ、20:00)
- 12月23日
  - 第4回ラジオCMコンテスト（文化放送）[218]
  - 懐かしのポップストップ10〜クリスマススペシャル〜（NHKラジオ第1、19:20 司会：関口泰雅、ゲスト：小野真弓）[219]
- 12月23日、24日、27日、28日 - ふるさと発 くらしこの1年（NHKラジオ第1、14:05）[157]
- 12月24日 - 25日、第36回ラジオ・チャリティー・ミュージックソン（ニッポン放送他 企画ネット番組、24日12:00。メインパーソナリティ：〔ニッポン放送〕オードリー / 〔青森放送〕麻生しおり、古坂大魔王 / 〔IBC岩手放送〕菊池幸見 / 〔ラジオ福島〕荒木由美子 / 〔ラジオ大阪〕西村登代子 / 〔RCC中国放送〕青山高治 / 〔KBCラジオ〕沢田幸二、加納有沙）[19]
- 12月24日 - 30日、バイロイト音楽祭2010（NHK FM、21:00）
- 12月24日 - 日本縦断グリコワゴン イン 群馬（TBSラジオ、18:00）
  - 12月30日 - 日本縦断グリコワゴン イン 埼玉（TBSラジオ、18:00）
- 12月25日
  - どよう楽市〜マイソング♪マイメモリー クリスマススペシャル〜（NHKラジオ第1、8:35）[157]
- 12月26日
  - フォークはすてきな贈り物〜冬編〜（NHKラジオ第1、15:05。出演：イルカ 他）[157]
  - ケンドーコバヤシの弁護士ってどんなん?（CBCラジオ、19:00）
  - 2010年忘れ 黒船だぁー!（NHKラジオ第1、20:05。出演：マーティ・フリードマン、ロバート・キャンベル他）[157]
  - 辺境ラジオ（MBSラジオ、26:00。出演：内田樹、名越康文）
- 12月27日 - 30日、真冬の夜の偉人たち（NHK FM、27・28日 19:30、29・30日 19:20）
- 12月28日 - ホリプロ50周年記念番組『Theホリプロ 1960-2010』 〜Music Side〜（TBSラジオ、18:00。出演：松本ともこ、堀威夫、大宅映子、吉田豪）[158]
  - 12月29日 - ホリプロ50周年記念番組 『Theホリプロ 1960-2010』 〜Business Side〜（TBSラジオ、18:00。出演：松本ともこ、堀威夫、大宅映子、吉田豪）[158]
- 12月29日
  - ムーンライトシャワー〜歳末特集〜（NHKラジオ第1、17:05）[157]
  - スポーツ新たな時代2010（NHKラジオ第1、19:20）[157]
- 12月30日
  - 第52回 輝く!日本レコード大賞(TBSラジオ、18:30。ラジオ進行:向井政生)[158]
- 12月31日 
  - 年末スペシャルスポーツ&ニュースタックル〜リーダーで振り返る2010年〜（MBSラジオ、10:30）
  - 2010スポーツスペシャル 〜アスリートたちのキセキ（TBSラジオ、18:00。出演：青島健太、岡村仁美）[158]
  - Beyond the K....Special〜round trip(fm osaka、19:00)[220]
  - 歳末恒例!大森俊治の大反省会2010（HBCラジオ、18:00。出演：関博紀）
  - 2010 マイクの一年（文化放送、〔第1部・報道編〕19:00 / 〔第2部・スポーツ編〕19:30）[165][221]
  - 第61回NHK紅白歌合戦（NHKラジオ第1、〔第1部〕19:30 / 〔第2部〕21:30）
  - ニュース年録 〜フリーランス座談会 信頼崩壊の2010年〜（TBSラジオ、21:00。出演：北丸雄二、外山惠理、江川紹子、神保哲生）[158]
  - FM NORTH WAVE FEEL SO GOOD!!! COUNTDOWN(FM NORTH WAVE、23:00。DJ:GUCHY。演奏出演:竹本健一、山木将平)
  - 年越しラジオ ゆく年くる年（NHKラジオ第1、23:45）[157]

### レギュラー番組のスペシャル版
- 1月1日
  - 風とロック NEW YEAR FES 渋谷(TOKYO FM、1:00)
  - 京子・ひろしのミュージックドライブ お正月スペシャル（ABCラジオ、15:30）
  - 小山乃里子のハートフル・ニューイヤー（ABCラジオ、16:00）
  - 新年一発目の大勝負!うっちゃり決めたらハッピーニューイヤー!アキトム（3スタ生）〔12:00〕
  - F.C.オフサイドトーク新春スペシャル〜播戸と安田とゆかいな仲間たち〜（ABCラジオ、18:00）
  - ガンちゃんの2010年元日も世界一面白いプロ野球の番組（19:00）
  - 1条STATION ヨシトモ! (2スタ録音) 新作ネタ大発表&爆笑ネタもういちど聴いていただきますSP（HBCラジオ、20:00。出演：堀啓知、松坂有希子）
- 1月2日
  - 西靖・桜井一枝のわくわく新春リクエスト（11:30）
  - Dr.コパの2010年も風水で行ってみよう!（KBCラジオ、14:20。DJ:Dr.コパ、細谷めぐみ）[222]
  - 朝刊さくらいpresents 香菜子のなまらないと(14:30)
- 1月3日、10月17日 - 夜クラ!（AIR-G'、19:00[61]。DJ:高山秀毅)
- 1月11日 - flowers Holiday Blossom ONE LOVE〜1.11 PEOPLE GET READY〜(13:30)
- 1月16日 - 2010ニュース探偵局防災スペシャル!（ABCラジオ、21:00）
- 2月5日 - PARADISO in SAPPORO TOYOTA BIG AIR SPECIAL（15:00）[223]
- 2月7日 - ロッテPresents がんばれ!ニッポン!MY OLYMPIC バンクーバースペシャル（19:00、AIR-G'のみ22:00。DJ:長澤まさみ、蒲田健）
- 2月11日
  - JOGLIS festa（TOKYO FM、11:30、出演：松浦このみ）
  - flowers Holiday Blossom 聖花リレー 〜バンクーバーへ聖なる花を届けよう〜（JFN、13:30）
- 2月11日、11月23日 - 鎌田實 いのちの対話（NHK第1、9:05）[67]
- 2月15日 - 垣花正のあなたとハッピー!緊急追悼特番・ありがとう玉置宏さん（ニッポン放送、8:30）[224]
- 2月15日 - 2月19日、オールナイトニッポンGOLD増刊号（ニッポン放送、20:00）
- 3月22日 - flowers Holiday Blossomご当地キャラ☆春の祭典〜全国に笑顔の花を咲かせよう〜（JFN、13:30 出演：松本英子）
- 3月6日 - 平成21年度NHKのど自慢チャンピオン大会（NHK第1、19:30）
- 3月7日 - まいとたいむスペシャル とんこつVSみそラーメン(TBSラジオ、19:00。DJ:里田まい、タイムマシーン3号)[225]
- 3月8日 - F.C.オフサイドトーク〜Jリーグ開幕だ!サッカー三昧1時間スペシャル（ABCラジオ、20:00）
- 3月7日 - 音楽熱中倶楽部最終回2時間スペシャル（NHK第1、15:05）
- 3月15日 - いっしょにやりまひょ!大阪 ありがとう浜村淳ですスペシャル（MBSラジオ、20:00）[226]
- 3月21日 - MiNoKoBo!スペシャル!（CBCラジオ、14:00）[227]
- 3月28日 - まむしと香苗の地デジ何でも相談室（TBSラジオ、12:30）
  - 7月24日  - アナログテレビ放送終了まで1年、まむしの地デジ相談室!!〜地デジ完全移行へまった無し（TBS、15:00）
- 3月29日
  - 文化放送ライオンズナイタースペシャル「雄星、エースへの道」（17:50 出演:雄星ガールズ〔半田あい、有馬香〕、飯塚治）[82]
  - クロノスドリームコラボレーション! メダリスト・加藤条治×RHYMESTER×中西哲生 ラジオがつないだメダルへの軌跡（JFN、19:00）
- 4月3日 - 夜もキラ☆キラ〜TBSラジオオールスター感謝祭（18:00）
- 4月4日 - 加藤ヒロユキ 週末のソムリエ 歌うラブレターコンサート（MBSラジオ、20:00）
- 4月11日 - AKB48 日曜ももうちょっと。（文化放送、17:57）
- 4月26日 - センパツ!徳永英明VOCALISTスペシャル〜時の流れに身をまかせ〜（文化放送、17:57。DJ:穂のか）[228]
- 4月29日
  - コスモアースコンシャスアクトクリーン・キャンペーン 10th Anniversary(JFN、11:30。DJ:中西哲生、高柳恭子、柴田幸子、LOVE）
  - flowers Holiday Blossom Sing!Sing!Sing!ニッポンの合唱（JFN、13:30）
  - TOKYO FM 40th Anniversary POPS BEST 10 Special（13:30。DJ:中野裕太）[229]
  - 武田和歌子のぴたっと。環境スペシャル（ABCラジオ、15:00）
- 4月29日、12月29日 - AIR-G' EXPRESS増刊号（〔4月29日〕13:30、〔12月29日〕11:30。DJ:千葉ひろみ）
- 5月1日 - 君の思いを受け止めた〜青春リアル・スピンオフ〜（NHK-FM、25:00〔5月2日深夜1:00〕。出演:鈴木謙介、矢口真里 他）
- 5月2日 - 走れ!歌謡曲スペシャル 歌で過ごすGW（文化放送、28:00。DJ:小林奈々絵）[95]
- 5月2日、10月3日 - NOW&NEXT SPECIAL(AIR-G'、19:00[61]。DJ:山田瑞希)
- 5月3日、5月10日 - きたやまおさむのレクチャー&ミュージック 九大公開スペシャル（NHK-FM、23:00。DJ:きたやまおさむ、黒崎めぐみアナ）[97]
- 5月3日 - 5月5日、聴く日経ゴールデンウィーク特別版（ラジオNIKKEI、9:00。出演:西田睦美〔日本経済新聞〕 / 清水功哉〔日本経済新聞〕 / 伊奈久喜〔日本経済新聞〕）[230]
- 5月3日
  - ザ☆スマート・トレーダーPLUSスタートスペシャル（ラジオNIIKKEI、8:00。出演：内田まさみ、福永博之 / 福島理〔マネックス証券〕）[231]
  - TEPCO presents 幸田真音のIt's Mine!スペシャル（文化放送、9:00）[95]
  - TOKYO FM 40th Anniversary DHC COUNTDOWN jp Special（11:30。DJ:荘口彰久、望月理恵）[232]
- 5月4日、8月15日 - セッション2010 未発表音源セレクション（NHK-FM）[97][120]
- 5月4日、5月5日 - 文化放送ライオンズナイター センパツ!スペシャル  SUPER COUNT DOWN 50 1000回記念スペシャル（17:57。DJ:K太郎、濱本りか）[95][233]
- 5月4日 - 桑田佳祐の激しい夜遊び〜真夜中の生歌オール・リクエスト・ショー 途中で疲れたらCDかけるんでゴメンねスペシャル〜（TOKYO FM、1:00〔5月3日深夜25:00〕）[234]
- 5月6日 - 文化放送ライオンズナイター センパツ! TRICKスペシャル（17:57。DJ:吉田涙子、斉藤一美）
- 6月13日
  - 文化放送ホームランナイター センパツ!スペシャル 加山雄三〜未来へ続く航海（セーリング）（文化放送、18:00）[235]
  - 韓流エクスプレススペシャル（ニッポン放送、20:00）
- 6月17日 - 文化系トークラジオ Life スピンオフ特番[236]〜映画『ケンタとジュンとカヨちゃんの国』を語る〜（TBSラジオ、21:00。出演:鈴木謙介〔charlie〕、速水健朗、松谷創一郎）
- 6月20日 - 文化放送ホームランナイター センパツ!父の日スペシャル さだまさし・親父の一番エライ日（文化放送、19:00）[237]
- 6月20日、6月27日 - 文化放送ホームランナイター センパツ!スペシャル 西寺郷太・マイケル・ジャクソンの歴史（文化放送、20日20:00、27日19:00。DJ：西寺郷太〔NONA REEVES〕）[238]
- 6月24日 - 黒田倫弘の生RadioFANTOM改めTeeveeFANTOM?? 〜Ustream化&アルバム「ALWAYS」発売記念2時間スペシャル〜（20：30）[239]
- 6月25日 - DIVE TO IN THE NIGHT男のこだわりスペシャル!（AIR-G'、11:30。DJ:森基誉則）
- 6月27日
  - 文化放送ホームランナイター センパツ!スペシャル 談志なう（18:00。出演:吉田涙子）[240]
  - 文化放送ホームランナイター 放送400回突破記念!こむちゃっとプレミアム（20:00。パーソナリティ:櫻井孝宏、井口裕香）[241]
- 7月4日 - D-BOYS BE AMBITIOUS #0（InterFM、24:32）
- 7月19日
  - ほんまもん!原田年晴です 海の日スペシャル 神戸から生中継（ラジオ大阪、12:00）
  - メダマ!?ラジオ増刊号 踊る夏フジ2010（ニッポン放送、13:00 DJ:吉田尚記、遠藤玲子）
- 7月25日 - 男と女のシークレットゾーンスペシャル（ABCラジオ、23:30。出演:妹尾和夫、安井牧子、岩崎なおあき）
- 8月6日 - ミュージックラインスペシャル〜サマーミーティング 夏の出会いだ!そばにおいでよ!〜（NHK FM、19:30）[120]
- 8月14日 - 世界の快適音楽セレクション2010夏スペシャル（NHK FM、7:15）[120]
- 8月16日 - 松尾潔のメロウな夜〜真夏のMELLOW NIGHTS〜（NHK FM、24:00）[120]
- 8月18日 - bayfm meets AKB48〜17時間ヘビーローテーションスペシャル〜（5:00-22:00）[44]
- 8月21日
  - ウィークエンドサンシャインサマースペシャル〜275分で世界一周〜（NHK FM、7:15）[120]
  - 名曲リサイタル生放送!夏休み親子スペシャル（NHK FM、19:20）[120]
  - 君の思いを受け止めた!〜青春リアルスピンオフ〜（NHK FM、25:00。DJ:藤井彩子 / 鈴木謙介、矢口真里）[120]
- 8月27日、8月28日 - 朝までうたぐみ生『どロック!』』（MBSラジオ、22:00。DJ:ヤナギブソン、宇都宮まき、U.K.、八木早希、河田直也、松本麻衣子、前田阿希子、吉竹史）[14]
- 8月30日 - 9月3日 - なつかしのヤンタンスペシャル（MBSラジオ、22:00）[14]
- 9月12日
  - センパツ!スペシャル（文化放送）
    1. ももいろクローバーのももちゃんラジオ(18:00)[242]
    2. フレンチ・キスのKISS!×3(19:00) [243]
- 9月17日 - 中学生が作るレコメン!（文化放送、21:00）
- 9月20日
  - 竹中平蔵 ON AND ON 増刊号（ニッポン放送、13:00）
  - 特集・平成の落語を楽しむ〜ラジオ深夜便落語100選より（NHKラジオ第1、14:05。出演：遠藤ふき子 / 柳家さん喬）
- 9月23日
  - 川井郁子 ハートストリングス増刊号〜10年目のリボーン〜（ニッポン放送、13:00）
  - ラジオなぞかけ問答スペシャル（NHKラジオ第1、14:05。出演：柿沼郭、石山智恵 / ルー大柴、山田まりや、立川志の吉、古今亭菊六）[244]
  - 太田胃散 presents 内山理名のSweet Life ホリデースペシャル（TOKYO FM、15:00）
- 9月25日
  - 土曜もキラ☆キラ ジャパネットたかたラジオショッピング20周年大感謝祭FINAL!（TBSラジオ、16:00。出演：小島慶子、水道橋博士、高田明、杉町孝太郎）
  - ナガオカスペシャル（CBCラジオ、19:00。DJ:永岡歩）
- 10月9日 - トラックの日特別番組『トラックは生活（くらし）を支えるライフライン』（TBSラジオ、20:00。出演:小島慶子、帆足由美 / 鳥越俊太郎）[245]
- 10月11日
  - 健康医療ワンデー「Vivid HOSPITAL」（AIR-G'、11:30。DJ:野宮範子、高山秀毅）
  - メダマ!?ラジオ増刊号 フジテレビ 秋の新番組 デラックスどんどん生みます!（ニッポン放送、13:00。DJ:吉田尚記、遠藤玲子）
- 10月24日 - 滝良子のミュージックスカイホリデースペシャル 秋のフォーク・ニューミュージック リクエスト ベスト（ニッポン放送、19:00）
- 10月27日 - 迷い猫聴いてごラン!DJCD発売記念特番（インターネットラジオ音泉。出演：井口裕香、竹達彩奈）
- 11月3日、11月23日 - The SOUL VIPsセレクション（NHK FM、18:00。DJ:オダイジュンコ）
- 11月3日
  - scratch!special カーライフ大作戦!〜冬の陣〜（AIR-G'、11:30。DJ:森基誉則）
  - TOYOTA GENERADIO HOLIDAY TRIP（TOKYO FM、17:00）
  - OTOAJITO OTOUTAGE（J-WAVE、18:00。DJ:クリス・ペプラー）
- 11月13日 - 大沢悠里の昭和を彩る歌謡曲（TBSラジオ、20:00。DJ:西村知江子）
- 11月21日
  - ラジオ昼間便〜心のオアシス深夜便を語る（NHKラジオ第1、13:05）
  - 夏木ゆたかのホッと歌謡曲放送3000回スペシャル（ラジオ日本、18:00）
- 11月23日
  - SMILE SAFETY PROJECT 2010(AIR-G'、9:00。DJ:龍太、松尾亜希子)[246]
  - いのちみつめてスペシャル 今日は死亡予定日（ラジオNIKKEI、10:00）
  - 北浜流一郎の株式宅配便SP（ラジオNIKKEI、11:00）
  - 櫻井英明の投資知識研究所SP（ラジオNIKKEI、12:00）
- 11月29日 - 押尾コータローの押しても弾いてもスペシャルin阪急西宮ガーデンズ(MBSラジオ、20:00)
- 12月5日
  - DRIVE & LOVE LIVE CONSOTIUM @OSAKA(FMOSAKA、19:00)
  - 元祖爆笑王プロデュース 爆笑フェスタ2010 INクイーンズサークル（ラジオ日本、21:00。出演:ななめ45°、山本高広、マシンガンズ、たんぽぽ、あばれる君。MC:元祖爆笑王）11月28日収録[247]
- 12月19日 - のど自慢は宝の山〜放送開始65年を前に〜（NHKラジオ第1、12:15）[157]
- 12月23日 - 私の書いたポエムスペシャル[248](ラジオNIKKEI。DJ:長岡一也、大橋照子)
- 12月17日 - ワールドロックナウ年末スペシャル（NHK FM、23:00）
- 12月23日 
  - 東ちづるま、そんなもんでしょ ニッポンの悩み2010〜集え!悩める大人たち（文化放送、11:00）[165][249]
  - ユミリーのヒーリングソウル〜韓国パワースポットマップ〜（ニッポン放送、15:30）
  - クロノススペシャル　Happy X'mas BEATLES 知られざる素顔と真実（TOKYO FM、17:40。出演：星加ルミ子、茂木欣一 / 中西哲生）
  - ちょっと森林のはなしスペシャル 〜もっと森林のはなし（TBSラジオ、18:00）
  - ザ・ソウルミュージッククリスマスSP（NHK FM、23:00）
- 12月23日・29日 - 奈美悦子・辻よしなりのちなみに?（TBSラジオ、21:30）イレギュラー放送
- 12月24日 - Kakiiinクリスマススペシャル（TBSラジオ、18:30）[158]
- 12月25日
  - ラジオマン・ジャッククリスマススペシャル（NHK FM、14:00）
  - 蒼井そらの秘密の話園スペシャル（CBCラジオ、20:00）
- 12月26日
  - 関ジャニの男前をめざせ!1時間スペシャル（朝日放送ABCラジオ、20:00。DJ:中田大智、桐山照史）
  - まだまだしゃべりたらんティーノ夜までおっさんてんコモリ!（MBSラジオ、20:00[152]。出演:子守康範、相原洋〔毎日新聞〕、松井宏員〔毎日新聞〕、加藤ヒロユキ、亀山つとむ）
- 12月27日
  - 快適生活ラジオショッピング 年末スペシャル 2010年総決算 年末グルメショッピング（ニッポン放送、12:00。はたえ金次郎、小口絵理子）
  - 枡田絵理奈の横浜物語 イイネ!ハマボールイアス クレイジーケンバンドスペシャル（TBSラジオ、18:00）
- 12月28日
  - あなたの声を聞かせてください〜私も一言!ニュース2010（NHKラジオ第1、17:00。キャスター：伊藤英博、有江活子）[157]
  - アベコーのモリもりトーク スペシャル2010!（TBSラジオ、20:00）
- 12月29日
  - グランドカウントダウン2010（TOKYO FM / JFN）
    1. DHC COUNTDOWN JAPAN年間チャート 2010（12:00。DJ:荘口彰久、鈴木杏）
    2. au DOWNLOAD MUSIC CHART 年間チャート 2010（13:00）
    3. コスモ ポップス ベスト10 年間チャート 2010（14:00。DJ:中野裕太）

  - 嶌信彦のエネルギッシュトーク（TBSラジオ、21:00）イレギュラー放送
- 12月29日 - 31日、ラジオビタミン年末スペシャル!（NHKラジオ第1、8:30）[157]
- 12月30日、31日 - ふるさと&つながるラジオ年末スペシャル（NHKラジオ第1、12:15）[157]
- 12月30日
  - 渋谷アニメランド〜2010年をふりかえって特集〜（NHKラジオ第1、19:20）[157]
  - 文化放送 K-POP COUNTDOWN 年末スペシャル（文化放送、21:00。DJ:コン・テユ）[165]
- 12月31日
  - ミュージックギフト〜音楽・地球号スペシャル『私の人生（ストーリー）今日までそして これから』（文化放送、11:00。DJ:竹内靖夫 / 野口五郎、三浦理恵子）[165]
  - 皆藤愛子 あいラジ年末増刊号（ニッポン放送、11:30）[166]
  - 鴻上尚史と里田まいのサンデー・オトナラボスペシャル（ニッポン放送、15:00）[166]
  - 千原ジュニアのRPM GO!GO!大みそかSPECIAL（ニッポン放送、16:00）[166]
  - なまらん大晦日スペシャル2010讀賣・報知・STV報道座談会（STVラジオ、18:00）
  - サタデーティーンズナイト ナガオカ大晦日スペシャル（CBCラジオ、18:00）
  - tre-sen 年越しのまつり（FM yokohama84.7、19:00）
  - 友近&波江野 エンカメガールズトーク祭!（ABCラジオ、19:00）
  - ファイターズDEナイト!2010FINAL（HBCラジオ、20:00）
  - 茂木健一郎と広瀬香美 ラジオdeズバリ!年越しスペシャル〜明るい未来へジャンプでピョン!〜（ニッポン放送、22:00）[166]

### イベント関連
- 1月1日 - 国技館だヨ!さだまさし〜歌とテレビと紙相撲〜（文化放送、1:00、DJ:寺島尚正)[250]
- 1月31日 - ナキワラ!2009〜ペナルティと高校生が見つけたほんとうのこと〜（CBCラジオ、20:00）[251]
- 2月7日 - ばんばひろふみ歌声喫茶コンサート（CBCラジオ、20:00）
- 3月7日 - 麦踏みフェスティバル2010(姫路シティFM21、16:00)
- 3月13日・14日 - KBC春のラジオフェスタ[252]
- 3月13日 - 東芝ZABOON presents TKO・堀ちえみのウンメイノセンタク(TBSラジオ、18:30)[253]
- 3月14日
  - ABCラジオスプリングフェスタ2010 万博だよ全員集合!おはようドッキリようこそ全開です!!（9:45）[254]
  - 大宅映子の辛口フォーラム（TBSラジオ、19:00）[255]
- 3月19日 - フクダ運輸倉庫presents Rock'n'Roll Japan Festival Special（NACK5、19:00 DJ:土屋滋生）
- 3月20日 - 22日、ロックの学園2010（JFN）[256]
- 3月20日 - 4月11日、CBC創立60周年記念〜森と音楽をいつまでも〜CBCラジオ GREEN LIVE[257]（3月20日13:00土曜天国 ぴかラジ内、4月4日20:00-21:00）
- 3月31日
  - KEIKYU presents ライブ&トーク in ホテル グランパシフィック LE DAIBA（FMヨコハマ、20:00 DJ：駒村多恵 ゲスト：小柳ゆき、JUJU）[258]
  - KAI-CITY PRESENTS FM-FUJI SPRING SPECIAL IN RYUO STATION(FM-FUJI、14:00 DJ：野村富美江)[259]
- 4月6日 -  第42回ラジオ日本交通安全キャンペーン（ラジオ日本、13:00 ゲスト:北川大介）[260]
- 5月1日 - ウイークエンドバラエティ 日高晤郎ショーゴールデンウイークスペシャル in STVホール（STVラジオ、8:00）
- 5月4日 - 柏髙島屋ステーションモール bayfm MUSIC Dream（13:00-15:50、DJ:林宙紀、山口美沙、福田麻衣）[261]
- 5月5日 - ピーアークpresents bayfm フリマパラダイス（9:00-15:50 DJ：門脇知子）[261]
- 5月9日 - もりまち桜まつり「熱唱!春・らんまん」（STVラジオ、12:00 出演:前川清、あさみちゆき 他）
- 6月14日 - ドキドキおまつりプラザ生放送（STVラジオ、18:00）[262]
- 7月13日 - 楽天証券セミナー（ラジオNIKKEI、15:05）[263]
- 7月18日 - a-nation×7&i Summer Live 2010(AIR-G'、19:00。出演：AAA、BRIGHT。司会：山田瑞希）[61]
- 7月25日
  - 第29回KBCラジオ歌の祭典小倉祇園前夜祭（19:00。7月15日収録[264]）
  - 博多祇園山笠追い山前夜祭スペシャル おっしょい!夏祭りだ!（KBCラジオ、22:00。7月14日収録[265]）
- 8月1日 - PASEO presents 近藤ひさしのサタデー★ヤングナイトスペシャル YUI in SAPPORO(AIR-G'、19:00)[61]
- 9月5日 
  - 東京JAZZ2010（NHK FM、11:00）- 東京国際フォーラムホールA特設ステージより生放送[266]
    - 12月31日 - プレイバック 東京JAZZ2010（NHK FM、〔第1部〕12:15 / 〔第2部〕19:20）

  - ナガシマ爆笑スペシャル（CBCラジオ、13:30。出演：COWCOW、モンスターエンジン、Wコロン / 司会：西村俊仁、若狭敬一、氏田朋子）- 8月25日、26日、27日にナガシマスパーランドにて公開録音
- 9月11日 -  HBCラジオまつり2010SP!本物は誰でSHOW!（13:00。司会：YASU、山根あゆみ）[267]
- 9月20日 - セイ!ヤング・オールナイトニッポンコンサートスペシャル〜Are you ready? Oh!〜 （文化放送、11:00 → ニッポン放送、12:00。出演：さだまさし、谷村新司、泉谷しげる、南こうせつ）[268]
- 9月23日
  - DISCOVER ALOHA HAWAII FESTIVAL(FM NORTH WAVE、10:00。DJ:SARAH、PELE REIKO)サッポロファクトリーから公開生放送
  - 第23回日本民謡フェスティバル2010（NHK FM、16:00。司会：菊地恵子、稲塚貴一）- 5月23日、NHKホールにて収録
- 9月25日 - KBCラジオフェスタin門司港レトロ（KBCラジオ、12:00。司会：中島浩二）
- 9月27日 - ロート製薬OXY presents スーパーヒットチャートなまらん頑張れ!高校生アスリートSP2010夏(STVラジオ、21:00。司会：吉川典雄)
- 10月9日
  - 旭川120年 北めぐ食マルシェSTATION（AIR-G'、8:00。DJ:森崎博之、松尾亜希子）
  - AKITAアニソン大運動会（NHK FM〔NHK秋田放送局〕、14:00。司会：鈴木貴彦、出演：水木一郎、牧野由依、加藤英美里、佐咲紗花、たかはし智秋）[159][269]
  - レジェンド・オブ・ミッドナイト セイ!ヤング&オールナイト（文化放送、19:00。出演：ばんばひろふみ、太田英明）
- 10月11日 - 日本獣医師会プレゼンツ bump.yの教えて獣医さん!（ニッポン放送、15:30。出演：中川秀樹（日本獣医師会副会長））
- 10月16日 - 土曜天国 ぴかラジスペシャル ええじゃないか豊橋まつり（CBCラジオ、20:00）
- 10月24日 - AIR-G' SPECIAL LIVE〜サウンドマルシェ〜（AIR-G'、19:00[61]。出演：小柳ゆき、ほたる日和、チュール）※旭川120年 北めぐ食マルシェSTATION、放送後に公開録音
- 10月24日、11月6日、11月10日、11月25日 - NHK音楽祭2010（NHK FM）
  - 12月28日 - 31日、NHK音楽祭2010アンコール（NHK FM、7:20）
- 10月28日、ラジオ日本 歌の感謝祭 2010（ラジオ日本、18:30。司会:夏木ゆたか、逢地真理子）[270]
- 10月30日 - ありがとう「水」交流物産展〜筑後川との絆スペシャル〜（RKBラジオ、FM FUKUOKA、12:00）[271]
- 10月31日  
  - NHK全国学校音楽コンクール（NHK FM、12:15）- 10月9日、10日、11日にNHKホールにて収録（11日にNHKBS2で生放送）
  - みやぎの明治村ウォーク☆とよまタイムトラベル☆（TBCラジオ、12:00）[272]
  - KARIYA洲原音楽祭市政60周年記念大会 CBCラジオエクスプレス（CBCラジオ、14:30）- 10月23日収録
- 11月3日
  - 開演まであと2日!舞台『りんご』の世界〜木村秋則物語（ニッポン放送、11:30。DJ:藤野直彦）
  - 日本作曲家協会音楽祭2010〜歌で広げよう愛の輪を〜（ニッポン放送、12:00。P:湯浅明、石川みゆき）10月12日収録
  - 谷川俊太郎と自由学園の子どもたち（ラジオNIKKEI、13:45）[273]
- 11月11日、12日、15日 - 18日、第79回日本音楽コンクール（NHKFM、19:30）
- 11月21日
  - ABCラジオまつり2010（ABCラジオ）[146]
    - 集まれ!のびのびサミット（10:00。出演:柴田博、磯部公彦）
    - 満員御礼!おでかけ万博劇場（13:30。出演:三代澤康司、伊藤史隆、芦沢誠、井之上チャル、慶元まさ美、加藤明子、マコーマック明子)

  - au by KDDI presents Go to the future（FM NORTH WAVE、11:00。DJ:ナオト・インティライミ、鹿島千穂）[274]
- 11月23日 - ゆうきのつばさ2010〜包み込む（インクルージョン）社会（ニッポン放送、13:00。DJ:兵藤ゆき、SP DJ:細川佳代子。会場司会：あいざわ元気）[275]
- 11月28日 - MUSIC HOUSE GROUPpresents KARAOKE AWARDS 2010 ファイナルステージ(AIR-G'、22:00[61]。出演:YU-A、岩永美紀、彩乃)[276]
- 12月5日前後 - DRIVE&LIVE 2010 LIVE CONSORTIUM@OSAKA（FM OSAKA、19:00）[277]
- 12月12日前後 - 全国ナイスミドル音楽祭2010（ニッポン放送、12日20:00）
- 12月12日 - SDDこどもスローガンコンクール　アワードセレモニー supported byアクテリオン ファーマシューティカルズ ジャパン（TOKYO FM＆AIR-G'、19:00）[278]
- 12月19日 - Rock Beat Vol.10(FM NAGANO、19:00。出演:ASIAN2、C&K、SAY )[279]
- 12月21日 - TOKYO FM開局40周年記念 SUZUKI presents 西本智実 夢の第九コンサートin日本武道館(TOKYO FM、19:00)
- 12月22日 - 光都東京・LIGHTOPIA2010「Suono Dolce Christmas Live from Marunouchi」（Suono Dolce、17:00。司会：荘口彰久、犬伏まり / 出演：河口恭吾、Tiara、中塚武、paris match、藤澤ノリマサ、光永泰一朗、ミッツ・マングローブ、敦士）[280]
- 12月23日
  - 柏髙島屋ステーションモールbayfm MUSIC Dream〜Christmas Special〜（bayfm、13:00。DJ：片岡信和 / 氏家拓朗 / 山口美沙 / 福田麻衣）
  - Living Together ポエトリー・リーディング Think About AIDS Final! （TOKYO FM、16:00。司会：堀内貴之、 柴田幸子 / 出演：鈴木おさむ、太田光代、菊地成孔、MEGUMI、向井理）[281]
  - SHISEIDO presents Chirstmas Gift Vol.18 Sadao with Yellowjackets &NEW Tide Jazz orchestra(TOKYO FM、19:00)[282]
- 12月24日 - ニッケコルトンプラザpresents bayfm X'mas Gift〜Joyful Joyful〜(bayfm、20:00。DJ：野呂佳代〔SDN48〕&CinDy〔SDN48〕)[283]
- 12月25日
  - STADIUM ROCK!!in富士急ハイランド（FM-FUJI、17:00。DJ:神田亜紀 / ゲスト:腐男塾）[284]
  - LOVEクリスマスinパークス（MBSラジオ、20:00。MC:陣内智則、桜 稲垣早希 / 出演:スマイル、銀シャリ、かまいたち）12月19日公開録音[285]
- 12月26日以降 - Hiromi Iwasaki Live in PRAHA〜デビュー35周年Aniverssary〜（JFNC、〔FM栃木〕12月26日19:00。DJ:井門宗之）
- 12月27日 - 〜エイズの今を知っていますか?〜RED RIBBON LIVE2010（TBSラジオ、19:30。DJ:山本シュウ）[158][286]
- 12月28日 - チョコラジ〜チョコレートガールズ2公演記念!〜(インターネットラジオ音泉。出演：小山剛志、中村繪里子、石井真)2011年2月までの期間限定配信
- 12月30日 - 年忘れ!カレンダーガールズそしてなぜかナガオカ…(CBCラジオ、14:30。DJ:氏田朋子、夏目みな美、古川枝里子、永岡歩)[287]
- 12月31日
  - 植村花菜〜My Favorite Live in 小樽〜（HBCラジオ、14:00）[288][289]
  - 年またぎ九州ふるさとライブ（大分放送、23:30。出演:鬼橋美智子、茅野正昌）
  - うさぎ年だヨ!さだまさし〜歌とテレビと紙ヒコーキ〜(文化放送、23:50。（東海ラジオ、23:40。文化放送、23:50。DJ:寺島尚正、蟹江篤子。出演：さだまさし、チキンガーリックステーキ）[165][290]

### ラジオドラマ
- 3月8日 - 3月13日、TTCメモリアルラジオドラマ「終わりから始まる」（CBCラジオ、東海ラジオ、FM AICHI、ZIP-FM、ぎふチャン）[291]
- 3月14日 - 陰陽眼の少年(AIR-G'、19:00[61]。脚本:哩歩子、出演：劇団SKグループ)[292]
- 3月19日 - 第6回北のシナリオ大賞 ラジオドラマ「穴」（FM三角山放送局、17:00。脚本：楡木恵子）[293]
- 3月21日 - 氷の下で（STVラジオ、26:00。第6回北のシナリオ大賞 準大賞。脚本：柳橋克哉）
- 3月28日 - 記憶の海（TBSラジオ、19:00。脚本：井出真里。出演：平岩紙、鈴木浩介、松澤一之 他）[76]
- 5月30日 - CBC創立60周年ドラマスペシャル「名古屋開府400年〜金助からの伝言」（20:00。脚本：柿ノ木タケヲ。出演：藤元英樹、西山諒、池田博、纐纈麻子、木村庄之助、鈴木恵理 / 〔脚色兼務〕伊沢勉 / 小堀勝啓）[294]
- 8月14日 - AKB48の"わたしたちの物語"（NHK FM、22:00。脚本：北阪昌人。出演：〔AKB48〕大島優子、前田敦子、秋元才加、柏木由紀、篠田麻里子、高橋みなみ、宮澤佐江 / 山寺宏一）[295]
- 8月22日 - 「絆」って何!?〜ラジオドラマで考える〜（脚本：内藤祐実。出演：小野優、石川真衣、金田浩治、竹山美奈子）[122]
- 9月13日 - 角淳一座 ラジオコメディ “お父さんはマイペース”（MBSラジオ、20:00。出演:角淳一、桂ざこば、きたろう、山崎邦正、友近、宇都宮まき、河田直也他）[296]
- 10月11日 - わたしの本棚スペシャル〜象を数える〜（NHKラジオ第1、22:15。出演:笹野高史、中江有里）
- 10月31日 - 第七回北のシナリオ大賞ラジオドラマ「夜明けの物語」[297](AIR-G'、22:00[61]。原作＆脚本:小笠原夕桔。出演：ハムプロジェクト[298])
- 11月21日 - 罪と罰と人情と（MBSラジオ、20:00[152]。出演：正司花江、門田裕、蟷螂襲、木内義一、中道裕子、阪東浩考、赤松悠美）[299]
- 12月10日 - 東北新幹線全線開業記念ラジオドラマ いつかは実る 木村秋則 自然栽培を貫く(〔FM青森制作〕TOKYO FM、19:00。FM青森、12月6日 - 12月9日 / 17:00 - 17:10)
- 12月23日 - ビッグコミックスピリッツラストイニング 全国高校野球埼玉県予選決勝 聖母学苑対彩珠学院（ニッポン放送、13:00。進行：吉田尚記、出演：〔実況〕煙山光紀、〔解説〕渡部建〔アンジャッシュ〕他）[300]
- 12月25日 - FMヨコハマ開局25周年記念特別番組 ラジオドラマ DAI（FM yokohama、20:00。出演：伊阪達也、森山栄治、清水良太郎）[301]
- 12月31日 - マモルくんのランドセル（STVラジオ、17:35）[302]

## 開始番組

### 2010年1月放送開始
TBSラジオ
- 1月15日 - Good Time, Good Music（金曜21:30。司会：八嶋智人）開始[303]

文化放送
- 1月8日 - 関根勤カンコンキンラジオ〜オスのラプソディ 改題
- 1月10日 - 文化放送 高齢社会を、今こそ考える 木之内みどりの満足生活（日曜8:00）放送開始

BBQR
- 1月4日配信開始 - 青山二丁目 太まん飯店改題
- 1月10日配信開始 - 鷲崎K太郎

ニッポン放送
- 1月1日 - 新保友映のオールナイトニッポンGOLD（金曜22:00）開始
- 1月4日 - ミュ〜コミ+（プラス）（平日〔月 - 木曜〕24:00）放送開始[304]

アール・エフ・ラジオ日本
- 1月4日 - 森久保祥太郎・寺島拓篤 ★★★プロデュース（月曜26:30）ネット開始

TOKYO FM
- 1月4日 - あぐりずむ（平日〔月 - 木曜〕13:50。DJ:奥山佳恵）放送開始

JFN
- 1月9日 - MUSIC PP（月替わりDJ）[305]

J-WAVE
- 1月4日 - RADIPEDIA（平日〔月 - 木曜〕25:00。日替わりDJ）開始

NACK5
- 1月3日 - generock by the generous yoko（日曜20:00）放送開始

ミュージックバード
- 1月3日 - イザナギTaRO地球と深呼吸（日曜6:30）開始

FM FUJI
- 1月8日 - RADIO SPARK CONVICTION（金曜24:00、DJ:松原隆二）開始[306]

ラジオNIKKEI
- 1月4日 - こちカブ（平日〔月 - 木曜〕8:00。出演:山田勉 / 河合達憲 / 臼田琢美 / 藤本誠之）

AIR-G' 
- 1月7日 - such a good music（水曜20:30、DJ:屋木志都子）開始

ABCラジオ
- 1月23日 - ニュース探偵局DX（土曜21:00、DJ:上田剛彦、八塚彩美）改題

ラジオ大阪
- 1月6日 - プレステージナイト キラキラ吾郎（水曜24:30。DJ:バッファロー吾郎、明日花キララ）
- 1月7日 - ストライクウィッチーズ スターライトストリーム（木曜24:00）

FM OSAKA
- 1月5日 - FM OSAKA E-tracks Selection（火曜21:00。DJ:Hilcrhyme / 奥華子）

FM802
- 1月8日 - RADIO ∞ INFINITY（金曜21:00、DJ:飯室大吾）

Kiss-FM KOBE
- 1月1日 - BPM（Beats Per Minute）（平日〔月 - 金曜〕16:00。DJ:浜平恭子）

東海ラジオ
- 1月17日 - 日曜午前11時（日曜11:00）
- 1月20日 - 気まぐれラブベター（水曜21:00）

エフエム愛知
- 1月2日 - MASHの月に吠えるロクデナシ（土曜25:30）
- 1月3日
  - WEEKEND BREEZE（日曜8:00）
  - PRINCE＆PRINCESS（日曜9:30）

エフエム三重
- 1月8日 - はぴはぴ子育て（金曜10:00）

CBCラジオ
- 1月9日 - ハイパーナイト 今夜もワクワクさせナイト（CBCラジオ、土曜23:30。DJ:彩冷える）

愛知国際放送
- 1月11日
  - DAYBREAKER（平日〔月 - 金曜〕5:00）
  - MORNING LIVE（平日〔月 - 金曜〕7:00）
  - R-i CAFE（平日〔月 - 木曜〕10:00）
  - EVENING PLUS（平日〔月 - 金曜〕17:00）
  - Kamasami Kong SHOW（平日〔月 - 木曜〕19:00）
  - ACROSS THE MUSIC（平日〔月 - 木曜〕21:00）
- 1月12日 - MUSIC SURF（平日〔月 - 木曜〕12:00）
- 1月15日
  - ALOHA BRUNCH（金曜10:00）
  - PREMIUM FRIDAY（金曜12:00）
  - BRILLIANT WAVE（金曜19:00）
- 1月16日
  - SATURDAY MORNING PRESS（土曜6:00）
  - ALOHA VIBES（土曜11:00）
  - LANA HANA FLAVOR（土曜13:00）
  - THE MIDLAND COUNTDOWN50（土曜16:00）
  - MIDLAND ARTIST PARADISE（土曜23:00）
- 1月17日
  1. SUNDAY MUSIC WALK（日曜6:00）
  2. Manoa DNA DISCOVER ALOHA（日曜11:00）
  3. CHRIS CROSS SUNDAY（日曜13:00）
  4. TWILIGHT BREEZE（日曜16:00）
  5. 川井郁子SYMPHONIC VOYAGE（日曜20:00）
  6. 姿月あさとSepuluh×Sepuluh（日曜23:00）
  7. LANDSCAPE MUSIC（日曜23:30）

MBSラジオ
- 1月9日 - 広澤克実とDr.イトーのレーザー交遊録!（土曜20:30）単独番組化

インターネットラジオ 音泉
1. 1月11日配信開始 - ナルウザクスダの!（出演：川本成、UZA、楠田敏之）
2. 1月12日配信開始 - ラジオ タルタロス（出演：鳥海浩輔、福井裕佳梨、やまけん）
3. 1月21日配信開始 - あなたと!ときめきメモリアル（出演:大亀あすか、滝田樹里）

### 2010年2月放送開始
TBSラジオ ポッドキャスト（TBSオンデマンド）
- 2月12日配信開始 - 女子アナウンス部御中
  1. 小島慶子×外山惠理 言いたい放談
  2. 久保田智子×青木裕子 なんでもお悩み相談室
  3. 堀井美香×ラジオ社員対談!
  4. 田中みな実 アナウンサーのお仕事
  5. 江藤愛 アナウンサーのお仕事

ラジオ大阪
- 2月2日 - おとこの背中（火曜24:30。DJ:トト勝本、ノースモーキー松谷 / 松原美穂）[308]
- 2月4日 - あにゃまる探偵キルミンずぅラジオ＋（木曜23:30。DJ:丹下桜）

KBS京都
- 2月5日 - 熱血!賃貸塾 ちょうえぇやん（金曜14:00。出演:繁田麻衣子）

HBCラジオ
- 2月2日 - 坂東守のユーガッタ相談室（火曜17:00。出演:橋本登代子）[309]

エフエム愛知
- 2月7日 - 阿部真央のあべまおらじお（日曜22:30）ネット開始

FMうらら
- 2月2日 - ツーライスと塙奈々恵のおかわりちょーだい（火曜21:00）

インターネットラジオ 音泉
- 2月5日配信開始 - 福圓美里と長谷川明子のまじかるうぇーぶっ!
- 2月11日配信開始 - ラジオCHAOS;HEAD Love×2中毒注意報(出演:友永朱音、加藤英美里)
- 2月12日配信開始 - AXLラジオ かしましコミュニケーション 異文化交流アワー!(出演:ヒマリ、一条和矢)

DNEメディアステーション
- 2月19日配信開始 - シフォンのファンファンラジオ!(出演:Chiffons)

ねとらじ
- 2月9日配信開始 - 火8ワンワン!ドキッ!?アイドルだらけの生電波放送局(火曜20:00。日替わりDJ)[310]

### 2010年3月放送開始
NHKラジオ第1放送
- 3月29日レギュラー放送開始 - 渋谷アニメランド（火曜20:05。DJ:藤津亮太 / 冨田明宏）[312]

NHK-FM
- 3月30日レギュラー放送開始 - 松尾潔のメロウな夜（水曜23:00）

KBCラジオ
- 3月6日 - 解決!ワンステップ（土曜日10:05。出演：林さやか）[314]

インターネットラジオ 音泉
- 3月19日配信開始 - Angel Beats!SSS(死んだ 世界 戦線)RADIO（出演：櫻井浩美、花澤香菜、喜多村英梨）
- 3月22日配信開始 - 迷い猫 聴いてごラン!（出演：井口裕香、竹達彩奈）※アニメイトTVでは3月19日配信開始予定

HiBiKi Radio Station
- 3月30日配信開始 - なおしゃべる。（出演：nao）

DNEメディアステーション
- 3月9日配信開始 - 虎の穴一人ラジオ

### 2010年4月放送開始
4月3日（放送局によっては4月4日） - 週刊“マイ・ライフ”（HBCラジオ、秋田放送、西日本放送 他）
NHKラジオ第1放送
- 4月3日 - とっておきラジオ（土曜16:05、日曜16:05）

NHK-FM
- 4月3日 - サタデーワイド（土曜14:00）
  1. 土曜日レディ（土曜14:00。担当:杏子）
  2. ラジオマンジャック（土曜16:00。レギュラー放送開始、担当:赤坂泰彦 / 雨蘭咲木子）
  3. U-18 ユーガタM塾（土曜18:00）
- 4月4日
  - おはなしの旅（日曜8:00）
  - 名演奏ライブラリー（日曜9:00）
  - サウンドクリエーターズ・ファイル（日曜21:30）
- 4月28日 - 小西康陽 これからの人生（毎月最終水曜23:00）レギュラー放送開始

TBSラジオ
- 4月5日
  - ニュース探究ラジオ Dig（平日〔月 - 金曜〕22:00）[316]
  - ミュージックナビ〜昨日と今日との交差点〜（平日〔月 - 金曜〕27:00。DJ：向井政生）
- 4月7日
  - 水曜JUNK 山里亮太の不毛な議論（水曜25:00）
- 4月10日
  - サタデースポーツ&ニュース（土曜17:30。DJ：石川伸子）
  - Listen SOUL!（土曜18:30。DJ：林家三平）
  - JUNK Saturday（土曜25:00、詳細内容は同日付の放送時間変更参照）
  - よしもと下克上（土曜27:00。DJ：トータルテンボス）
- 4月11日 - Listen HEART!（日曜18:30。DJ：濱田マリ）

文化放送
- 4月9日 - 川口技研プレゼンツ 宗次郎 オカリーナの森から（土曜17:15。出演:伊藤佳子）[317]
- 4月10日 - グッチ裕三 日曜うまいぞぉ!（日曜13:00）[7]

ニッポン放送
- 4月3日 - Moumoon YUKAのオールナイトニッポンR（毎月第1土曜27:00）
- 4月5日
  - 弘兼憲史 大人の扉（月曜19:00）
  - 韓流エクスプレス（月曜21:20、パーソナリティ：増田みのり）
- 4月7日 - 黒岩祐治のニュースアングル（水曜21:30）
- 4月9日 - AKB48のオールナイトニッポン（金曜25:00）
- 4月10日 - ラジオアーカイブ 発掘!ラジオ天国（土曜4:30。DJ:亀渕昭信）
- 4月11日 - Dr.コパの風水の知恵かしまSHOW（日曜13:30）
- 4月17日 - miwaのオールナイトニッポンR（毎月第3土曜27:00）
- 4月24日 - 近藤夏子のオールナイトニッポンR（毎月第4土曜27:00）

アール・エフ・ラジオ日本
- 4月2日 - ザ・スタンダード（金曜26:00）
- 4月3日
  - メロディー・フェア（土曜5:00）
  - ハッピー倶楽部（土曜6:45）
  - 林あさ美のモーニング・カフェ（土曜7:35）
  - 大友直人音楽のちから（土曜16:50）
  - 応援ラジオ どんまい!（土曜17:55）
  - 大人の愚問（土曜22:00）
- 4月4日 - 鈴木ダイのデンリク3G（日曜17:55。 DJ：鈴木ダイ）
- 4月5日
  - 宮川賢のおはよう!スプーン（平日〔月-木曜〕6:30。DJ:宮川賢）[319]
  - ラジオ日本深夜の特別区（平日〔月 - 水曜〕27:00。）[320]
    - 斉藤アンコーの朝まで待てない（月曜・DJ：斉藤安弘）
    - 真夜中のハーリー&レイス（火曜・DJ：清野茂樹）
    - くず哲也のまじめ半分おもしろ半分（水曜・DJ：くず哲也）
- 4月9日
  - 長瀬真のおはよう!スプーン（金曜6:30。DJ:長瀬真）
  - おとぼけツアーズ奮戦記ふじのくに静岡へようこそ（金曜11:05。出演：大竹浩一 他）改題

TOKYO FM
- 4月1日
  1. LOVE CONNECTION（平日〔月 - 金曜〕11:30。DJ:LOVE）
  2. シナプス（平日〔月 - 木曜〕13:00。DJ:やまだひさし）
  3. JOGLIS+（平日〔月 - 木曜〕19:00）
  4. RADIO DRAGON（平日〔月 - 木曜〕21:00。DJ:高山都 / 紗羅マリー）
- 4月2日
  - 中山秀征のJAPAN RHYTHM（金曜16:30。DJ:中山秀征）「Beautiful Japan」より改題
  - WorldShift Radio supported by ベストアメニティ（金曜21:00。DJ:野中ともよ）
- 4月3日
  1. acoakko smilink radio（土曜9:30、DJ:akko)）
  2. MEGMILKPresents 陽だまりハンモック（土曜11:30、出演:本上まなみ）
  3. DHC COUNTDOWN jp（土曜13:00。DJ：荘口彰久、鈴木杏）改題
  4. KIRIN BEER "Good Luck" LIVE（土曜16:00。DJ:naoco）
  5. 柳家喬太郎のピロウトーク（土曜24:00。DJ:柳家喬太郎）
- 4月4日
  1. JOGLIS SUNDAY（日曜 5:00。DJ:浅利そのみ）「JOGLIS」から改題
  2. 太田胃散Presents内山理名のSweet Life（日曜9:30）
  3. DOCOMO シーソーメール〜SHE SAW MAIL〜（日曜22:00、出演:長谷川京子、長塚圭史）
  4. LIVE from the EBU（日曜25:00、DJ:小山ジャネット愛子）
- 4月10日 - DOCOMO LOVE Family（土曜8:00）[322]

JFN
- 4月上旬開始
  - IT'S MUSIC（DJ:鈴木まひる）
  - ニッポン長寿企業（DJ:黒田治）
  - ゴルフ大好き宣言
  - UVERworldのcore ability studioに再び集合!
  - 週刊Hilcrhyme（DJ:ヒルクライム）
  - 石川さゆりねこふんじゃった
- 4月1日
  - 山崎まさよし GREETING MELODIES（平日〔月 - 金曜〕夕方）
  - News Delivery -Evening Edition-（平日〔月 - 金曜〕17:00、DJ:渡名喜織恵）
  - 扉-TO VILLA-（平日〔月 - 木曜〕25:00。DJ:堀内貴之 / 小川もこ / RIO 他）
- 4月2日
  - やまだひさしのラジアンリミテッドF（金曜25:00。DJ:やまだひさし）[323]異動
  - Sound Library〜世界にひとつだけの本〜（出演:木村多江）
- 4月4日
  - Chageの音道（日曜22:00）[324]
  - Let's Swing!（DJ:奥田“スインギー”英人）
  - 有吉弘行のSUNDAY NIGHT DREAMER（日曜20:00。DJ:有吉弘行、おかもとまり）
- 4月5日 - 音楽自由区。（平日〔月 - 木曜〕27:00）
- 4月10日 -  DOCOMO LOVE Family(土曜8:00。DJ:渡辺俊美)

ミュージックバード コミュニティチャンネル
- 4月3日
  - Your Days Music（土曜12:00。DJ:藤田乃莉子）
  - 雪国うおぬMAP（土曜19:00）
- 4月4日
  - サンデーズ・ブランチ（日曜10:00。DJ:古寺ななえ）
  - 天国を聴くラジオ〜Heaven’s Radio（日曜20:00。DJ:井出祐昭、カノン）
  - 爆笑スクランブル（日曜21:00。DJ:しんのすけとシャン / ザ・ゴールデンゴールデン / EE男 / コア / キッチン!）

J-WAVE
- 4月1日
  - GROOVE LINE Z（平日〔月 - 木曜〕16:00。DJ:ピストン西沢、有宗麻莉子）改題
  - NOCTURNE〜Op.24（平日〔月 - 木曜〕24:00。DJ:南美布）
- 4月2日 - CIRCUS CIRCUS（金曜16:00。DJ:秀島史香）
- 4月3日 - J-WAVE SPECIAL（土曜24:00）[325]

InterFM
- 4月7日 - GLORY DAYS（水曜23:00、木曜23:00）

bay fm
- 4月2日 - smile.radio（金曜24:00。DJ:THE KIDDIE）
- 4月3日 - TOKYOGAS Curious HAMAJI（土曜11:00。DJ:浜島優子）[327]
- 4月23日 - Naked（金曜22:00。DJ:玉木宏）[328]

NACK5
- 4月1日
  - GOLDEN 4 EGGS（平日〔月 - 木曜〕23:00 DJ：依布サラサ、谷村詩織、武川アイ、甲斐名都）[330]
  - THUNDER STRIKES（平日〔月 - 金曜〕25:00。DJ:ALEX）
- 4月2日
  1. BENIラジ〜Hug & Kiss〜（金曜20:00）
  2. UNIVERSE uni-音 radio（金曜24:00）[331]
- 4月3日
  1. The Frontiers（土曜7:40。DJ:さいたま市長）
  2. Co-sotto 1-6（土曜25:00。DJ:島田秀平）

Fm yokohama
- 4月1日
  - HIP HOP INSIDER（木曜24:00、DJ:DAN）
  - Music Rumble（木曜25:00、DJ:湯川れい子）
- 4月3日 - Dream e-college Super Saturday（土曜20:00。DJ:三四六）
- 4月5日
  - unistation（月曜24:00、DJ:unistyle）
  - BEAT JAM（月曜25:00、DJ:鈴木しょう治）
- 4月6日
  - WOOFER BREAKERS（火曜24:00）
  - A-A-ACT A FOOL!!（火曜24:45、DJ:日高光啓〔AAA〕）
  - POWER OF LOVE（火曜25:30、DJ:Juliet）
- 4月7日
  - icon（水曜24:00、DJ：杉ありさ）
  - 21st Century Mix（水曜26:00）

FM-FUJI
- 4月1日 - Music Spice!（平日〔月 - 木曜〕24:00）
- 4月3日
  - SUPER HITS TOP40（土曜10:00 DJ:ARCHE）
  - SATURDAY☆NAVIGATION（土曜13:00 DJ:針谷衣織里）
  - wai!wai!BOX☆"（土曜15:00 DJ:三瓶由布子、金元寿子）
  - Visualize Zone（土曜22:00）
    1. NAKAUCHI（22:00 DJ:秋元光、吉井綾）
    2. AYABIE AOI NO KONYAMO AMIGO!!（23:00 DJ:葵（彩冷える））
    3. ROCK IN BOOTS(24:30 DJ:武村貴世子)
- 4月4日
  - ROOM to ROOM（日曜9:00 DJ:福島和可菜）
  - Cafe See More Glass（日曜18:30 DJ:松千）
- 4月5日 - NEVERMIND!!月曜日 タイムマシーン3号の代々木マンデーズ（月曜21:00）

ラジオNIKKEI
- 4月2日
  - 教えてドクター（毎月第1・第2金曜、15:05）
  - 夕焼けマーケッツANNEX 夜のトレード大会議[333]（毎月第1金曜21:30。司会:叶内文子）
- 4月7日 - がんからの出発〜いのちみつめて（水曜18:45）
- 4月8日 - 櫻井英明の投資知識研究所（木曜15:05）

朝日放送
- 4月3日 - 芦沢誠のGO!GO!サタデー（土曜12:30）
- 4月4日 - 日曜さくらい倶楽部（日曜13:30、DJ:桜井一枝、河合康行）
- 4月5日 - エンカメ・こころの歌（月曜18:30。DJ:波江野陽子）
- 4月6日
  - とことん全力投球!!妹尾和夫です（火曜12:00）
  - 上田剛彦のミュージック・バイキング（火 - 日曜、21:12）
- 4月7日 - 桑原征平粋も甘いも（水・木曜12:00）※水曜版増設
- 4月9日 - 兵動大樹のほわ〜っとエエ感じ。（金曜12:00）
- 4月10日
  - 満員御礼! 福島一丁目劇場（土曜18:00 出演:桂文三、喜多ゆかり）
  - きよし・八方のポン♪カラ♪リン（土曜19:00 出演:西川きよし、月亭八方、西川かの子）
  - モンスターエンジンのバリバリラジオ（土曜26:00）
  - ことばの贈り物（土曜21:05、日曜21:05。DJ:岡元昇）
- 4月11日 - 磯部・柴田ののびのび大放送（日曜10:00。DJ:まるむし商店磯部、柴田博）[335]
- 4月12日 - JOCKEY ROOM（月曜20:00）改題

MBSラジオ
- 4月5日 - MBSうたぐみ Smile×Songs第2部（月・木・金曜24:30、火・水曜24:00）
- 4月7日 - 橋和海也のLUCKコラム（木曜24:30）
- 4月10日
  - 豊島・ゴエのあさはやっ!?（土曜6:00。DJ：豊島美雪、浅越ゴエ）
  - 河田直也&桜井一枝のうきうき土曜リクエスト（土曜13:55。DJ：河田直也、桜井一枝）改題
- 4月18日 - 飛び出せ!イマドキッ（日曜23:30）

ラジオ大阪
- 4月5日 - 高岡美樹のべっぴんラジオ（平日〔月 - 木曜〕15:05 DJ：高岡美樹
- 4月10日 - 青木和雄の土曜がいちばん!（土曜16:00 DJ：青木和雄）[337]

ラジオ大阪 1314 V-STATION
- 4月10日 - 声優Vステグランプリガール アニメGOE（土曜23:30。DJ:内田彩、大亀あすか、巽悠衣子）

ラジオ関西
- 4月2日
  - 羽川英樹の情報アサイチ!（金曜5:50）
  - 原田伸郎 のびのび金曜日（金曜13:00）
- 4月3日 - 寺谷一紀のまいど!まいど!（土曜8:00）
- 4月4日 - CRKミュージックアワー めざせ!サンキング（日曜10:00。DJ:藤沢俊一郎、西村愛）

FM OSAKA
- 4月4日 - Morning Nalu〜朝の波[338]（日曜6:00。DJ:佐伯進）

FM802
FM COCOLO
- 4月3日
  - THE MAGNIFICENT SATURDAY（土曜7:00、DJ:加美幸伸）
  - THE MAJESTIC SATURDAY（土曜13:00、DJ:ちわきまゆみ）
  - MUSIC SCOPE〜BEGIN・じゃ・ないと〜（土曜18:00、DJ:BEGIN）
  - NIPPONIA〜世界で愛されているニッポンの歌たち〜（土曜19:00、宮沢和史）
  - Billboard PREMIUM LIVE（土曜20:00、DJ:KIYOMI）
  - ULTIMATE DISCOTHEQUE MOTION（土曜23:00、DJ:Don Beaver）
- 4月4日
  - Fresh Music Box（日曜7:00、DJ:和倉さとみ）
  - ほっとココロ SUNDAY（日曜8:30、DJ:永尾光湖）
  - JUST ANOTHER SUNDAY（日曜10:00、DJ:谷山香）
  - SUNNYDAY AFTERNOON（日曜13:00、DJ:池田なみ子）
  - TRAD ROCK（日曜18:00、DJ:Char）
  - NIGHT AND DAY（日曜19:00、DJ:南佳孝）
  - PIRATES ROCK（日曜20:00）
  - Pranksters' Night（日曜24:00）
- 4月5日
  - SUNRISE AVENUE（平日〔月 - 木曜〕6:30）
  - AMUSIC MORNING 765（平日〔月 - 木曜〕7:00、DJ:ジーン長尾）[339]
  - PACIFIC OASIS（平日〔月 - 木曜〕10:00、DJ:KAMASAMI KONG）
  - AFTERNOON DELIGHT（平日〔月 - 木曜〕13:00、DJ:MEME）
  - MARK'E MUSIC MODE（平日〔月 - 木曜〕17:00、DJ:MARK'E）
  - The Wolfman Jack Show（平日〔月-木曜〕21:00、DJ:Wolfman Jack）
  - NICE'n SMOOTH（平日〔月 - 木曜〕23:00）
  - MIDNIGHT ALLEY（〔月 - 土曜〕27:00）
- 4月9日
  - FRIDAY AMUSIC MORNING 765（金曜7:00、DJ:池田なみ子）
  - FRIDAY AFTERNOON DELIGHT（金曜13:00、DJ:KIYOMI）

KBS京都
- 4月9日
  - 妹尾和夫のパラダイスKyoto（金曜10:00 DJ：妹尾和夫、遠藤奈美）
  - やすひろの京も安泰!（金曜12:00）改題
  - 大友良英のJAMJAMラジオ（金曜24:30）[340]
- 4月10日
  - 大正琴こころのメロディー（土曜5:55）ネット開始
  - 土曜!藤崎ぷ〜ケット（土曜18:00 DJ：藤崎マーケット、北川智美）

α-station
Kiss-FM KOBE
- 4月2日 - REBOOT!!（金曜13:30 DJ：ターザン山下）

CBCラジオ
- 4月10日
  - ホップステップさわともひろ!（土曜17:00。DJ:澤朋宏）
  - サタデーティーンズナイト（土曜21:00）※一部#放送時間変更
- 4月11日 - 北野誠と原武之の日曜だもの（日曜10:30。DJ:北野誠[342]、原武之）[343]

東海ラジオ
- 4月5日
  - 源石和輝 モルゲン!!（平日〔月 - 金曜〕6:30。DJ:源石和輝）
  - 相田翔子のスウィート・ソレイユ（月曜20:30）
- 4月10日
  - 小島一宏 一週間のごぶサタデー（土曜9:00 DJ:小島一宏）
  - サタデー・ショコラ（土曜14:00 DJ：角田智美）[345]
- 4月11日
  - 野菜ソムリエをつくったわけ（日曜9:00）[346]
  - 多田木・川島 茶の間でショウ（日曜12:00 DJ:多田木亮佑・川島葵）
  - サンデー・マカロン（日曜14:00 DJ：山口由里）[345]

FM AICHI
- 4月1日 - RADIO SPLASH（木曜21:30）
- 4月4日 - 小田純平の音楽一座（日曜24:00）

ZIP-FM
RADIO-i
RKBラジオ
- 4月5日
  - 開店! ウメ子食堂（平日〔月 - 金曜〕9:00 P：門馬良、富永倫子）
  - エンタメバラエティ THE☆ヒット情報（平日〔月 - 金曜〕13:00）
  - ホークス花の応援団（平日〔月 - 金曜〕13:00 P:鬼橋美智子、茅野正昌、服部義夫）
  - 新音楽コンテンツ オキラク（月 - 金曜21:00）
    - HARUのハッピーマニア（水曜21:00 P:HARU）
    - カト淳・あかおの遊viva!（金曜21:00 P:加藤淳也、あかおかずのり）
- 4月11日 - おぐねーのビューラジ（日曜11:00）

KBCラジオ
FM FUKUOKA
- 4月1日 - ソワニエ編集部（木曜20:30。DJ:山田優子〔ソワニエ〕）

CROSS FM
- RADIO KICKS!（日曜23:00。DJ：辻詩音）

Love-FM
HBCラジオ
- 4月9日 - ooze(土曜20:30。DJ:中野司)[349] 開始
- 4月10日 - オトキタRadio（日曜25:30。DJ:石川千鶴子）放送局移籍

STVラジオ
- 4月9日
  - トレWatch!（土曜22:30。DJ:辻田沙織）
  - 札幌吉本ショー劇場（土曜22:45。出演:飯田真悟〔兎〕他よしもとクリエイティブ・エージェンシー札幌事務所所属芸人週替わり1組）
- 4月10日
  - Yo!Hey!サンデー（日曜12:30。DJ:ようへい、石岡愛美）改題
  - 内記章の今も昔も歌謡曲（日曜18:00）
  - 笠原紀久恵の学級物語ゆめ〜子供が教科書（日曜18:50）

AIR-G' 
- 4月1日 - Violent is SavannaのOH LOVE YOU(木曜 20:30)
- 4月2日 - がくナマッ!（金曜21:30。出演:大学生団体『CRUSH』のメンバー数名）[350]
- 4月3日
  - 古澤巌のKEEP ON SMILING（土曜7:30）
  - SATURDAY FUN（土曜12:30。DJ:サンプラザ中野くん、木村愛里）
- 4月4日 - momokoのももころじー(日曜6:55。DJ:momoko〔momonaki〕)改題
- 4月7日 - Galileo GalileiのGaliberocca(水曜20:30)

NORTH WAVE
- 4月1日
  - fusioniCKs（平日〔月 - 木曜〕12:00。DJ：鹿島千穂）
- 4月2日
  1. Seeds Square（金曜9:00、土曜9:00。DJ:片岡香澄）
  2. CHEER PORT RADIO!!（金曜12:00。DJ：奥かおる）
- 4月4日
  - Groovin'Coaster（日曜11:00。DJ：カツノリ）
  - ASAHI SUPER DRY NORTH GARDEN（日曜15:00。DJ：グッチー、ヨウコ）
  - pastel apres-midi（日曜15:30）
  - I.C.C. CAFE（日曜16:45。DJ:柴田尚）[351]
  - MIDNIGHT NOTES（日曜24:00。出演:グッチー / 安藝仁（BAR「JIM CROW」）、内山貴文（HMVジャパン）

青森放送
FM青森
- 4月1日 - アナウンサー・トーキング・バラエティATV（木曜19:00。DJ:青森テレビ#女性アナウンサーが週替わり）
- 4月3日 - 聞けばナルホド!過払金法律相談（金曜9:55。出演：プロフェクト法律相談事務所弁護士1名）
- 4月5日 - Let's Swing（日曜8:30。DJ:奥田英人）

IBC岩手放送
エフエム岩手
東北放送
- 4月5日 - お笑い地産地消バラエティー ゲラゲラ45（月曜18:15。DJ:ワッキー貝山）開始
- 4月10日 - 沸点ギリギリ!あっつあつ☆らじお（土曜15:00。DJ:柳瀬若菜）
- 4月11日 - Sunday Music☆Twinkle（日曜13:00。DJ:福井弘文）放送時間移動に伴う改題

Date FM
秋田放送
- 4月10日 - あべ十全のケータイ川柳道場[353]（土曜10:30。出演：あべ十全、吉村優）開始

FM秋田
山形放送
エフエム山形
ラジオ福島
ふくしまFM
- 4月1日 - モーニングフリーウェイふくしま（月 - 木曜 7:30。出演：中村哲郎、三吉梨香）放送時間拡大
- 4月2日 - RADIO HALOshow!!（金曜18:00。出演：DJマサト）開始

茨城放送
- 4月3日 - サタスタ9（土曜9:00。出演：神原千恵）開始
- 4月4日 - IT's きたかん（日曜12:00。出演：鹿原徳夫）開始。栃木放送との週替わり・共同制作&同時生放送

栃木放送
- 4月4日 - IT's きたかん（日曜12:00。出演：矢野健一）開始。茨城放送との週替わり・共同制作&同時生放送

RADIO BERRY
FMぐんま
YBSラジオ
新潟放送
FM新潟
FM PORT
信越放送
FM長野
北日本放送
FMとやま
- 4月5日 - RADIO JAM（平日〔月 - 木曜〕16:00。DJ:上野紋 / タナベマサキ）開始

北陸放送
- 4月5日放送開始
  1. おはよう朝ラジ!（平日〔月 - 金曜〕7:30。DJ:堀越純子 / 白崎あゆみ）
  2. げつきんワイド!おいね★どいね（平日〔月 - 金曜〕9:30。DJ:角野達洋、室照美 / 西川章久、月竜香 / 角野達洋、上坂典子 / 長田哲也、前原智子）

FM石川
福井放送
- 4月5日
  - 良ーいドン!![355]（平日〔月 - 金曜〕8:15。DJ:吉川圭一、堀内くみ子）開始
  - 午後はとことん よろず屋ラジオ（平日〔月 - 金曜〕11:50）

FM福井
静岡放送
- 4月10日 - 満開ラジオ樹根爛漫（土曜13:00。DJ:樹根、塩澤香織）
- 4月11日 - 荒木麻里子のMUSIC DIVE（日曜19:00）[357]

K-MIX
岐阜放送
- 4月4日 - 前田有紀のぎふとFOR YOU（日曜10:20）
- 4月11日 - マーサ ピックアップミュージック21（土曜16:30。DJ:吉川幸子、伊藤由佳）[359]

FM岐阜
FM三重
e-radio
姫路シティFM21
- 4月3日
  1. 播磨タウンネット（土曜8:00）
  2. GENKI虹色キャンバス（土曜8:30。DJ:林葉子）
  3. わくわくサタデー（土曜11:00。DJ:GENKIラジオクラブ大学生日替わりDJ）
  4. ヒメジックフェーダー（土曜15:00。DJ：藤野孝教）
- 4月7日 - ゆるふわイブニングパーティ（毎月奇数週水曜19:00。DJ:中島小織）
- 4月9日 - HARIMA BEAT CROSSING（金曜19:00。DJ:ターザン山下）BAN-BANラジオとの2局ネット
- 4月10日 - サコのプラトニックラブ（第2土曜23:00）
- 4月14日 - かけぬけろ!青春ロックンロール（毎月第2、第4水曜、19:00。DJ:嶋田アキ）

和歌山放送
山陰放送
- 4月17日 - 因幡スピリット[361]（毎月奇数週 / 隔週土曜17:15。出演:谷口篤史、前田兄弟）

V-air エフエム山陰
- 4月2日 - DECOラジ（金曜20:00。出演：影山さゆり&南さやか）開始。

山陽放送
FM岡山
中国放送
- 4月5日
  - 本名正憲のおはようラジオ（平日〔月 - 金曜〕6:55）DJ交代により改題
  - 桜井弘規の夕刊ラジオ フルスイング（月曜17:57）
- 4月11日
  - 陰山英男の放課後ラジオ（日曜8:40）レギュラー放送開始
  - 本名正憲の日曜銀輪倶楽部（日曜17:00）

広島エフエム
山口放送
- 4月3日 - 魂のランキング（土曜23:00。出演：福谷貞夫）

エフエム山口
- 4月2日 - FRIDAY Bang! Bang! Highway（金曜16:00。出演：金光一昭）開始
- 4月4日 -  おじゃったもんせ!薩摩 よいとこツーリスト〜ラジオで薩長同盟〜（日曜15:55。DJ:ありまゆき、伊藤愛）[363]

四国放送
FMとくしま
- 4月1日 - Sunset Junction（月 - 金曜 17:00。出演：児玉奈津紀）開始。

西日本放送
FM香川
南海放送
FM愛媛
高知放送
エフエム高知
エフエム佐賀
- 4月7日 - MY DEAR 神埼（水曜12:00。DJ:おのくみこ・矢田部ゆか）

長崎放送
NBCラジオ佐賀
- 4月11日 - ヒーマン&ひげドクターのチョイ悪ラジオ（日曜17:30）

FM Nagasaki
- 4月2日開始 - BENIラジ〜Hug&Kiss〜[364]

熊本放送
エフエムクマモト
大分放送
エフエム大分
宮崎放送
エフエム宮崎
南日本放送
- 4月5日 - なんでそんでマンデー（月曜18:30）
- 4月8日
  1. 岩﨑弘志のROCKER ROOM（金曜24:30）
  2. 清川真衣のMy Tweet（金曜24:45）
- 4月10日 - MBCラジオこどもステージ（日曜9:00）

μFM エフエム鹿児島
- 4月4日 - おいでませ!長州 よいとこツーリスト〜ラジオで薩長同盟〜（日曜15:55。DJ:伊藤愛、ありまゆき）

RBCiラジオ
ラジオ沖縄
エフエム沖縄
スターデジオ
FMうらら
- 4月17日配信開始 - ニコニコ39のニコニコWorld（土曜21:00。DJ:実久）

インターネットラジオ 音泉
- 4月1日配信開始 - いちばんうしろの無限大ラジ王
- 4月6日配信開始 - 大原&小清水の「戦国BASARA3」応援らじお。
- 4月9日配信開始 - オトメイトSQUARE（出演:鈴木千尋）
- 4月19日配信開始 - 荒川FM（出演：藤原啓治、小見川千明）
- 4月20日配信開始 - アクエリTV（出演:榎本温子、伊東隼人、近藤佳奈子、廣田詩夢）温子と隼人のアクエリ放送局から改題

響ラジオステーション
- 4月16日配信開始 - 今井麻美・喜多村英梨のRADIO コープスパーティー! 配信開始[366]

ニコニコ動画
- 4月4日 - ニコラジ（平日〔月 - 金曜〕22:00。DJ:やまだひさし / 金曜のみマンスリーDJ）[367]

### 2010年5月放送開始
ラジオNIKKEI
- 5月10日 - 夕焼けマーケッツANNEX ザ☆スマート・トレーダーPLUS（月曜16:45。出演：内田まさみ、福永博之 / 福島理〔マネックス証券〕）夕焼けマーケッツ 投資って楽しいねっ!から分離独立
- 5月21日 - 夕焼けマーケッツANNEX 夜のトレード酒場(金曜〔第1金曜を除く〕21:30。出演:叶内文子、今田なお)[368] 同上

FM NORTH WAVE 
- 5月14日 - THE ARCHIVE(金曜日22:00)

東海ラジオ
- 5月2日 - artisan japonais アルティザン・ジャポネ(日曜日 10:30。DJ:小川もこ)[369]

音泉
- 5月6日配信開始 - 佐藤ひろ美のひろらじ
- 5月11日配信開始 - もっと!姉、ちゃんと聞いてよ♪(出演:理多、かわしまりの)
- 5月21日配信開始 - 伝説の勇者の伝説のラジオ（出演:福山潤、高垣彩陽、小野大輔）

### 2010年6月放送開始
ニッポン放送
- 6月28日開始
  - 高嶋ひでたけのあさラジ!（平日〔月 - 金曜〕5:00）
  - 上柳昌彦 ごごばん!（平日〔月 - 金曜〕13:00）

TOKYO FM
- 6月6日 - INAX World Symphony with TRANSIT(日曜13:55。DJ:植村花菜)

FMうらら
- 6月3日 - ミギオの びば!楽屋噺（木曜22:00。DJ:右尾祐佑、好田タクト）

インターネットラジオ音泉
- 6月10日配信開始 - みつどもえラジオ「3ちゃんねる」（出演：高垣彩陽、明坂聡美、戸松遥、下野紘）
- 6月21日配信開始 - 妖精帝國皇女 ゆい様

### 2010年7月放送開始
超!A&G
- 7月5日 - OToGi8に御用心（火曜22:00。DJ:大久保英恵、井澤詩織、原紗友里、三上枝織、浜崎奈々、アフィリア・サーガ・イースト）

ニッポン放送
- 7月3日開始 - 徳光和夫 とくモリ!歌謡サタデー（土曜5:00）[372]
- 7月4日開始 - 柳原可奈子のワンダフルナイト（日曜23:00）

- 7月5日開始 - セブン&アイホールディングスpresents 渡り廊下走り隊7(平日〔月 - 木曜〕24:53。DJ:渡り廊下走り隊7)

TOKYO FM
- 7月2日 - NTT東日本 FLET'S光presents 柳家喬太郎のキンキラ金曜日（金曜20:00。出演:柳家喬太郎）

ミュージックバード コミュニティチャンネル
- 7月3日 - カズンいずみの虹色ラジオ（土曜18:00。DJ：古賀いずみ）開始

FM-FUJI
- 7月2日 - 音旅 -ototabi-（金曜24:00。DJ:INORAN、武村貴世子）[373]

ラジオNIKKEI
- 7月3日 -  スナックAKASAKA（土曜19:00。DJ:岩本真侍、柳下哲郎、黒田健二、宮崎雅春、福井昇）[374]
- 7月26日 - 藤崎奈々子のALL外為ナビ!（月曜18:00。出演:岡安盛男、大竹のり子）[375]

AIR-G' 
- 7月3日 - ほたる日和の夕焼けクレヨン（土曜18:30）開始
- 7月5日 - DASH9（平日〔月 - 木曜〕21:00。DJ:福田大樹〔B☆Luck〕 / B☆Luck）[376]

FM NORTH WAVE
- 7月2日 - FRIDAY CLUB storage（金曜23:00。DJ：ケイコ）
- 7月6日 - feat.FUTURE（火曜23:00。DJ：コウスケ）[378]

TBCラジオ
- 7月5日 - Wコロンの黄昏ラジオ GO!GO!スピーク（月曜23:00。出演:Wコロン）[379]

MBSラジオ
- 7月3日開始 - フォーエバー・コミュニケーション あなた日和（土曜17:45。出演:大浦理子）

K-mix
- 7月3日 - LOOP CHILDの緑音（土曜19:30）

ラジオ大阪
- 7月1日 - チョコキャルのキーワードR（木曜24:30。出演：堂島スウィーツ、松田樹峰）[381]

ラジオ大阪1314 V-STATION
- 7月6日 - 聡美と羽衣のR@dio once（火日23:30。DJ:佐藤聡美、宮崎羽衣）
- 7月10日 - ガイナックス電波（土曜24:30。DJ:松岡由貴）
- 7月11日 - 戦国ロック（日曜22:30、DJ:立花慎之介）

KBCラジオ
- 7月4日 - キャイ〜ンの家電ソムリエ（日曜8:33）パーソナリティ交代・改題

エフエム香川
- 7月2日 - 同志社女子大学 presents VIVIっとキャンパス（金曜21:30）[382]

エフエム大分
- 7月22日 - Kit Suki きつき（木曜15:00。DJ:津田美穂）

むさしのFM
- 7月3日 - nutmegのここから!（土曜15:15。出演:nutmeg）[383]

FMうらら
- 7月5日
  - 西田エリのFancy Drive（土曜22:00）
  - ブレイクショック（土曜22:30。週替わりDJ）[384]
- 7月7日 - Band Up（水曜22:00。DJ:SEACA、築山さえ、間宮はつみ）[385]

スターデジオ
- 7月6日 - 中川あゆみの今夜はピリつかないで（火曜23:00）

インターネットラジオ音泉
- 7月1日配信開始 - ラジオ「祝福のカンパネラ」〜クラン Oasis へようこそ!〜（出演：こやまきみこ、今井麻美）
- 7月14日配信開始 - 野に咲く花-誰も死なない2-（原作:Mr.、出演：豊崎愛生、戸松遥、福井裕佳梨、金田朋子、今野宏美、阿部敦、田村睦心、下田麻美、阿澄佳奈）※ラジオドラマ

DNEメディアステーション
- 7月6日配信開始 - 松浦チエと峯香織のちか☆ちか日和
- 7月24日配信開始
  - 阿久津と桑門と坂巻のつきねこラジオver.マチネ2
  - 越田と森谷と山本のつきねこラジオver.ソワレ2
- 7月25日配信開始 - 市来と五十嵐のつきねこラジオver.インプロ
- 7月30日配信開始 - DNEプレゼンツ虎の穴ラジオ

### 2010年8月放送開始
- 8月12日 - 農業ムスメ!〜みのり村放送局〜（出演:辻あゆみ、高岡香）

TOKYO FM
- 8月7日 - 日本興亜損保 Eco Action World（土曜13:55。出演：柴田幸子）[386]

ラジオNIKKEI
- 8月4日 - イチオシ!マル得情報（水曜 12:15）

FM-FUJI
- 8月6日 - FAT DE SORRY（金曜24:30。出演:山内直和、東ユリ）[387]

FM青森
- 開始日不明
  - ドクター田邊の「放射線-逆手にとっていきいき生活」（日曜15:55。出演：田邊裕〔日本原燃〕、藤元由紀）
  - クロタキ不動産 Radio Life Station（金曜13:55。出演：黒滝孝〔クロタキ不動産〕、境香織）

CBCラジオ
- 8月2日 - 子どもたちの心のそばへ〜親子のキズナ応援ラジオ（月曜17:20。出演：重盛啓之 / 三宅亘〔NLA全国実行委員会〕）[388]

ラジオ関西
- 8月14日 - 神仏融合 玉岡かおるの巡拝の旅（土曜7:00）[389]

インターネットラジオ 音泉
- 8月5日配信開始 - ストームラバー警報!（出演：羽多野渉、三浦祥朗）[390]
- 8月16日配信開始 - 創刊!コミック アース・スター編集会議（出演：中原麻衣、植田佳奈、早見沙織、矢作紗友里）[391]

### 2010年10月放送開始
シーズンオフ限定の番組は#期間限定番組、#期間限定再開番組を参照
1. アナログタロウ 痛快!アナログヒッパレ〜♪[392]
2. ビリー・バンバンLOVE YOU AGAIN（山形放送、西日本放送、四国放送、宮崎放送、南日本放送[393]）
3. 10月2日 - 健康とっておき!（出演:高橋雅人〔日本健康食品規格協会〕、萬谷宜子）[394]

Wコロンの黄昏ラジオGO!GO!スピーク、ネット局がつく
TBSラジオ
- 10月9日開始 - 麻木久仁子のニッポン政策研究所（土曜5:05）
- 10月10日開始
  - 山崎真実のサンデー・グッドサポート（日曜12:30。DJ:山崎真実、田中みな実）
  - 麻衣的亜州電波〜Mai's Asian Wave〜（日曜22:00。DJ:佐藤麻衣）

文化放送
- 10月4日開始
  - くにまるジャパン（平日〔月 - 金曜〕8:30、野村邦丸他）
  - 夕やけ寺ちゃん 活動中（平日〔月 - 金曜〕15:30、寺島尚正他）
- 10月5日開始 - 菅野しろうのアナログ情報バラエティ しろバラ（平日〔火 - 金曜〕19:00。出演：有馬香）
- 10月6日開始 - Wコロンのやめさせてもらうわ!（水曜21:00。出演：杉ありさ）
- 10月7日 - 文化放送 K-POP COUNTDOWN（木曜日21:00。DJ:コン・テユ）
- 10月9日開始 - 小野坂昌也・竹本英史のネオロマ&無双（土曜日25:30）
- 10月10日開始 - 眞善のなんか気になるっ（日曜日8:00。出演：石田絵里奈）

地上波デジタルラジオ放送 超!A&G+
- 10月4日開始
  - アニスキ!（毎月第1月曜 / 毎月第3月曜更新 16:00。出演：大久保英恵・浜崎奈々・長谷川のび太・氷川竜介・うるめいつ）
  - A&G NEXT GENERATION Lady Go!!（平日〔月 - 金曜〕 18:30。DJ:小松未可子/寺本來可/三上枝織/大久保瑠美/高森奈津美）
  - A&G ARTIST ZONE 2h（にえっち）（平日〔月 - 金曜〕 19:00。DJ:azusa/南里侑香/吉田仁美/黒崎真音/増田俊樹/鷲崎健）…動画つき生放送
  - 井口裕香のむ〜〜〜ん ⊂(　＾ω＾)⊃（月曜 22:00。DJ:井口裕香）
  - ナス☆シスのお願い!ミッドナイトエンジェル（平日〔月 - 木曜〕 25:00/25:50。DJ:井澤詩織/ミク）
  - ごぶごぶちゃん☆（月曜 25:05。DJ:中村繪里子/田村睦心）
- 10月5日開始
  - 鳥海浩輔・福井裕佳梨のタルタロスちゃんねる（火曜 21:00。DJ:鳥海浩輔/福井裕佳梨）
  - 広橋涼×長嶋はるか×悠りょう（火曜 25:05。DJ:広橋涼/長嶋はるか）
- 10月6日開始 - あまたつ!（水曜 25:05。DJ:明坂聡美/MAKO/高森奈津美/辻あゆみ）
- 10月9日開始
  - 転ばぬ咲のtwo way（土曜 18:30【A&G REQUEST デジスタ内】。DJ:転少女/藤田咲）
  - 侑香とアイラのRadioはこいり姫（土曜 25:00。DJ:南里侑香/結城アイラ）
  - 茉莉也♥璃奈のSaturday Night Girls Party!!!（土曜 25:30。DJ:伊瀬茉莉也/上原璃奈）
- 10月10日開始 - ラジオTokyo Cheer2 Party（日曜25:30）
- 10月14日開始 - 高垣彩陽のあしたも晴レルヤ（木曜25:05）

ニッポン放送
- 10月4日開始
  - 開局!フジテレビラジオ（平日〔月 - 金曜〕21:00。DJ:福井謙二、斉藤舞子 / 川端健嗣、西山喜久恵）[398]
  - ホップ!ステップ!bump.y（ニッポン放送、平日〔月 - 木曜〕20:50）
- 10月9日開始
  - 千原ジュニアのRPM GO!GO!（土曜17:00）
  - 高橋克実なんだもの!（土曜17:30）
  - Love YOKOHAMA（土曜20:10。DJ:伊藤裕子）
  - 久石譲のLIFE is MUSIC（土曜20:30）
  - 9nineのオールナイトニッポンR（第2土曜27:00）
- 10月10日開始
  - 皆藤愛子 あいラジ（日曜18:00）
  - サンデー ズバリ!ラジオ（日曜19:00。DJ:週替わり〔池上彰 / 茂木健一郎 / 黒岩祐治〕他）
- 10月29日開始 - シクラメンのスルメRADIO（ニッポン放送、金曜日20:50）

RFラジオ日本
- 10月3日放送開始
  - いつでも!キラリ（日曜5:00）[399]
  - 全米トップ40 THE 80'S DELUXE EDITION（日曜22:00、矢口清治）

TOKYO FM
- 10月2日開始
  - TOYOTA GENERADIO（土曜10:00。DJ:ゴリ）
  - 東急不動産 BRANZ Heart Memory 〜ここはいい時間が育つ場所。〜（土曜12:30。DJ:齊藤美絵）[400]
- 10月4日開始
  - シンクロノシティ（平日〔月 - 木曜〕16:00。DJ:堀内貴之、MiO）[401]
  - 東京海上日動 presents Humanglobe Traveler（平日〔月 - 木曜〕17:55。出演：木南晴夏、田口浩正）[402]
  - TIME LINE（平日〔月 - 木曜〕18:00。出演：〔月曜〕星浩、〔火曜〕岸博幸、〔水曜〕上杉隆、〔木曜〕伊藤洋一）
- 10月5日 - SYMPHONIA（平日〔火 - 金曜〕5:00。DJ:小山ジャネット愛子 / 外川智恵）

JFN
- 10月上旬開始
  1. Zero Tunes〜2000年代のポップ・ミュージック〜（DJ:小谷大輔）
  2. Joint&Jam 〜global dance traxx〜（DJ JIN〔RHYMESTER〕、DJ HERI）[403]
  3. LaLaLa クラシック〜教えてマエストロ!（日替わりDJ）
- 10月3日 - SUNDAY FLICKERS（日曜6:00。DJ:春風亭一之輔、青木真麻）[404]

ミュージックバード コミュニティチャンネル
- 10月2日開始 - ベストヒット・コミュニティ（土曜20:00。DJ:大西貴文）
- 10月3日 - 響け!風林火山（DJ:伸太郎）
- 10月5日 - 19からッつダイヤモンド!（DJ:トミー富岡、華月祥）
- 10月7日
  - アメリカン・ランドスケープ（木曜25:00。DJ:マイケル・ブローガン）
  - ミラクルナイト★ぱらだいす（木曜26:00。DJ:未来）

J-WAVE
- 10月1日開始 - HELLO WORLD（平日〔月 - 金曜〕22:00、DJ:DJ TARO〔月 - 木曜〕、Sascha〔金曜〕）
- 10月4日開始
  - I A.M.（平日〔月 - 木曜〕9:00、DJ:宮本絢子）
  - CURIOUS（平日〔月 - 木曜〕11:30、DJ:クリス智子）

Inter FM
- 10月2日放送開始 - CONCERNED GENERATION（土曜16:30。DJ:尾崎裕哉）
- 10月3日 - 荒井商事 presents World Music Cruise (日曜23:30。DJ: 関谷元子 ）
- 10月4日
  - 東京通信（平日〔月 - 金曜日〕22:56。DJ: PLEASE 美眉）
  - TOKYO OFF-LINE MEETING 「ほぼ週刊◯◯ナイト!」(平日〔月 - 木曜〕25:00。DJ:ジョー横溝)
- 10月9日開始
  - Daddy Drive（土曜9:00-10:00。DJ: 髙田延彦）
  - TENNOZ YOUNG BLOOD（土曜19:00。DJ: ユージ）

bay fm
- 10月3日 - SONGS〜HEART OF AKB48（日曜21:30、AKB48から一人ずつ週替わりDJ）[406]

NACK5
- 10月1日開始 - 大野勢太郎 HYPER RADIO（金曜6:00）
- 10月2日開始
  - レディオなう（土曜22:00。DJ:paris match ）
  - 関ジャニ∞ 渋谷すばるのスバラジ（土曜24:00）
- 10月3日開始
  - POP'N SUNDAY(日曜12:55。DJ:斉藤リョーツ、MiO)
  - OKINAWA LIFE 〜楽園日和〜（日曜15:30。DJ:鳩間可奈子、サカノケン）
  - VIRTUAL ADVENTURE 2（日曜24:30。DJ:三重野瞳）
- 10月4日開始 - The Nutty Radio Show おに魂（平日〔月 - 木曜〕20:00）改題

Fm yokohama 84.7
- 10月2日開始
  - RADIO MASHUP（土曜25:00 DJ:AKIRA（EXILE））[407]
- 10月3日開始
  - 葵キペディア（日曜23:00 DJ:葵〔彩冷える〕）
  - Yokohama Soul Legend-Midnight Mystic-（日曜23:00 DJ:鈴木裕介、石川比呂哉）
- 10月4日開始 
  - YOKOHAMA RADIO APARTMENT（平日〔月 - 木曜〕22：00）[408]
  - K-POP!Now（平日〔月 - 木曜〕23:30 DJ：岡本祐佳）[409]
  - HEY MISS DJ!!（月曜24:00。DJ〔隔々週〕:岡村ふみの、中村祥子、木村千嘉 他）[410]

FM FUJI
- 10月2日開始
  - レディオ限定区（土曜24:30 DJ:少女-ロリヰタ-23区）
  - Road to camino（土曜25:00 DJ:camino）
- 10月3日開始 
  - Buddy2 with Buddy!（日曜9:00 DJ:Buddy2（福島和可菜&福島舞））
  - INSIDE POCKET（日曜16:00 DJ:入戸野翔）
- 10月4日開始 - GIRLS♥GIRLS♥GIRLS（平日〔月 - 木曜〕20:00）[411]
  -     1. トマバイの3人いれば大丈夫〜♪（月曜20:00。DJ:Tomato n' Pine）
    2. 腐 are you?（火曜20:00。DJ:風男塾 もしくは中野風女シスターズから数名）
    3. Red Pepper Girlsがハピ☆デラ（木曜20:30）

　　　
ラジオNIKKEI
- 10月6日開始 - 小林雅巳・渡辺和昭のアナライズド (水曜19:15)

MBSラジオ
- 10月8日開始
  - 笑い飯の金曜お楽しみアワー（金曜22:00。出演：水谷かや）[412]
  - パックンたまご（金曜25:00。DJ:西川貴教、宮野真守、TETSUYA、世界のナベアツ 他現役女子大生数名）
- 10月10日開始 - 宮崎哲弥 こころのすがた（日曜9:00。出演:宮崎哲弥、小塚舞子）

ラジオ大阪
- 10月22日 - サクセスストリート（金曜22:30）[413]

ラジオ大阪 1314 V-STATION
- 10月10日開始 - ミルキィホームズ 探偵学院放送室2（日曜22:30。DJ:三森すずこ、徳井青空、橘田いずみ、佐々木未来）

ラジオ関西
- 10月3日 - ANI-TAMA-ZOO Safari(日曜25:00。DJ:たかはし智秋、細谷佳正)[414]
- 10月5日 - 新・神戸ジャズ物語（火曜19:00。DJ:森川七月）
- 10月6日 - ジャズライブinソネ（水曜19:00。DJ:三浦紘朗）
- 10月7日開始
  - おもしろ神戸・ラジ関寄席（木曜19:00。出演：小川恵理子 / 松竹芸能所属の噺家）
  - ワタナベフラワー練乳ラジオ（木曜21:00）
- 10月8日開始 - 森脇健児《村》〜モリワキケンジビレッジ（金曜19:00。出演：森脇健児、かみじょうたけし、代走みつくに）

FM OSAKA
- 10月2日開始 - 珠久美穂子の、気分はバーディーラッシュ!（土曜6:00）
- 10月4日
  - スカッシュ!（平日〔月 - 金曜〕5:00）
  - MUSIC COASTER ∞（平日〔月 - 木曜〕16:00）一部DJ交代、改題

FM802
FM COCOLO
KBS京都
- 10月9日 - 銀シャリの炊きたてふっくらじお（土曜18:00）

東海ラジオ
- 10月9日 - 山浦・深谷の年リク♪（土曜14:00。DJ:山浦ひさし、深谷里奈）

ZIP-FM
- 10月6日 - welcome to my room（水曜23:00。DJ:NIKIIE）[416]

HBCラジオ
- 10月5日開始 - Music Delivery BAN BAN RADIO!（平日〔火 - 金曜〕17:47。DJ:高島保）
- 10月6日開始 - ズウさんのラジオ絵手紙（水曜17:00。出演：渡辺俊博、船越ゆかり）
- 10月9日 - 札幌美少女図鑑R（土曜20:00。DJ:今野小夜子）放送局移籍

STVラジオ
- 10月9日 - 韓国の音楽が熱い!（土曜19:00。DJ:室田智美）レギュラー放送開始
- 10月17日 - ぞっこん!コンサドーレ(日曜19:00。DJ:石崎信弘 他)

AIR-G'
*10月1日 - 聞けばナルホド!過払金法律相談(金曜12:55)
FM NORTH WAVE
- 10月2日 - MINAMI HOKKAIDO CRUISIN'（土曜10:00。DJ:DJ：片岡香澄）
- 10月3日開始 - ENGLISH TIPS（日曜15:30。DJ:森ルナ）
- 10月4日開始
  - URBAN STREAM
  - GROOVE 9（平日〔月 - 木曜〕21:00、日替わりDJ）
- 10月6日開始 - DAI.EN.KAIラジオ（水曜24:00。DJ:サットン、香港J太郎[417] / 浅井未歩、MINA）

FM青森
- 10月1日 - オペラッチャオ!!(金曜日10:30。DJ:三上伸和、三上千加枝、里村好美)

秋田放送
10月12日 - サッポロビールpresents秋田ヲ叫べ☆ノーザンハピネッツ（毎月第2火曜9:40、毎月第4火曜9:40。出演:廣田裕司、田村陽子）

山梨放送
- 10月9日 - こんのひとみ いっしょにご飯を食べようね（土曜18:00）

ぎふチャン
- 10月4日 - Little Nonのアキバラ!!（月曜22:30。DJ:ノゾミ〔Little Non〕、井ノ上奈々、山本彩乃）[419]
- 10月10日 - 昭和歌謡セレクション（日曜日22:00。DJ:佐藤健一）[420]

中国放送
- 10月4日 - LOFTの屋根裏ラジオ（月曜20:30）[422]
- 10月10日放送開始 - サンデースタジアムGOGO!（日曜18:00。DJ:石田充、泉水はる佳、兼森一将）

西日本放送
- 10月10日 - 杉ノ内由紀のミュージック・さえら（日曜22:00）[423]

高知放送
- 10月4日 - かつお&さおりの!B級ラジオ図鑑（月曜20:00。DJ:土佐かつお、渡辺さおり）[424]
- 10月9日 - ラジオアイランドまる○しこく（土曜13:00。DJ:井津葉子）

KBCラジオ
- 10月4日開始
  - 武内裕之 That's On Time（平日〔月 - 金曜〕6:30）[425]
  - VEROQ（平日〔月 - 金曜〕24:05。DJ:〔月、火曜〕パラシュート部隊、〔水曜〕CHIHARU、〔木、金曜〕おりがみ）

FM FUKUOKA
- 10月3日 - 宇佐元恭一 ラヂオ少年（日曜22:00。出演:香月千鶴）

CROSS FM
- 10月2日 - ももちひろこのロコカフェ（土曜22:00）[427]
- 10月3日 - SUNDAY RADIO SHOW〜九州のTSUBO〜（日曜12:00。DJ:コガ☆アキ、コウズマユウタ）[428]

大分放送
- 10月16日開始
  - 廣道純のNever GiveUP!!（土曜18:10）[430]
  - けんちゃん☆彡あっこのHAMARooooN!!ステーション（土曜19:00。DJ:首藤健二郎、小野亜希子）[431]

RBCiラジオ
- 10月5日開始 - 山本ひとみの朝活!（平日〔月 - 金曜〕5:00）

コミュニティFM多摩東部3局（FM西東京・むさしのFM・調布FM）共同制作
- 10月1日 - ハッピーう〜たん!（平日〔月 - 金曜〕11:00。DJ:〔月、火曜〕鯉沼久恵、yukko / 〔水、木曜〕亀井薫、KASSY / 〔金曜〕寺内夏樹、金子あい）[433]

FMうらら
- 10月2日 -  MVAのライフリンク（土曜16:30）[434]
- 10月15日 - Marie&DJ MIYUKIのBee FM（金曜20:00）

FM797京都三条ラジオカフェ
- 10月4日 - 讀賣新聞YC加悦谷 与謝野わいわいトピックス（月曜20:30）
- 10月18日 - さいVo.ランチ 〜明日に備えるラジオ〜（月曜12:00）※京都府災害ボランティアセンター、京都市災害ボランティアセンター

インターネットラジオ音泉
- 10月21日配信開始 - 極道の花嫁「らじお・極め道」(出演：一ノ宮葵、中井草みやび)

DNEメディアステーション
- 10月7日配信開始 - はちみつカフェらじお（出演：沖佳苗、菊池こころ）改題

### 2010年11月放送開始
シーズンオフ限定の番組は#期間限定番組、#期間限定再開番組を参照
ニッポン放送
- 11月7日 - 幕末三姉妹（日曜25:30。脚本：藤井青銅。出演：志保、相葉香凜、岡崎歩美 他）[436]

ラジオNIKKEI
- 11月1日 - 陳満咲杜の「目指せ!くりっく株365の鉄人」[437]（月曜16:45。出演：内田まさみ）

HBCラジオ
- 11月5日 - 吉田類のゆる〜り・ほろ酔いと〜く（金曜17:10）

FM NORTH WAVE
- 11月6日 - Anison-R（土曜24:00。DJ:片岡香澄）

FM青森
- 11月5日 - 一路青森!こちらカ・ケ・メ・ぐる隊（金曜13:00。出演:鈴木希生子、宮川香織、鈴木耕治）

MBSラジオ
- 11月3日 - SPIN THE MUSIC (DJ KO-TARO、AMI[442])

東海ラジオ
- 11月9日 - SKE48♥1+1は2じゃないよ!（〔火 - 土曜〕20:30）[443]

FM OSAKA
- 11月2日 - 弓木英梨乃の終わらないラジオ（火曜20:30）[444]

FM AKITA
- 11月1日 - 奥サマの味方（平日〔月 - 金曜〕14:40)
- 11月18日 - ユリホン・ジョーンズ 3D（木曜12:00。出演:佐々木春美、田口麻衣子）[445]

ラジオカロスサッポロ
- 11月21日 - オオドオリまちペディア（日曜12:00。DJ:谷口紗代）[446]

インターネットラジオ音泉
- 11月10日配信開始 - もえせんらじお☆げんだいばーん!（出演：新井里美、原田ひとみ）
- 11月17日配信開始 -  こえでおしごと!WEBラジオ〜ナイショのおしごと!（出演:MAKO、長妻樹里、島形麻衣奈）
- 11月26日配信開始 -  ナイルとホクトのグラール学園放送部（出演：梶裕貴、阿部敦）

HiBiKi Radio Station
- 11月11日配信開始 - ラジオT.P.さくら 風見学園初等部放送委員会（出演：三森すずこ、新田恵海）

### 2010年12月放送開始
TBSラジオ
- 12月5日開始 - ミミガク（日曜21:00、DJ:えのきどいちろう、秋沢淳子）[447]

MBSラジオ
- 12月4日開始 - めでらじ（土曜5:00。DJ:関秀章 / 相沢まき[448]）

ラジオ大阪
- 12月5日開始 - おはよう健康どうでっか（日曜6:00。出演:上田利治）

HBCラジオ
- 12月5日開始 - おはよう健康情報局（日曜8:45。司会:萬谷宜子）

エフエム鹿児島 μFM
- 12月4日開始 - THE JAPONAIS 鹿児島（土曜18:00）[449]

SHIBUYA-FM
- 12月4日開始 - ロッカーTOKMAのハッピートレイン(土曜14:00)[450]

FMうらら
- 12月5日 - 桜恵梨菜のSmileWorld(日曜20:30)
- 12月6日 - ダブルマジック（月曜20:00。DJ:〔前半〕久保田雄紀〔演舞Re夢〕、木内茉莉子 / 〔後半 20:30〕稲垣葉美舞、高本夏希）

FM797京都三条ラジオカフェ
- 12月9日 - Shinya☆サミットpresents by g-radio（毎月第2、第4木曜20:30。DJ:g-radioこと山田晋也、原麻由美）
- 12月10日 - 土平ドンペイのDON MY LIFE（毎月第2、第4金曜24:30）

インターネットラジオ音泉
- 12月9日配信開始
  - 島と海と☆こいそらじお〜はっぴーはーと〜(出演：月城真菜、夏野こおり)
  - 軽茶しんどろ〜む(出演：一条和矢、ひと美)[451]

### 期間限定番組
- 1月3日 - 3月28日
  - 朗読 香峯子抄（ぎふチャン、日曜8:30。全13回。朗読者:本名陽子）[452]
  - 坂本サトル〜音速を超えて〜（AIR-G'、日曜21:00）
- 1月5日 - 2010年6月29日、9nineのお呼びで9nine。(スターデジオ、火曜23:00)
- 1月9日 - 3月13日、JAXAスペースアカデミー1年宙組（KBCラジオ、土曜20:30。DJ:歌原奈緒）
- 1月11日 - 2011年1月29日、たむらじゃナイト（ハイパーナイト 月曜23:30→2010年4月以降サタデーティーンズナイト 土曜21:30）全55回
- 1月17日 - 10月3日、藤井まりおのMARIon time（FMうらら）全23回
- 1月26日配信開始 - 4月26日配信終了、月刊コミックラッシュ Presents ミツルギを革命する二人(インターネットラジオ 音泉。出演:福山潤)
- 2月2日 - 5月11日、ちゅーぶら!!下着同好会放送室（インターネットラジオ 音泉。出演:寿美菜子、矢作紗友里 / 茅原実里、日笠陽子）期間限定配信
- 2月5日 - 2011年1月9日、MIZUHOのmy favorite things（金曜24:00）[453]
- 2月6日 - 3月27日、Free tempo 〜Green Challenge（TOKYO FM、土曜10:00、出演：柴田玲）[454]
- 2月7日、2月14日、2月21日、2月28日 - Panasonic presents Vancouver Library（TOKYO FM、日曜9:55）[455] 期間限定放送
- 2月8日 - 3月29日、GREEN CHALLENGE 〜FROM GREEN STATION〜（FM-FUJI、月曜15:20。DJ:蒼井里紗）
- 3月11日 - 11月24日、らじお・おとこぐみ（アニメイトTV。出演:宮田幸季、諏訪部順一）全24回期間限定配信[456]
- 4月1日 - 9月30日、4ROOMS（TOKYO FM、平日〔月 - 木曜〕、16:00。DJ:Chigusa、〔月曜〕ロッチ / 〔火曜〕パンクブーブー / 〔水曜〕NON STYLE / 〔木曜〕しずる）全84回?
- 4月2日 - 7月30日、HAIKYO 50TH ANNIVERSARY PROJECT SPECIAL RADIO STORY（FM-FUJI、金曜24:30）[457]
- 4月3日 - 6月26日、8月7日 - 8月28日、Close-UP!（土曜18:30→土曜7:00。DJ:久我桜）
- 4月3日 - 9月25日
  - MUSE Beauty Charge 〜Passoハナ女子大学RADIO SEMINAR〜（土曜10:00、出演:森三中）
  - PLUG IN Prague (NACK5、土曜日24:00)
  - sakanaction SAKANAcolor（土曜日19:30。DJ:山口一郎）[458]
- 4月4日 - 9月26日
  - 弁当男子〜河相我聞奮闘記（HBCラジオ、6:30 / MRTラジオ、7:00）
  - スプリング・スケッチ（HBCラジオ、日曜7:45。DJ:佐藤舞[459]）
  - 東北民放ラジオ六社会共同制作・昭和歌もよう（青森放送、秋田放送、IBC岩手放送、山形放送、東北放送、ラジオ福島）
  - 日曜夜は馬鹿になれ、847ダー!!（Fm yokohama 84.7、日曜23:30。DJ：アントニオ猪木）
  - CHEER-UP!（NACK5、日曜24:30。DJ:やがら純子、西川風花、滝川英治）
- 4月5日 - 6月30日、Music Store（AIR-G'、平日〔月 - 水曜〕25:00）
- 4月5日 - 6月21日、7月12日 -  9月27日
  - ショウアップナイタースペシャル 江本孟紀 とことん!プロ野球（ニッポン放送、月曜17:40。DJ:松本秀夫）※江本の第22回参議院議員通常選挙立候補により中断、その間は『ショウアップナイタースペシャル とことん!プロ野球』と一時改題放送
- 4月5日期間限定放送開始（2010年7月5日から改題し期間限定休止中）
  - 武田和歌子のぴたっと。（ABCラジオ、平日〔月 - 金曜〕15:00）[335][460]
  - フレッシュアップベースボール 野球にぴたっと。（平日〔月 - 金曜〕17:25。出演：武田和歌子、楠淳生）[335]
  - これぞ!Bs魂〜気になるオリックス・バファローズ〜（ABCラジオ、月曜19:30。DJ:田野和彦）[335]
- 4月5日 - 9月27日
  - 山浦ひさし 月ROCK!!!!!!（東海ラジオ、月曜18:00。DJ:山浦ひさし、成田香織）ナイターシーズン限定放送[461]
  - 二宮清純のスポーツレジェンド（ニッポン放送、月曜19:30）
  - MINA MAMAのハッピー!子育てレッスン（ニッポン放送、月曜19:40。出演：大澤美奈子）
  - 私の正論（ニッポン放送、20:50。出演:那須恵理子）ショウアップナイターバッテリー#タイムテーブルから分離独立し一時的に単独番組化、広瀬香美 ラジオdeフォロ〜ミ〜に吸収合併
  - 韓流エクスプレス（ニッポン放送、月曜21:20。DJ:増田みのり）サタデーキューティーナイト アイドルスタジオNo.1に吸収
- 4月5日 - 12月27日
  - GRANRODEO RADIO ROCK★SHOW（AIR-G'、月曜20:00。DJ:KISHOW〔GRANRODEO〕、e-ZUKA〔GRANRODEO〕）
  - MIDNIGHT RADIO PARK よしもとらららぴょんぴょんラジオ(AIR-G'。DJ:SF革命、兎)放送時間繰上げ移動&2番組対等合併改題
- 4月5日 - 2011年3月31日、扉-TO VILLA-（平日〔月 - 木曜〕25:00。DJ:堀内貴之 / 小川もこ / RIO 他）
- 4月6日 - 9月28日、オモシロ万博音楽館（火曜21:30、DJ:五戸美樹 / シクラメン / 館長:飯田浩司）
- 4月6日 - 9月11日、SISTER JETのオールナイトニッポンR（毎月第2土曜27:00）[462]
- 4月9日 - 2011年3月25日、 金子ノブアキデスペラードな金曜日（金曜24:40）2011年3月11日のみ休止
- 4月11日 - 5月30日、木村剛のGOGOトーク!（TBSラジオ、日曜18:00。出演:柴山延子）
- 4月11日 - 6月27日
  - サンデーかしましラジオ（ニッポン放送、日曜13:00、DJ:増山さやか、増田みのり、五戸美樹）[463] 期間限定放送
  - 松坂有希子のフェミニンスタイル（日曜8:00）
- 4月11日 - 9月27日、プチフル!（月曜18:30。DJ:MAYU、渕上紘行 / 水野善公）
- 4月11日 - 12月26日、次長課長 河本"ハツラツ"準一のサンデー笑!（日曜12:00。出演:河本準一〔次長課長〕、青木裕子 / 後藤輝基〔フットボールアワー〕）
- 4月13日 - 2011年3月29日、はんにゃのオールナイトニッポン（火曜25:00）レギュラー放送
- 4月17日 - 10月2日、ドわれらイマドキッ!〜DOKIDOKI商品研究所〜（土曜24:30。DJ:西川貴教、TETSUYA、宮野真守、ドキドキガールズ / 星ひとみ）
- 5月1日 - 9月25日、Effect（AIR-G' 土曜20:30。DJ:MAYHEM〔COA〕）[464]
- 5月10日 - 12月27日 / 2011年1月31日、星野仙一の熱血・仙一夜（MBSラジオ、月曜19:00。出演：唐渡吉則）[465]
- 5月17日 - 7月26日、友近のこんなの初めて（TBSラジオ、月曜18:00）
- 6月24日 -  9月24日、少女ファイトweb radio 犬神鏡子と愉快な仲間たちのオールイブニングニッポン（アニメイトTV。出演：大原さやか）全5回
- 7月2日 - 9月24日
  - コブクロ Dear Songs（TOKYO FM、金曜 11:00。DJ:コブクロ）[466]
  - LOVE=Platinum 恋愛パズル（金曜日21:00。出演：戸田菜穂、香椎由宇、芦名星、木南晴夏 他）[467] 全13回
- 7月3日 - 7月31日、風の時間（AIR-G'、土曜日28:00。DJ:lela[468]）全5回
- 7月3日 - 9月25日、海扇物語 ホタテ養殖にかけた人々（FM青森、土曜日9:00。出演：乗田夏子、宮越昭司、牧野慶一、工藤良平）[469]
- 7月8日 - 8月26日、 GO!5!SUPER☆GiRLS（下北FM）全8回
- 7月12日 - 12月27日、D-BOYS BE AMBITIOUS（InterFM、月曜24:32。DJ:中村優一、五十嵐隼士、荒木宏文、瀬戸康史）[470] 全24回
- 7月15日 - 12月23日、古田三奈と微笑の約束（FMうらら、隔週水曜22:00）全12回
- 8月1日 - 9月26日、ラジズレ 東京タワー333（アール・エフ・ラジオ日本、日曜21:00）[471]開始 タロー、芦田愛子、ユッキー、青春ダーツ、野田幸宏、井上康治他
- 8月2日 - 12月30日、日めくり!カレンダーガールズ（平日〔月 - 木曜〕23:55。出演:夏目みな美、古川枝里子、氏田朋子）[472] 全120回
- 8月8日 - 11月28日、森圭一郎「こころの授業、はじめます」（HBCラジオ、日曜10:45。出演：渡辺陽子）[473] 全16回
- 9月4日
  - R50 SOUND GRAFFITI[474]（AIR-G'、土曜7:00。DJ：油谷昭雄 / KARASU）
  - 木下博勝教授のサタデーナイトゼミナール（RBCiラジオ、土曜23:30。出演:上條恵奈美）[475]
- 9月10日 - サオリリスのリリカルちゃんぷる（ラジオ大阪 1314 V-STATION、金曜23:00）
- 9月11日 - アニカル[476](FMうらら、土曜22:00。DJ:天上ラナ)
- 9月12日 - 畑亜貴らじお〜万能に滾る何様〜（文化放送超A&G+、日曜20:30）
- 9月13日 - 12月6日、思い出レストラン8020（HBCラジオ、月曜17:10。DJ:GUCHY）全12回放送[477]
- 9月27日 - スタードライバーラジオ 銀河美少年アワー（インターネットラジオ音泉、HiBiKi Radio Station。配信毎替わり出演）期間限定は暫定
- 10月1日 - 2011年3月25日
  - 今井りかのうまらじ（金曜18:30、今井りか、矢田雄二郎）[478]
  - フュージョンストリート（金曜21:05）
  - 宇賀神政人 2030（NACK5、金曜20:30。出演：鈴木あきえ）
  - (秘)ミッツラジオ（アール・エフ・ラジオ日本、金曜26:00）
- 10月2日 - 2011年3月26日、GEAR RADIO(AIR-G'、土曜19:00。DJ:高野倉匡人〔ファクトリーギア〕、森基誉則）
- 10月3日 - 12月26日、発掘!原石ちゃん（秋田放送、日曜20:55）全12回
- 10月3日 - 2011年3月27日
  - たびぐみプラス（MBSラジオ、日曜16:30。DJ:古川圭子 / 西靖）
  - あの時そこに歌があった（日曜17:30。出演：富澤一誠、小口絵理子）
  - サンデー・サウンド・スポーツ（日曜18:00。出演:内藤博之、小林幸明）
- 10月4日 - 2011年4月1日
  - 飯田浩司の「声だしていこー。」（ニッポン放送、平日〔月 - 金曜〕17:40）
  - News&Sportsチャート なまらん（STVラジオ、平日〔月 - 金曜〕18:00。DJ:吉川典雄 / 小出朗、八木菜摘）
  - 広瀬香美 ラジオdeフォロ〜ミ〜（平日〔月 - 金曜〕19:00）
- 10月4日 - 12月26日、センバタクシースペシャル TAXI STORY『バックミラーの横顔』（東北放送、月曜18:10。脚本：北阪昌人、出演：戸石みつる 他）全13回[479]
- 10月4日 - 12月30日
  - FOREVER21 Presents 村上萌のCutie Party（平日〔月 - 金曜〕24:50。出演：村上萌、田中みな実）全69回
  - Playback Box(NACK5、25:00)
- 10月4日 - 2011年4月1日、夕刊ラジオフルスイング（月曜18:00 / 平日〔火 - 金曜〕17:50。DJ:桜井弘規 / 石橋真 / 一柳信行 / 坂上俊次 / 石田充）
- 10月5日 - 12月31日、池山隆寛のBUNBUN radio（平日〔火 - 金曜〕17:50。出演：出水麻衣）全50回
- 10月5日 - 2011年3月10日、4月5日 - 4月8日、Happy Soup（平日〔火 - 木曜〕21:00。DJ:〔火曜〕大久保悠、〔水曜〕名久井麻利、〔木曜〕林朝子）[480]
- 10月5日 - 2011年3月22日、MBS開局60周年アワー 音楽の時間ですょ 目指せ1179曲てアンタ!?（MBSラジオ、火曜19:00。DJ:上泉雄一）[15]
- 10月5日 - 2011年3月29日
  - 奥華子のどさん子華子（火曜19:30）
  - NEXT!! 音楽三昧（AIR-G'、火曜25:00。DJ:星りな）
- 10月5日 - 2010年3月31日
  - MBSとらぐみタイガースライブ!（平日〔火 - 金曜〕17:54 / 〔土、日曜〕17:59）
  - 宮部和裕のドラゴンズエクスプレス（CBCラジオ、平日〔火 - 金曜〕18:00）
  - Happy Soup(平日〔火 - 木曜〕21:00。DJ:〔火曜〕大久保悠、〔水曜〕名久井麻利、〔木曜〕林朝子)[481]
  - でぇーじきかせたいラジオ[432](RBCiラジオ、平日〔火 - 金曜〕19:00。DJ:〔火曜〕山本ひとみ、〔水曜〕片野たつろう、〔木曜〕翁長まい、〔金曜〕田久保さとし)
  - 宮部和裕のドラゴンズEXPRESS（平日〔火 - 金曜〕18:00）
- 10月6日 - 2010年3月23日
  - サクッとSuGラジ（ニッポン放送、水曜19:40）
  - Wコロンのやめさせてもらうわ!（文化放送、水曜21:00。出演：杉ありさ）
- 10月6日 - 2011年3月31日、CUSCUSのアイドル研究所(FM FUJI 『GIRLS♥GIRLS♥GIRLS』木曜20:00。DJ:七川礼位〔CUSCUS〕、黒瀬カンナ〔CUSCUS〕)
- 10月7日 - 12月30日、鴉の激唱ラヂオ（エフエム秋田、木曜21:30）
- 10月7日 - 2011年3月24日、文化放送 K-POP COUNTDOWN（木曜21:00。DJ:コン・テユ）
- 10月7日開始 - 2010年3月31日までのナイターオフ限定
  - 安達祐実のYou&Me（ニッポン放送、木曜20:30）※当日は裏送りのみ、ニッポン放送は10月28日 - 2010年3月24日
- ブギウギ専務の俺の血が騒ぐ!!（STVラジオ、木曜19:30。DJ:上杉周大〔TON-UP MOTERS〕）
- 10月8日 - 2011年1月21日、ペナルティとティーンのナキワラジオ↑↑（CBCラジオ、金曜24:50）※JRN一部放送局で時差企画ネット[482] 全15回
- 10月8日 - 2011年3月25日
  1. ラジオ朗読版 光に向かって100の花束（東海ラジオ、金曜6:00 / STVラジオ、日曜6:50。TBSラジオ「久保田智子 プレシャスサンデー」内、日曜5:15ごろ。静岡放送、18:15。MBSラジオ、土曜日4:00。RKBラジオ、土曜日6:00。出演:鈴木弘子）[483]
  2. 葵のゴモン（文化放送、金曜21:00）
- 10月8日 - 2011年4月1日、キングオブコメディのカネとコメ（ラジオ大阪、25:30）
- 10月9日 - 12月25日 / 2011年1月1日、ドントパスミーバイ（InterFM、土曜15:00。DJ:根本敬、湯浅学）[484]
- 10月9日 - 2010年4月2日までのナイターオフ限定
  - サタデー スポーツニュースショー（文化放送、土曜17:45。出演:飯塚治）
  - ショウアップナイターレジェンド（ニッポン放送、土曜18:00。DJ:山田雅人、松本秀夫）
  - ヴァモス・ヴァモス ムージカ!（東北放送、土曜18:00。DJ:森雅一郎）
  - サタデーキューティナイト アイドルスタジオNo.1（ニッポン放送、土曜19:00。DJ:吉田尚記）全26回
  - 清田精二の丸々フォークソング（福井放送、土曜21:00）[485]
- 10月9日 - 12月18日、水木ケイの元気にミュージックソン!（ラジオ大阪、土曜11:30）
- 10月9日 - 2010年1月29日、スザンヌのダイスキ!くまもと（ニッポン放送、土曜19:50）全16回
- 10月9日 - 2011年3月5日（暫定）、HAMABOWL EAS プレゼンツ 枡田絵理奈の横浜物語（TBSラジオ、土曜18:00）暫定全20回
- 10月10日 - 2011年1月2日、大友良英ラジオアンサンブルズ(茨城放送、日曜22:15)[486]
- 10月10日 - 3月6日 / 3月27日、Kids Radio（日曜15:00。DJ:渡辺陽子）
- 10月10日 - 2010年3月27日、Pick Up!!（東北放送、日曜17:30。DJ:大久保悠）
- 10月13日 - 阿部亮のNGO世界一周!（水曜20:40）期間限定は暫定
- 10月10日 - 2011年4月3日、 トランジスタラジオ（文化放送、日曜日21:00。出演：キマワノイヨシロー）
- 10月20日 - ハヤサン（インターネットラジオ音泉、BEWE。出演：白石涼子、釘宮理恵）期間限定配信は暫定
- 11月6日 - 友章のDream Farm（AIR-G'、土曜20:00）[487] 期間限定は暫定
- 11月13日 - 2011年3月19日までのナイターオフ期間限定
  - セイ!ヤング・オールナイトニッポン Are you ready? Oh!（文化放送、土曜20:30。ニッポン放送、土曜21:00。DJ:〔基本隔週交代〕泉谷しげる、谷村新司 / さだまさし、南こうせつ）[17] 全19回
  - エバンジェリスト夏野剛 土曜会議室（文化放送&ニコニコ生放送、土曜19:00。出演：三浦奈保子）[488] 全20回
- 11月13日 - 2011年4月2日までの期間限定、蒼井そらの秘密の話園（土曜20:00）[489] 全21回
- 12月2日 - 2011年6月30日（放送休止）、SFサッポラー（ラジオカロスサッポロ、木曜22:00。DJ:サカ〔M.swing〕、eleki〔echodeck〕）全26回[490]
- 12月3日 - 2011年4月1日、吉村優のすき!好き!スキーNOW（秋田放送、金曜16:35）全15回
- 12月6日 - 2011年1月27日、渡部陽一 勇気のコトバ（ニッポン放送、平日〔月 - 木曜〕23:45）[491] 全32回

## 終了番組

### 2010年1月放送終了
- 1月8日 - 杉浦舞のMキャッチ!(TBSラジオ)期間限定放送終了
- 1月10日 - Notte di Opera(Inter FM)失跡
- 1月13日 - 名古屋グランパス津田知宏の"津田でございます!"(東海ラジオ)
- 1月29日 - 大森俊治のこしょこしょ話（HBCラジオ）期間限定放送終了

### 2010年2月放送終了
- 2月11日
  - 全農 presents Cheer Up Station〜Countdown to Vancouver（JFN）期間限定放送終了
  - JAPAN FM LEAGUE「Message For The Future」（JFL）期間限定放送終了
- 2月14日 - 幸せいっぱい ラジオ玉手箱（ラジオ関西）終了
- 2月28日 - Panasonic presents Vancouver Library（JFN）期間限定放送終了

### 2010年3月放送終了
- 3月5日 - オールナイトニッポンR よしもと浅草花月（ニッポン放送）打ち切り
- 3月7日 - 音楽熱中倶楽部（NHK第1）最終回、2時間拡大版（15:05-16:53）
- 3月9日 - 新・話の泉（NHKラジオ第1）レギュラー放送終了
- 3月12日 - 伊勢丹Kichijojiスタイル（むさしのFM）放送終了[492]
- 3月13日 - JAXAスペースアカデミー1年宙組（KBCラジオ）期間限定放送終了
- 3月19日終了
  - 南まりかのきいちゃだめっ!（ニッポン放送）
  - 山本高広とギャル曽根の「ぉぃしぃのきたーっ!!」（ニッポン放送）
- 3月20日終了
  - サタデーホットリクエスト（NHK-FM）14年にわたる放送を終了
  - みうらじゅんのMJ RADIOアワー（TBSラジオ）
  - サタデースポーツマネージャー（TBSラジオ）期間限定放送終了
  - 山浦ひさし 全力疾走(東海ラジオ)
  - 楠淳生のやんちゃな!weekend(ABCラジオ)
  - 和沙哲郎のダンディ・サタデー（ABCラジオ）番組休止
- 3月21日
  - サウンドストリート21（NHK-FM）
  - サンデー・イン・ザ・パーク（東海ラジオ）
  - 直球勝負!大澤広樹（東海ラジオ）
  - サンデーミュージックアワー 浦川泰幸の気分はトレンディ!（ABCラジオ）番組休止
  - 和沙哲郎のダンディ・サンデー（ABCラジオ）番組休止
  - どんなんかな?阪大工学部（ABCラジオ）番組休止
- 3月23日放送終了
  - ひびきともえ（文化放送）
  - 古田敦也ラジオもやってます（ニッポン放送）
- 3月24日終了
  - がちっ娘〜GACHIKKO（文化放送）
  - 城南海スローラジオ（ニッポン放送）
- 3月25日終了
  - 三浦大輔の輝け!ベイスターズ（TBSラジオ）
  - 安藤幸代と木村剛のチャレンジ!ニッポン（ニッポン放送）
  - イザナギTAROのおとなラジオ（アール・エフ・ラジオ日本）
  - レラナビ!（AIR-G'）
  - JUGGLERS RADIO（FM NORTH WAVE）
- 3月26日終了
  - カレストpresents It's MY WAY（FM YOKOHAMA）
  - ブルーグラス・エクスプレス（アール・エフ・ラジオ日本）
  - FLOWER VILLAGE（FM-FUJI）
  - ラジ関金曜 小山乃里子です（ラジオ関西）
  - NOCTURNE（Kiss-FM KOBE）
  - GOTCHA!〜Fun's Radio〜（AIR-G'）
  - MONO GLOBE（AIR-G'）
  - 兎のぴょんぴょんラジオ（AIR-G'）
  - Fly Me Pop FRIDAY（FM NORTH WAVE）
- 3月27日終了
  - 奥井亜紀の手紙（文化放送BBQR）地上波放送打ち切り
  - 栗村智のHAPPY!ニッポン!（ニッポン放送）
  - 高濱正伸のHanamaru Family（TOKYO FM）
  - 中山秀征のBeautiful Japan（TOKYO FM）
  - Precious Life（TOKYO FM）
  - 散歩の達人Radio（TOKYO FM）
  - 佐川急便 presents 山崎まさよし 音届 〜send one music〜（JFN）
  - DOCOMO DREAM CALL（TOKYO FM）
  - 上原多香子のクローストゥユー（TOKYO FM）
  - FM CINEMA（TOKYO FM）
  - 佐藤真理子のACT4（TOKYO FM）
  - acoakko radio（TOKYO FM）
  - music plant（TOKYO FM）
  - 50％ RIDE PACE（TOKYO FM）
  - DOCOMO THE VOYAGE（J-WAVE）
  - 源石和輝の土曜スタイル!（東海ラジオ）
  - 下川みくにのぐるっと東海エコめぐり（東海ラジオ）
  - 羽川英樹の快速急行・神戸発!（ラジオ関西）
  - LOVE TALKIN'（bayfm）
  - COUNTDOWN CONNECTIONS（FM-FUJI）
  - DREAM STAGE（FM-FUJI）
  - SPARKLE☆NIGHT（FM-FUJI）
  - RelaxivE（FM NORTH WAVE）
  - BEAT DELUXE（FM NORTH WAVE）
- 3月28日終了
  - 20世紀の名演奏（NHK-FM）「名演奏ライブラリー」へリニューアル
  - POP UP JAPAN（NHK-FM）
  - サンデースポーツマネージャー（TBSラジオ）期間限定放送終了
  - メイコのいきいきモーニング（TBSラジオ）
  - AUTOMOBILE RADIO（J-WAVE）
  - THE FLINTSTONE（BAY FM）
  - D-GIRLS3（FM-FUJI）
  - SPARKLING SUNDAY（FM NORTH WAVE）
  - nicOt[207](エフエム秋田)
  - こんにちよ〜!原田伸郎です（ラジオ関西）
  - 米倉千尋のSMILE GO HAPPY（東海ラジオ）
  - URBAN STORM（α-STATION）
  - 南港♪Music Entertainment(FM COCOLO)
  - あたりとしおのアブレイズ・ユー〜輝くキミたちに(ミュージックバード)
- 3月29日終了
  - ショウアップナイターバッテリー（ニッポン放送）期間限定放送終了
  - ガチャピン・ムックのパジャマDEナイト（ニッポン放送）
  - NEVERMIND!!月曜日・清水宏の9時からの場外乱闘〜明日のことはここでDo!（FM-FUJI）
  - 8090（FM NORTH WAVE）
- 3月30日終了
  - ポルノグラフィティ岡野昭仁のオールナイトニッポン（ニッポン放送）
  - 満員御礼!杉村商店[493]（ラジオNIKKEI）
- 3月31日終了
  - 雨上がり決死隊べしゃりブリンッ!（TBSラジオ）
  - TOYOTA モーニングナビゲート・週刊エンター（文化放送）
  - 小栗旬のオールナイトニッポン（ニッポン放送）
  - 中田宏のDREAM RUNNER（ニッポン放送）
  - ONCE（JFN）
  - DIARY（TOKYO FM）
  - A・O・R（TOKYO FM）
  - JACK IN THE RADIO（TOKYO FM）
  - やまだひさしのラジアンリミテッドDX (JFN)
  - DAY BREAK (JFN)
  - GROOVE LINE (J-WAVE)
  - JR EAST MIDNIGHT TRAIN (J-WAVE)
  - Oh!JaMa（NACK5）
  - チャイム!（NACK5）
  - DANCING GROOVE!〜HOT JAM〜（FM yokohama 84.7）
  - MONSTERS RADIO（FM-FUJI）
  - 速攻!金井さやかの15Minutes English（ラジオNIKKEI）
  - 柴田・桜井・やすとものスラスラ水曜日（ABCラジオ）
  - ROUTE1287(HBCラジオ)
  - Artist Avenue（AIR-G'）
  - FEEL SO GOOD!!!（FM NORTH WAVE）
  - DIG IT!（FM NORTH WAVE）
  - HITS ON THE RADIO（FMとやま）
  - 気まぐれラブベター（東海ラジオ）

FM COCOLOのほとんどの番組
- 閉局
  - エフエム多摩 G-WIND[35]

### 2010年4月放送終了
- 4月1日終了
  - ケンドーコバヤシのテメオコ（TBSラジオ）
  - アンタッチャブルのシカゴマンゴ（TBSラジオ）
  - くず哲也のオトナの情報マガジン（アール・エフ・ラジオ日本）
  - Memories（アール・エフ・ラジオ日本）
- 4月2日終了
  - kakiiin（TBSラジオ）月曜以外は終了
  - BATTLE TALK RADIO アクセス（TBSラジオ）打ち切り[494]
  - JUNK ZERO Friday Special 城島茂のどっち派?!（TBSラジオ）
  - 加藤浩次の吠え魂（TBSラジオ）
  - しょこたんらじお（ニッポン放送）
  - 東京わがままモーニング （アール・エフ・ラジオ日本）
  - よしもとオンライン大阪 よしもと○○同好会（GyaO、MBSラジオ）
  - 河原多恵子の夕刊ほっかいどう（HBCラジオ）
  - 乙女ぷりぷり（STVラジオ）
  - 小島一宏 モーニングあいランド（東海ラジオ）
  - 美味時間（東海ラジオ放送）
  - なるみ・八方のごきげんさん!（ABCラジオ）
  - 元気イチバン!!芦沢誠です（ABCラジオ）
  - WEEKEND TROUPER（FM802）
  - Pop'n'Nuggets (FM802)
  - 寺内優のおはようラジオ（RCCラジオ）
  - 本名正憲のきょうもゴゴイチ（RCCラジオ）
  - TRENTA ANNI RADIO（ZIP-FM）
  - ただ今勤務中!平野智美もお世話になります!（KBS京都）
  - やすひろの天下泰平（KBS京都）
  - 金曜ジャルジャルアワー（KBS京都）
  - 門馬良 今日も気分上々（RKBラジオ）
  - 歌謡曲ヒット情報（RKBラジオ）
  - 田巻直子のまんまる金曜日（新潟放送）
- 4月3日終了
  - MIXUP（TBSラジオ）
  - 髭男爵山田ルイ53世のルネッサンスラジオ（文化放送）
  - 白石涼子の聞かなきゃ☆そん♪Song!（文化放送）
  - 〜ぶっちゃけTALK RADIO〜ギリ☆モザ アール・エフ・ラジオ日本、ネット終了
  - Free Tempo（JFN）
  - 加藤ヒロユキ 週末のソムリエ（MBSラジオ）
  - 西靖&桜井一枝のわくわく土曜リクエスト（MBSラジオ）
  - つれもてないと（和歌山放送）
  - お笑いプレミアム・ボックス（ABCラジオ）
  - 文三・ゆかりのふらちなサタデーナイト（ABCラジオ）
  - サタデーラジオ高岡美樹です（ラジオ大阪）
- 4月4日
  - 世相ホットライン ハイ!竹村健一です（文化放送）
  - サヘル・ガーデン 今日の目 明日の芽（文化放送）
  - 三四六・吉井歌奈子 TOKYO CHEERS（文化放送）
  - A&G GAME MASTER GT-R AMspec（文化放送）
  - 石原さとみ SAY TO ME!（ニッポン放送）
  - YAGアニメラボ（ニッポン放送）
  - 加藤ヒロユキ 週末のソムリエ（MBSラジオ）
  - 流石の源石（東海ラジオ放送）第13部終了
  - おやじの時間（HBCラジオ、青森放送）
  - 森昌子のあったかライフ（MBSラジオ）
  - TENGEKI presents シンプレの底底ラジオ（ABCラジオ）
- 4月5日 - オン・ザ・ターフ（ABCラジオ）
- 4月8日 - ぶっちゃけTALK RADIO ギリ☆モザ （ラジオ大阪）
- 4月18日
  - 月刊歌当番（ラジオ大阪）
  - 日曜歌当番（ラジオ大阪）
- 4月25日 - 友章と文さんの月夜の歌っ手箱（AIR-G'）

### 2010年5月放送終了
- 5月7日 - D.D.G. THING(FM NORTH WAVE)休止[495]
- 5月28日 - もえもえポンバシ系（ラジオ大阪）期間限定放送打ち切り
- 5月29日 - レイナのアンビリーバボー（むさしのFM）

### 2010年6月放送終了
- 6月12日 - ラジオ派遣村（ラジオ大阪）
- 6月24日 - 小倉淳の早起きGoodDay!（ニッポン放送）
- 6月25日
  - 上柳昌彦のお早うGoodDay!（ニッポン放送）
  - テリーとたい平のってけラジオ（ニッポン放送）
  - 高嶋ひでたけの特ダネラジオ 夕焼けホットライン（ニッポン放送）
  - ディア・フレンズフライデー（TOKYO FM）放送期間休止
  - NTT東日本FLET'S光presents FRESH VISION（TOKYO FM）[496]
  - RADIO SPARK CONVICTION（FM-FUJI）
  - GLOVE AFTER THAT (FM NORTH WAVE)
- 6月26日
  - 栗村智 あなたと朝イチバン（ニッポン放送）
  - 高橋克実と山瀬まみ おしゃべりキャッチミー（ニッポン放送）
  - 札幌美少女図鑑radio(AIR-G')休刊
- 6月27日 - 大沢あかねのハイジャンプ・レディオ!（ニッポン放送）
- 6月28日 - NOW&NEXT(AIR-G')期間限定放送終了
- 6月29日 - GREATEST NORTHERN NIGHT（FM NORTH WAVE）[497]

### 2010年7月放送終了
- 7月2日 - 太田英明のMUSIC NEO（文化放送）番組休止
- 7月3日
  - ラヂオ天元突破グレンラガン（ラジオ大阪）
  - ノン子とのび太のアニメスクランブル（文化放送）番組休止
- 7月31日
  - サラッと気分爽快（HBCラジオ）ネット終了
  - OKIインカラチャシ（AIR-G'）

### 2010年8月放送終了
- 8月7日 - 関西名刹紀行（ラジオ関西）
- 8月28日 - 東京海上日動 ROUTE38（TOKYO FM）

### 2010年9月放送終了
- 9月12日 - INO-KONボンバイエ（MBSラジオ）
- 9月23日 - 沖佳苗と菊池こころのきらきらステーション!（DNEメディアステーション）10月7日配信終了
- 9月24日
  - Product X（TOKYO FM）
  - PEACE!FRIDAY(FM OSAKA)
  - Sony REAL MUSIQ（FM802）
  - BEAUTIFUL FRIDAY〜HANAKIN (NACK5)
  - JUNK4ELEMENTSのplease YVE me (NACK5)
- 9月25日
  - TOKYO PREMIUM NIGHT at COTTON CLUB（TOKYO FM）
  - V-BOX (NACK5)
  - Time to SAY（FM Yokohama）
  - らぶりぃサタデー（ラジオ大阪）[498]
  - Kei's Weekend Tee Shot!(FM OSAKA)
- 9月26日
  - インディーズ・ラブ（ラジオNIKKEI）[499]
  - YAH MAN! WRITERS（FM NORTH WAVE）
  - はやおきラジオ 水谷ミミです（東海ラジオ）
  - Rock'lock yazumin（FM Yokohama）
  - BRIDAL STORY（FM Yokohama）
  - 海からはじまるストーリー DJ EIJIのSurf Trip(FM OSAKA)[500]
- 9月30日終了
  - BOOM TOWN（J-WAVE）
  - MUSIC PLUS（J-WAVE）
  - PLATOn（J-WAVE）
  - Letters（NACK5）
  - Animo!（FM Yokohama）
  - YOU+NOTES（FM NORTH WAVE）
- 閉局
  - 愛知国際放送（RADIO-i）[501]

### 2010年10月放送終了
- 10月1日終了
  - 後藤麻衣の心配ないさぁ〜!!（TBSラジオ）放送局移籍
  - くにまるワイド ごぜんさま〜（文化放送）くにまるジャパンに改題
  - 玉川美沙 たまなび（文化放送）
  - カンニング竹山withS1ガールズ パコパコ☆イカnight（文化放送）
  - Voice of A&G Digital 超ラジ!Girls（超!A&G+）
  - Voice of A&G Digital 超ラジ!（超!A&G+）
  - 水野清文のワールド・トピックス（ラジオ大阪）
  - 中村もときの通勤ラジオ（KBCラジオ）
- 10月2日終了 - STVラジオ歌謡ヒット情報（STVラジオ）
- 10月3日終了
  - にちようサウンド・ボックス（HBCラジオ）
  - 谷口祐子のごきげんようび♪（STVラジオ）
- 10月28日 - ファイナンシャル・サテライト（ラジオNIKKEI）[502]

### 2010年11月放送終了
- 11月27日 - MBSサタデーボックス(MBSラジオ)番組休止
  - 上田利治の朝からどうでっか

### 2010年12月放送終了
- 12月22日 - いきものがかり吉岡聖恵のオールナイトニッポン（ニッポン放送）
- 12月25日
  - NTT DOCOMO J-POP MAGAZINE（NACK5）
  - ハッピー倶楽部（アール・エフ・ラジオ日本）
  - 白川勝彦の世の中つれづれ談義（アール・エフ・ラジオ日本）
  - OH! SAPPORO☆（AIR-G'）
  - チャド・マレーンのハマグリ王（CBCラジオ）
- 12月26日
  - 田村ジャーナル（アール・エフ・ラジオ日本）
  - 週刊 中央シルバーエリアガイド（エフエム秋田）
- 12月28日
  - まいちのぉそゆ〜Cafe（アール・エフ・ラジオ日本）
  - 品川近視クリニックpresentsプレラジ（アール・エフ・ラジオ日本）
  - 若井りき・ゆうきのベタでゴメンね（ラジオ大阪）
- 12月27日
  - 城田優のオールナイトニッポン（ニッポン放送）
  - Sista FiveのちゃっとチャットGo!Go!(FM HANACO)
- 12月29日 - 斉藤絹枝の応援歌（アール・エフ・ラジオ日本）
- 12月30日 - Playback BOX（NACK5）
- 12月31日 - TRMS4U（はいてない.com）配信終了、全27回

## 放送時間変更
- 1月5日 - 岡野あつこと宗万真弓の女性相談室（RFラジオ日本、火曜23:15に）放送枠変更
- 1月17日 - AUDIO SQUARE（Inter FM、日曜19:30に）放送時間繰上げ拡大
- 3月27日 - いなむら一志のBeatRadio（HBCラジオ、土曜17:50に）放送時間繰り下げ
- 3月29日 - 三上公也 情報アサイチ!（ラジオ関西、月 - 木曜5:50）月曜から木曜の放送に変更
- 4月2日
  - PUMP UP RADIO（FM-FUJI、平日〔月 - 金曜〕16:00）金曜日の放送時間短縮
  - FROM BACK STAGE（FM-FUJI、金曜19:00に）移動
  - 〜DJ KOO presents〜BEAT GOES ON（FM-FUJI、金曜20:00に）移動
- 4月3日
  - GREEN JACKET（INTER FM、土曜6:00に）放送時間繰り下げ
  - 兵藤ゆきのハッピーにゆきね〜!（東海ラジオ、土曜11:00に）放送時間繰り上げ拡大
  - U-18 ユーガタM塾(NHK FM、土曜18:00に)放送時間変更
  - McDonald's SOUND IN MY LIFE（TOKYO FM、土曜14:00に）放送時間繰り上げ拡大
  - コスモ ポップス ベスト10（TOKYO FM、土曜15:00 - 15:30に）放送時間繰り下げ短縮
  - TOKYO PREMIUM NIGHT at COTTON CLUB（TOKYO FM、土曜19:30に）放送時間繰り下げ
  - CLUB ALIVE(FM NORTH WAVE、土曜21:00に)放送時間変更
  - FUJIYAMA⇔NUMBER（FM-FUJI、土曜24:00に）移動、Visualize Zone枠に編入
  - 椎名へきる みたいラジオ(TOKYO FM、土曜28:30に)放送時間変更
- 4月4日
  - 川村龍一のゆ〜ゆ〜ラジオ（MBSラジオ、日曜6:15に）移動
  - 野菜ソムリエのおいしい話（STVラジオ、日曜7:30）移動
  - サンデー競馬中継みんなの競馬（MBSラジオ、日曜13:00）開始時間変更
  - HAPPY SMILE ECO（FM-FUJI、日曜17:00に）移動
- 4月5日
  - ドッキリ!ハッキリ!三代澤康司です（ABCラジオ、平日〔月 - 金曜日〕9:00）放送時間短縮
  - ABCパワフルアフタヌーン（ABCラジオ、平日〔月 - 金曜〕12:00）放送枠移動
    - 上沼恵美子のこころ晴天（ABCラジオ、月曜12:00）放送枠移動・月曜のみの放送に変更

  - 亀山つとむのかめ友 Sports Man Day（MBSラジオ、月曜18:00）放送時間拡大
  - 街角ステーション 僕らのラジオ（ラジオ大阪、平日〔月 - 金曜〕17:15）放送時間短縮
  - かにタク言ったもん勝ち（東海ラジオ、平日〔月 - 金曜〕9:00）放送時間拡大
  - 桑原しおりの基町こまち（RCCラジオ、平日〔月 - 金曜〕12:00）放送枠移動[362]
  - 道盛浩のバリシャキNOW（RCCラジオ、平日〔月 - 金曜〕14:00）放送時間拡大[362]
  - THE BEATLES YEARS(INTER FM、月曜23:00からに)移動
  - NOW&NEXT(AIR-G'、月曜20:30)再移動
  - MIDNIGHT RADIO PARK（平日〔月 - 水曜〕26:00）放送時間繰上げ
- 4月6日 - 10月1日、後藤麻衣の心配ないさぁ〜!!♪（TBSラジオ、平日〔月 - 金曜〕24:50）期間限定単独番組化
- 4月7日
  - いきものがかり吉岡聖恵のオールナイトニッポン（ニッポン放送、水曜25:00に）放送時間変更[503]
  - 近藤真彦 くるくるマッチ箱（文化放送、水曜21:30）放送時間繰り下げ
- 4月8日
  - make-B Style（FM OSAKA、木曜21:00に）放送時間変更
  - おぎやはぎのメガネびいき 放送枠再移動
- 4月9日移動
  - UNDER THE TREES（α-STATION、金曜20:00）放送枠移動[504]
  - 金曜JUNK バナナマンのバナナムーンGOLD（TBSラジオ、25:00）放送枠移動による改題
  - 堀川りょうの声優への道(ラジオ大阪、金曜23:30)
- 4月10日移動
  - Good Time,Good Music(土曜21:00に)ナイター放送による時間移動
  - エレ片のコント太郎（TBSラジオ JUNK Saturday、土曜25:00）放送時間変更
  - かつみ♥さゆりのちょこっと幸せ（ABCラジオ、6:00）改題、放送時間短縮、放送時間繰り下げ
  - 広澤克実とDrイトーのレーザー交遊録（MBSラジオ、土曜23:30）時間枠移動
  - サタデーティーンズナイト（CBC、土曜21:00）ハイパーナイトの番組大移動
  - 札幌美少女図鑑radio（AIR-G'、27:00）放送時間繰り下げし改題
- 4月11日
  - 野菜ソムリエのおいしい話（STVラジオ、日曜8:00）枠交換による再移動
  - 和佐由紀子のうららか日曜日（RCCラジオ、日曜9:00）放送時間拡大[362]
  - シンセンラジオステーション（HBCラジオ、日曜19:00）再移動
  - ミュージックアリーナSeatS（日曜20:30）再々移動
  - Dear Girl〜stories〜(ラジオ大阪、日曜23:00)
- 5月1日 - Good Time, Good Music(土曜18:00に)八嶋智人の一身上の都合による放送時間繰り上げ再移動
- 6月6日 - Listen HEART!(日曜18:00)放送時間繰り上げ
- 6月28日 - 垣花正のあなたとハッピー!（ニッポン放送）放送時間繰上げ[370]
- 7月3日
  - V-BOX（NACK5、土曜22:00）放送時間移動
  - Good Time, Good Music(土曜21:00に)放送時間元通り
- 7月4日
  - テリー伊藤 サンデーのってけラジオ（日曜13:00）改題し時間移動[370]
  - 鈴木雅之 FUNKY BROADWAY（NACK5、日曜22:00）枠移動
  - generock by yoko yazawa（NACK5、日曜22:30）枠移動
- 7月5日 - NEXT!!（AIR-G'、平日〔月 - 水曜〕25:00に）放送時間繰り下げ枠移動
- 8月7日 - NOW&NEXT（AIR-G'、土曜21:00に）再移動
- 8月8日 - 11月28日、一平・ジャンボのRadio JIJI!（HBCラジオ、11:00に）期間限定開始時間繰り下げ
- 10月1日 
  - 東京ガベージコレクション（TOKYO FM、金曜21:00へ）関東ローカルでの独立単独番組化による放送時間繰り上げ
  - 山崎まさよし GREETING MELODIES（TOKYO FM、金曜23:30へ）放送時間統一移動
- 10月2日
  - “M”Blend（AIR-G'、土曜7:30）放送時間繰り上げ枠移動
  - レラカムイ・ナビゲーション（AIR-G'、土曜18:30）放送時間繰り上げ枠移動
- 10月4日
  - MASTERS LOCK!（FM NORTH WAVE、平日〔月 - 木曜〕16:00へ）放送時間繰り上げ枠移動
  - PUMP UP RADIO（FM-FUJI、平日〔月 - 金曜〕16:00）月曜日 - 木曜日の放送時間短縮
  - FEEL SO MUSE（FM-FUJI、平日〔月 - 木曜〕19:00へ）放送時間繰り上げ枠移動
  - 根本美緒のウェルエイジングライフ（ニッポン放送、月曜 20:30へ）放送時間繰り上げ
  - 近藤ひさしのサタヤン★マンデー!（AIR-G'、月曜 20:30へ）放送時間繰り上げ枠移動に伴う改題
  - Music Spice+!（FM-FUJI、平日〔月 - 木曜〕24:00）放送時間拡大
- 10月5日 - 近藤真彦 くるくるマッチ箱（文化放送、火曜21:30）オードリーのシャンプーおじさんと枠交換による放送曜日変更
- 10月6日
  - 山内惠介 歌一本勝負!（STVラジオ、水曜19:30へ）放送時間再々変更
  - オードリーのシャンプーおじさん（文化放送、水曜21:30へ）近藤真彦 くるくるマッチ箱と枠交換による放送曜日変更
- 10月7日 - おさんぽますたー ろけはん!(ラジオ関西、木曜25:00へ。DJ:真堂圭、児玉明日美)[414] 放送時間繰り下げ
- 10月8日 - 2011年3月4日、お笑い地賛地笑バラエティー ゲラゲラ60（東北放送、金曜21:00へ）[505] 放送時間拡大移動
- 10月8日 - 2011年3月25日、THE武田組のよるだち（STVラジオ、金曜19:30）放送時間拡大繰上げ
- 10月8日 - 眠らない大学at神戸芸工大(ラジオ関西、金曜25:30。DJ:2号〔神戸芸工大学生)、橋本英治、大塚英志〕[414] 放送時間繰り下げ
- 10月9日
  - 歌原奈緒のエコナビ!(HBCラジオ、土曜7:45へ)放送時間繰り上げ移動
  - いなむら一志のBeat Radio(HBCラジオ、土曜17:00へ)放送時間繰り上げ移動 - 2010年3月までの期間限定繰上げ
  - シンセンラジオステーション(HBCラジオ、土曜18:30へ)放送時間繰り上げ移動
  - ジェイムスのやるときはやるJ!（東海ラジオ、土曜19:00へ）放送曜日移動
  - ooze（HBCラジオ、土曜19:00。DJ:GENN[506]）放送時間繰り上げ移動、DJ交代
  - カラーボトルのがらくたパレード（東北放送、土曜23:10）放送時間繰り下げ短縮
- 10月10日
  - 王様の宝石箱(HBCラジオ、日曜18:30)放送時間繰り上げ移動
  - 伊藤沙菜の『ココロは童顔です。』（HBCラジオ、日曜25:10）放送時間繰り下げ短縮
- 12月26日 - 伊藤沙菜の『ココロは童顔です。』（HBCラジオ、日曜25:00）放送時間繰り上げ元通り

## 放送再開番組
- 1月3日
  - MIYA THE WORLD!!（日曜7:30）エフエム愛知、ネット再開
  - HOME MADE 家族のRADIOCATION（日曜24:00）エフエム愛知、ネット再開
- 1月10日 - 大切なあなたへ〜Message for You〜（静岡放送、日曜11:00）再開
- 1月10日 - 藤本義一"ここがおかしい"（日曜11:15）静岡放送、ネット再開
- 1月11日 - feel the mind〜最上の出会い〜（TBSラジオ / JRN、出演:辰巳琢郎）放送再開
- 4月5日 - 夕刊おがわR（平日〔月 - 金曜〕16:00）加題し再開
- 4月9日 - 加藤ヒロユキ 音楽のソムリエ（MBSラジオ、金曜24:30）再開
- 4月10日 - 橋詰優子のおはようチャイナ（ABCラジオ、5:30）レギュラー放送再開
- 7月5日 - レラカムイ・ナビゲーション（月曜 20:30。DJ:水澤佳寿子〔レラカムイ北海道代表〕）改題しレギュラー放送再開
- 7月10日 - 工藤慎太郎 愛でいこうぜ!日曜編（文化放送）再開
- 11月3日 - 霜月はるかのFrost Moon Café（インターネットラジオ音泉）加題し配信再開
- 11月11日 - ラジオCHAOS;HEAD3 Love×2中毒注意報♥Portable!（インターネットラジオ音泉。出演：友永朱音、加藤英美里 / 日替わりゲストパーソナリティ1名）改題し配信再開

### 期間限定再開番組
- 3月29日 - 2011年3月31日、リトル・チャロ2 心にしみる英語ドラマ（NHKラジオ第2放送）
- 4月4日 - 8月26日、RISING SUN ROCK FM[507]（FM NORTH WAVE、日曜22:00。DJ:潮音）期間限定放送
- 4月7日 - 9月29日、札大ラジオキャンパス!（HBCラジオ、水曜17:00）期間限定放送?[508]
- 7月1日 - 10月28日、Hue LOCKS!（AIR-G'、平日22:55。DJ:箕輪直人）シーズン4再開[509]
- 6月4日 - 11月26日、RADIO LABO（FM福島、金曜 20:30。DJ:DJマサト、矢野真未）
- 7月1日配信開始 - モンハンラジオ 2nd（インターネットラジオ音泉。DJ:小嶋慎太郎、日笠陽子）
- 9月14日配信開始 - もっと!あなたと!ときめきメモリアル（出演：大亀あすか、滝田樹里、阪口大助）
- 10月1日 - 2011年3月31日、ザ・流行歌!パートII（RFラジオ日本、平日〔火 - 金曜〕21:30。DJ:今井伊左男）
- 10月2日 - 12月25日
  - 中央競馬 Gを狙え!!（STVラジオ、金曜18:40 / 土曜17:40。出演：宮永真幸 / 椎名竜大〔スポーツ報知〕）
  - どさんこチュールのポテトはいかが?DX（AIR-G'、土曜20:30）
- 10月5日 - 2011年3月31日、くず哲也のオトナの情報マガジンシーズンIV（RFラジオ日本、平日〔火 - 木曜〕18:30）
- 10月5日 - 2011年3月22日、小堺一機と渡辺美里のスーパーオフショット（ニッポン放送、火曜日20:00）シーズン5再開
- 10月9日 - 2011年3月27日、大阪芸術大学 平野啓子の語りの子たち(月曜21:00。出演：藤崎健一郎)
- 10月9日 - 2010年4月2日、ハッチの晴ればれサタデー（東北放送、土曜10:05）再開
- 10月10日 - 2011年4月10日、オンリーワン!Sunday（日曜13:00。DJ:山崎英樹、佐藤彩）期間限定放送再開[510]
- 10月13日 - 11月24日、おっきー・しんでぃの獏狩りないと!（インターネットラジオ音泉。出演：置鮎龍太郎、進藤尚美）期間限定配信再開
- 11月13日 - 2011年3月19日、魚住りえの就職戦士ブンナビ!（文化放送、土曜18:30）期間限定再開
- 12月13日 - 2011年1月3日、AXLラジオ!5th Anniversary 異文化交流高額院放送部!（インターネットラジオ音泉。出演:有栖川みや美、壬生中将 / ヒマリ、一条和矢）全5回期間限定配信

## 2010 FIFAワールドカップ中継
- NHK第1と全国の民放ラジオ局で中継。民放ラジオ75社[511] では日本代表の3試合&1試合＋（サッカーカメルーン代表・サッカーオランダ代表・サッカーデンマーク代表戦）プラス決勝トーナメント（サッカーパラグアイ代表戦＋）を中継。

### 6月14日 日本対カメルーン
民放で中継される地域では22:40 - 25:10に同時放送。
ゲストは森岡隆三、解説は城彰二、実況は長谷川太（文化放送アナウンサー）、番組パーソナリティは新保友映（ニッポン放送アナウンサー）。
主な局のワールドカップ関連番組
- 文化放送：（22:00 - 22:40）2010FIFAワールドカップ 日本対カメルーン いよいよキックオフ
サッカー中継をしない「レコメン!」ネット局…（22:00 - 23:00）超!A&Gスペシャル 「POAROの大喜利実力判定考査日本青年館への道」〈ポアロ（伊福部崇・鷲崎健）&井口裕香〉／（23:00 - 24:00）超!A&Gミュージック+プレミアム〈Project.R〉／（24:00 - 25:00）レコメン!〈K太郎〉
- ニッポン放送：（ナイター中継終了 - 22:40）ニッポン放送 師岡正雄と垣花正のまもなくキックオフ!がんばれ岡田JAPAN!
城田優のオールナイトニッポンは25:10より放送。
サッカー中継をしない「オールナイトニッポン」ネット局…（22:00 - 24:00）オールナイトニッポンGOLD 吉田拓郎セレクション／（25:00 - 27:00）城田優のオールナイトニッポン
- TOKYO FM：（22:30 - 22:40）もうすぐキックオフ／（25:10 - 26:00）中西哲生のつぶやき
JET STREAMは26:00から、扉は27:00から。
サッカー中継をしないJFN系列局…（22:30 - 24:00）SUMMER FES WAVE 2010〈沢田修〉／（24:00 - ）通常編成
- J-WAVE：（22:00 - 22:40）（25:10 - 26:00）J-WAVE FOOTBALL FEVER!

### 6月19日 日本対オランダ
民放で中継される地域では20:10 - 22:40に同時放送。
ゲストは前園真聖（ - まさきよ）、解説は金子達仁、実況は煙山光紀（ニッポン放送アナウンサー）、番組パーソナリティは増田みのり（同）。
主な局のワールドカップ関連番組
- 文化放送：（18:00 - 20:10）センパツ!スペシャル〜いよいよキックオフ
A&G 超RADIO SHOW〜アニスパ!〜は22:40から。その後のA&Gメディアステーション こむちゃっとカウントダウンは休止される。
- ニッポン放送：（19:00 - 20:10）ニッポン放送 師岡正雄と垣花正のまもなくキックオフ!がんばれ岡田JAPAN!
タッキーの滝沢電波城は22:40から20分版。
- TOKYO FM：（20:00 - 20:10）もうすぐキックオフ／（22:40 - 23:00）中西哲生のつぶやき
サッカー中継をしないJFN系列局…（22:00 - 22:55）SUMMER FES WAVE 2010〈沢田修〉
全局で「エレクトリカルサタデーナイト 中村正人の夜は庭イヂリ」は休止。
- J-WAVE：（20:00 - 20:10）（22:40 - 23:00）（24:00 - 25:00）J-WAVE SPECIAL FOOTBALL FEVER〜GO! GO! NIPPON!〜

### 6月25日 日本対デンマーク
民放で中継される地域では3:10 - 5:40に同時放送される。
ゲストは奥寺康彦、解説は水沼貴史、実況は清水大輔（TBSアナウンサー）、番組パーソナリティは新保友映（ニッポン放送アナウンサー）。
主な局のワールドカップ関連番組
- TBSラジオ：(3:00 - 3:10)「まもなくデンマーク対日本」〈石川伸子〉
生島ヒロシのおはよう一直線は5:40から放送。
サッカー未ネット局：「ミュージックナビ〜昨日と今日との交差点〜」は時間を拡大して放送。「あなたへモーニングコール」はサッカー未ネット局を含む全ネット局で休止（OBCでは直後の番組が繰り上がる）。「生島ヒロシのおはよう一直線」は通常通り編成。TBSから裏送り
- 文化放送：（3:00 - 3:10）「2010 FIFA ワールドカップ デンマーク対日本 いよいよキックオフ」〈長谷川太〉／（5:40 - 6:00）サッカースペシャル
- ニッポン放送：（3:00 - 3:10）〈煙山光紀〉（5:40 - 6:00） ニッポン放送サッカースペシャル 「やったぜ!俺たちの日本!!」
「くり万太郎のオールナイトニッポンR」ネット局で、サッカー未ネット局はニッポン放送からの裏送りで対応
（1:00 - 3:00）「矢部浩之のオールナイトニッポン」（サッカー関連企画「気持ちいいゴール選手権」）
- TOKYO FM：（1:00 - 3:00）「TOKYO FMサッカー日本代表応援プロジェクト決戦直前スペシャル」（東京のみ）／(3:00 - 3:10)まもなくキックオフ／(5:40 - 6:00)中西哲生のつぶやき
サッカーネット局：「扉-TO VILLA-」を短縮放送。「音楽自由区。」は休止。
サッカー未ネット局：通常編成
- J-WAVE：（2:00 - 3:10）「MUSIC WONDERLAND」〈JASMINE〉を10分延長して対応／（5:40 - 6:00）W杯直後スペシャル

### 6月29日 日本対パラグアイ
民放で中継される地域では22:40 - に同時放送された。
解説：前園真聖、実況：清水大輔、番組パーソナリティ（スタジオ担当）は増田みのり。予選リーグ3戦より中継ネット局は減った。
差し替え番組は#6月14日 日本対カメルーンと同様。なお、この中継により、火曜JUNK 爆笑問題カーボーイ（TBSラジオ、26:00の時報直後に飛び乗り。当日は25:00 - 中継終了までRKB毎日放送に裏送り、ABCラジオのみF.C.オフサイドトークスペシャルで26:11飛び乗り）が生放送対応に変更された。なお、サッカーを中継しない新潟放送や熊本放送のみ、ニュース探究ラジオ Digを23:55までインターネットラジオ経由でネット。
主な局のワールドカップ関連番組
- 文化放送：（ナイター中継終了後、22:00すぎ - 22:40）2010FIFAワールドカップ 日本対パラグアイ いよいよキックオフ
サッカー中継をしない「レコメン!」ネット局…(24:00 - 25:00。山形放送やKBS京都は22:00 - 25:00)レコメン!〈K太郎〉
- ニッポン放送：（ナイター中継終了 - 22:40）ニッポン放送 師岡正雄と垣花正のまもなくキックオフ!がんばれ岡田JAPAN!
「大宮エリーのオールナイトニッポン」は26:40から。
サッカー中継をしない「オールナイトニッポン」ネット局…（ナイター中継局はナイター終了後、22:00 - 24:00）オールナイトニッポンGOLD ゆずオールコレクション／（25:00 - 27:00）大宮エリーのオールナイトニッポン
- TOKYO FM：（22:30 - 22:40）もうすぐキックオフ／（25:55 - 26:00）中西哲生のつぶやき
「JET STREAM」は27:00から、「扉-TO VILLA-」は延長戦となったため休止。
サッカー中継をしないJFN系列局…（22:30 - 24:00）SUMMER FES WAVE 2010〈沢田修〉／（24:00 - ）通常編成
- J-WAVE：（22:00 - 22:40）（25:10 - 26:00）J-WAVE FOOTBALL FEVER!〈ジョン・カビラ〉